# Афганская война (1979—1989)
Афганская война 1979—1989 (пушту په افغانستان کې شوروی جګړه‎‎, перс. جنگ شوروی در افغانستان‎‎ — Советско-афганская война; Афганский конфликт 1979—1989) — военный конфликт на территории Демократической Республики Афганистан (Республика Афганистан с 1987 года) правительственных сил Афганистана, поддерживавшихся Ограниченным контингентом советских войск в Афганистане (ОКСВА), и вооружённых формирований афганских моджахедов при политической, финансовой и военной помощи стран НАТО, КНР, исламских государств.
Начавшийся в 1973 году, задолго до ввода советских войск, внутриполитический кризис в Афганистане в 1978 году перешёл в острую фазу. Западные журналисты часто проводили аналогии, называя Афганскую войну «Вьетнамской войной Советского Союза», «Советским Вьетнамом» (англ. Soviet Union's Vietnam War or Soviet Vietnam) и «Медвежьим капканом» (англ. Bear Trap).
Советский Союз быстро взял под контроль большую часть территории и границы Афганистана, но не смог справиться с повстанческим движением, поддерживавшимся Западом, Китаем и рядом исламских стран. Потери советских войск, несмотря на замалчивание внутри СССР, сделали войну непопулярной в советском обществе и внесли вклад в формирование и усиление негативного отношения общества к власти, проявившегося в период перестройки. Советский Союз не достиг своих целей в виде установления стабильного просоветского правительства Афганистана и, войдя в глубокий кризис в конце 1980-х годов, под международным и внутренним давлением вывел войска в 1989 году. Просоветское правительство Афганистана более трёх лет вело гражданскую войну с моджахедами, но проиграло. Его глава укрылся в здании миссии ООН в Кабуле, и спустя несколько лет был казнён талибами. Демократически избранный созыв Верховного совета СССР в конце перестройки осудил ввод войск в Афганистан.

## Предыстория

### История независимости Афганистана
В 1919 году Аманулла-хан провозгласил независимость Афганистана от Великобритании. Началась третья англо-афганская война.
Первым государством, признавшим его независимость, стала Советская Россия, оказывавшая Афганистану значительную экономическую и военную помощь.
В 1929 году СССР предпринял военную акцию в поддержку свергнутого короля Афганистана Амануллы-хана. В 1930 году была предпринята операция против баз басмачей на территории Афганистана.
В начале XX века Афганистан был отсталой аграрной страной с полным отсутствием промышленности, крайне нищим населением, свыше половины которого было неграмотно.

### Свержение монархии и приход к власти Дауда
В 1973 году, во время визита короля Афганистана Захир-Шаха в Италию, в Афганистане произошёл государственный переворот. Власть была захвачена родственником Захир-Шаха Мухаммедом Даудом, провозгласившим первую республику в Афганистане. Дауд установил авторитарную диктатуру и попытался провести реформы, но большинство из них завершилось провалом. При этом в стране имела место тотальная неграмотность: среди женщин — 96,3 %, у мужчин в сельской местности — примерно 90,5 %. Фактически в Афганистане господствовали порядки, характерные для эпохи родоплеменной общины и феодализма. Первый республиканский период истории Афганистана характеризуется сильной политической нестабильностью, соперничеством между прокоммунистическими и исламистскими группировками. Исламисты подняли несколько восстаний, но все они были подавлены правительственными войсками. Правление Дауда завершилось в апреле 1978 года — Саурской революцией, казнью его самого и членов его семьи.

### Саурская революция

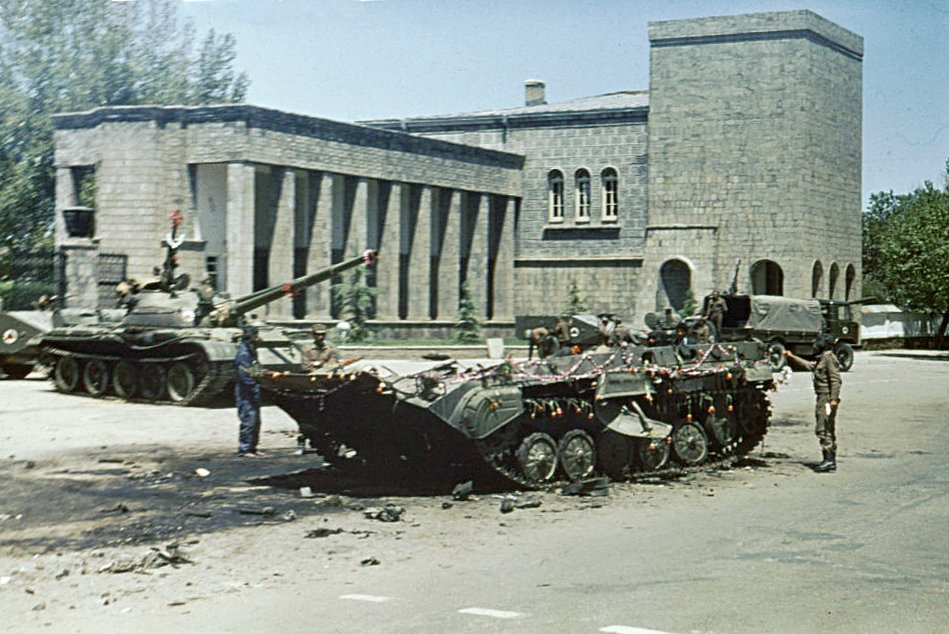
Улицы Кабула на следующий день после революции, 28 апреля 1978

27 апреля 1978 года в Афганистане началась Апрельская (Саурская) революция, в результате чего к власти пришла Народно-демократическая партия Афганистана (НДПА), провозгласившая страну Демократической Республикой Афганистан (ДРА).
Попытки руководства страны провести новые реформы, которые позволили бы преодолеть отставание Афганистана, натолкнулись на сопротивление исламской оппозиции. В 1978 году в Афганистане началась гражданская война.
8 мая 1978 года афганское правительство через посла СССР в Кабуле официально обратилось к советскому правительству с просьбой срочно направить в Афганистан советских советников — партийных, военных, хозяйственных, а также сотрудников КГБ СССР для оказания помощи в организации органов безопасности ДРА. Сотрудники КГБ СССР выехали в Афганистан во второй половине мая 1978 года. 30 июня 1978 года постановлением Совета министров СССР было образовано Представительство КГБ СССР при органах безопасности ДРА. 5 августа 1978 года было подписано соглашение о сотрудничестве между КГБ СССР и органами безопасности ДРА, которое предусматривало, что афганским силам безопасности будет оказана советническая помощь по линии разведки, контрразведки, военной контрразведки, в подготовке национальных кадров, оснащении средствами техники и связи.

## События, предшествовавшие вводу советских войск в Афганистан
В 1979 году произошёл ряд особо неблагоприятных для СССР геополитических событий:
В Кэмп-Дэвиде (Вашингтон) при активном участии США, за обещанную ими финансовую помощь, главный партнёр СССР на Ближнем Востоке, Египет заключил с Израилем договор о мире и переориентировал свой внешнеполитический курс с Москвы на Вашингтон.
Декабрь 1979 года был ознаменован подписанием правительствами стран североатлантического блока НАТО договора о размещении в Западной Европе американских ракет средней дальности, способных поражать цели на территории СССР.
В марте 1979 года в Иране вспыхнула Исламская революция, шах Мохаммед Реза Пехлеви был свергнут. По итогу всенародного референдума к власти в стране пришёл духовный лидер аятолла Хомейни. Иран был провозглашён исламской республикой (ИРИ). Хомейни своим первым указом запретил марксистско-ленинскую Народную партию Ирана. В кратчайший срок власти арестовали тысячи членов данной партии, уничтожили более 5 тысяч её активистов, включая лидеров. За это руководство КПСС высказало руководству Ирана решительный протест.
Крайне неблагоприятным событием февраля — марта 1979 года во внешней политике СССР стало обострение конфликта с Китайской Народной Республикой (КНР), которая ввела в союзнический с СССР Вьетнам свои войска и захватила три её северные провинции. Возникла эскалация напряжённости в юго-восточной Азии: к южному побережью Вьетнама в Тихом океане СССР стянул эскадру кораблей своего Военно-морского флота. Дальняя авиация была переведена в полную боевую готовность. Армейская авиация, переброшенная с западных рубежей на аэродромы Монголии, также ждала приказа на боевое применение. В приграничных с КНР районах Минобороны СССР развернуло крупную сухопутную группировку. Конфликт КНР и СССР вошёл в острую фазу. В апреле 1979 года КНР вышла из советско-китайского договора «О дружбе и взаимопомощи» от 1959 года.

## Принятие решения руководством СССР

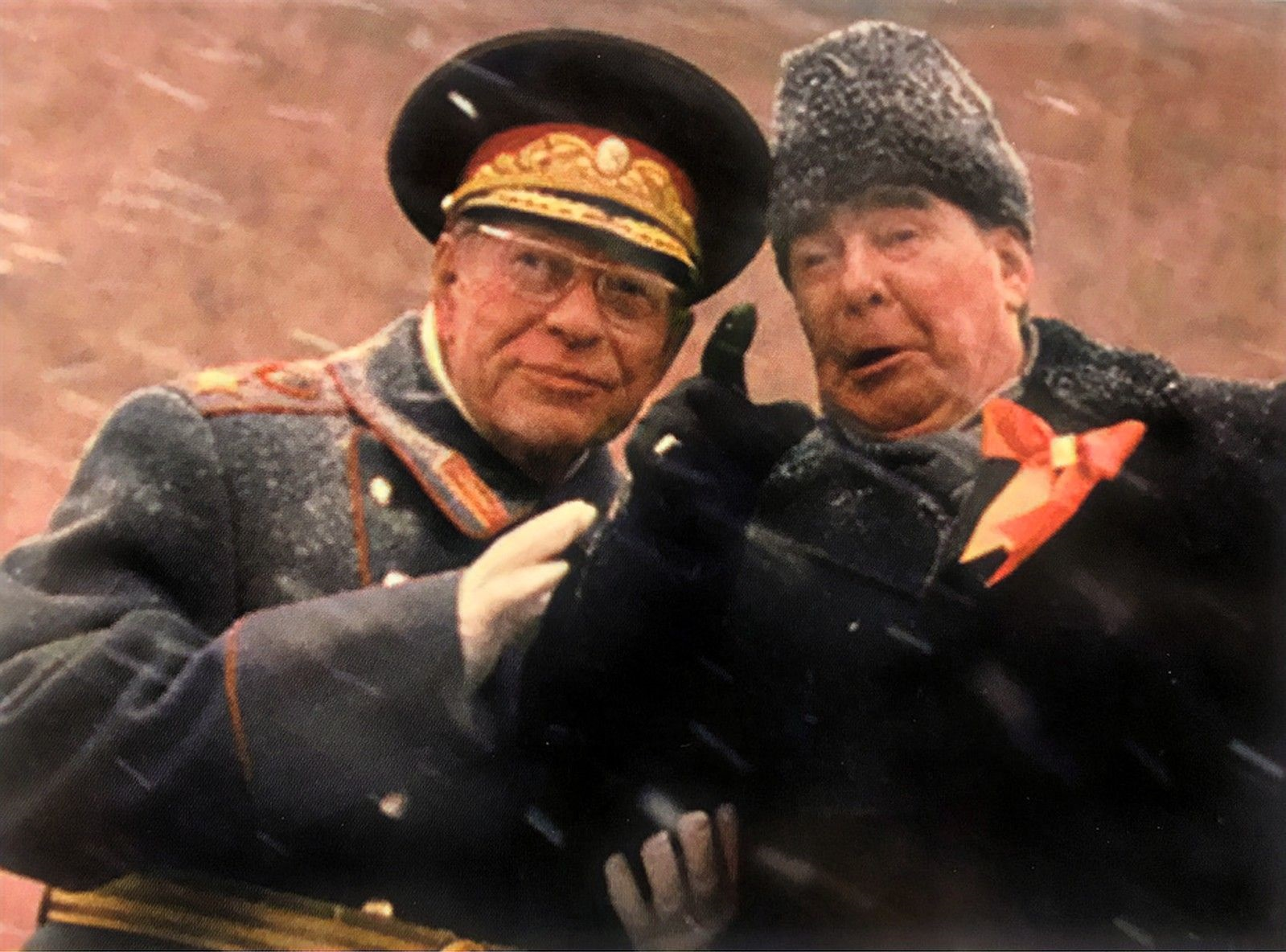
Генеральный секретарь ЦК КПСС Л. И. Брежнев и министр обороны СССР Д. Ф. Устинов, 1979 г.

18 марта 1979 года ЦК КПСС образовал комиссию Политбюро по Афганистану для межведомственной координации, принятия оперативных решений и внесения предложений в Политбюро ЦК КПСС (в составе Комиссии были М. А. Суслов, А. А. Громыко, Д. Ф. Устинов, Ю. В. Андропов, Б. Н. Пономарёв, И. В. Архипов). В марте 1979 года, во время мятежа в городе Герат, последовала первая просьба афганского руководства о прямом советском военном вмешательстве (всего таких просьб было около 20). Но комиссия ЦК КПСС по Афганистану доложила Политбюро ЦК КПСС об очевидности негативных последствий прямого советского вмешательства, и просьба была отклонена.
19 марта 1979 года на заседании Политбюро ЦК КПСС Леонид Брежнев сказал:

Был поставлен вопрос о непосредственном участии наших войск в конфликте, возникшем в Афганистане. Мне думается, что… нам сейчас не пристало втягиваться в эту войну. Надо объяснить… афганским товарищам, что мы можем помочь им всем, что необходимо… Участие наших войск в Афганистане может нанести вред не только нам, но и прежде всего им.

Однако гератский мятеж заставил провести усиление советских войск у советско-афганской границы, и по приказу министра обороны Д. Ф. Устинова началась подготовка к возможному десантированию в Афганистан посадочным способом 103-й гвардейской воздушно-десантной дивизии. Было резко увеличено число советских советников (в том числе военных) в Афганистане: с 409 человек в январе до 4500 к концу июня 1979 года. Согласно мемуарам бывшего директора ЦРУ Роберта Гейтса, 3 июля 1979 года американский президент Джимми Картер подписал секретный указ, санкционирующий финансирование антиправительственных сил в Афганистане. В своём интервью 1998 года французскому журналу Le Nouvel Observateur Збигнев Бжезинский вспоминал:

Мы не толкали русских вмешиваться, но мы намеренно увеличили вероятность, что они это сделают…
Le Nouvel Observateur: Бывший директор ЦРУ Роберт Гейтс утверждает в своих рассуждениях, что американские спецслужбы начали помогать афганским моджахедам за шесть месяцев до советского вмешательства. В то время Вы были советником президента Картера, значит, Вы играли ключевую роль в этом деле. Вы подтверждаете это?
Збигнев Бжезинский: Да. Согласно официальной версии истории, помощь ЦРУ моджахедам началась в течение 1980 года, то есть после того, как советская армия вторглась в Афганистан 24 декабря 1979 года. Но реальность, державшаяся в секрете до сегодняшнего дня, является иной: на самом деле президент Картер подписал первую директиву о тайной помощи противникам просоветского режима в Кабуле 3 июля 1979 года. И в тот же день я написал докладную записку для президента, в которой я ему объяснил, что по моему мнению эта помощь повлечёт за собой советское военное вмешательство.

Под наблюдением ЦРУ поставлялось оружие для антиправительственных вооружённых формирований. На территории Пакистана в лагерях афганских беженцев были развёрнуты центры специальной подготовки вооружённых группировок. Главным образом программа основывалась на использовании пакистанской разведки (ISI) в качестве посредника для распределения финансирования, снабжения оружием и обучения афганских сил сопротивления.
Дальнейшее развитие ситуации в Афганистане — вооружённые выступления исламской оппозиции, мятежи в армии, внутрипартийная борьба, и особенно события сентября 1979 года, когда лидер НДПА Нур Мохаммад Тараки был арестован и затем убит по приказу отстранившего его от власти Хафизуллы Амина — вызвали серьёзное беспокойство у советского руководства. Оно настороженно следило за деятельностью Амина во главе Афганистана, зная его амбиции и жестокость в борьбе за достижение личных целей. При Амине в стране развернулся террор не только против исламистов, но и против членов НДПА, бывших сторонниками Тараки. Репрессии коснулись и армии, главной опоры НДПА, что привело к падению её и без того низкого морального боевого духа, вызвало массовое дезертирство и мятежи. Советское руководство боялось, что дальнейшее обострение ситуации в Афганистане приведёт к падению режима НДПА и приходу к власти враждебных СССР сил.
По линии КГБ поступала информация о связях Амина и Тараки с ЦРУ в 1960-е годах и о тайных контактах эмиссаров Амина с американскими официальными представителями после убийства Тараки. В НДПА углублялись противоречия между фракциями «Хальк» и «Парчам». Амин на словах высказывался за дальнейшее расширение сотрудничества с Советским Союзом, а на деле допускал действия, идущие вразрез с интересами этого сотрудничества: поощрял антисоветские настроения, проводил «сбалансированный внешнеполитический курс», предпринимая попытки наладить контакты с США.
Переориентация Кабула на Исламабад, ближайшего союзника Вашингтона, стала высоковероятной. Одновременно доводы Советскому Союзу от афганского руководства о необходимости ввода Советских войск в Афганистан, за отсутствием иного пути для урегулирования там внутриполитического кризиса, становились всё более весомыми.
Свержение режима Дауда, тесно связанного с Советским Союзом, стало восприниматься в СССР как антисоветская провокация США.
В итоге было решено готовить свержение Амина и замену его более лояльным к СССР лидером. В качестве такового рассматривался Бабрак Кармаль, чью кандидатуру поддерживал председатель КГБ Ю. В. Андропов. Кармаль должен был обеспечить стабильность в стране и изменить соотношение сил в регионе в пользу СССР.
Ещё одним фактором, подтолкнувшим советское руководство к вооружённому вмешательству в Афганистан, стал геополитический. Исламская революция в Иране, обострение отношений с Китаем на фоне китайско-вьетнамской войны, сближение США и Китая, переход Египта в лагерь США после подписания Кэмп-Дэвидских соглашений вызвало опасения роста влияния США и НАТО у южных границ СССР и возникновения новой военной угрозы ему с юга, а приход к власти исламских радикалов — нестабильности в советских республиках Средней Азии.
Международно-правовая основа для предстоящего ввода Советских войск в Афганистан базировалась на «Договоре о дружбе, добрососедстве и сотрудничестве 1978 года», обеспечивавшем безопасность, независимость и территориальную целостность обоих государств.
При разработке операции по свержению Хафизуллы Амина было решено использовать просьбы самого Амина о советской военной помощи. Насчитывалось более двадцати обращений с просьбой ввести советские войска в Афганистан от руководства Афганистана в Политбюро ЦК КПСС, а также переданных членам дипломатической миссии СССР в Кабуле; семь из них были высказаны лично генеральным секретарём Центрального комитета Народно-Демократической партии Афганистана (ЦК НДПА) Xафизуллой Амином; эти просьбы озвучивались на официальных и рабочих встречах, а также другими государственными деятелями ДРА в телефонных переговорах: только с сентября по декабрь 1979 года было 7 таких обращений.
В начале декабря 1979 года в Баграм был направлен так называемый «Мусульманский батальон» — отряд особого назначения ГРУ — специально созданный летом 1979 года из советских военнослужащих среднеазиатского происхождения для охраны Тараки и выполнения особых задач в Афганистане. В первых числах декабря 1979 года министр обороны СССР Д. Ф. Устинов сообщил узкому кругу должностных лиц из числа высшего военного руководства, что в ближайшее время будет, очевидно, принято решение об использовании советских войск в Афганистане.
С 10 декабря по личному приказу Д. Ф. Устинова проводилось развёртывание и мобилизация частей и соединений Туркестанского и Среднеазиатского военных округов. По сигналу «Сбор» была поднята 103-я Витебская гвардейская воздушно-десантная дивизия, которой отводилась роль основной ударной силы в предстоящих событиях.
12 декабря 1979 года на заседании Политбюро было принято решение о вводе войск:

К положению в «А».
1. Одобрить соображения и мероприятия, изложенные т. т. Андроповым Ю. В., Устиновым Д. Ф., Громыко А. А. Разрешить им в ходе осуществления этих мероприятий вносить коррективы непринципиального характера. Вопросы, требующие решения ЦК, своевременно вносить в Политбюро. Осуществление всех этих мероприятий возложить на т. т. Андропова Ю. В., Устинова Д. Ф., Громыко А. А.
2. Поручить т. т. Андропову Ю. В., Устинову Д. Ф., Громыко А. А. информировать Политбюро ЦК о ходе выполнения намеченных мероприятий.

Некоторые историки, основываясь на дневниковых записях Брежнева и его секретарей, полагают, что Политбюро 12 декабря не заседало, а решение было утверждено 13 декабря «задним числом». Вероятно, решение было подготовлено ещё 10 декабря, причём Громыко, Устинов и Андропов поставили его осуществление в зависимость от возможного исхода голосования в НАТО о размещении ракет Першинг-II в Европе. Неслучайно, что члены Политбюро датировали решение об Афганистане 12 декабря — тем днём, когда в Брюсселе государства — члены НАТО приняли решение разместить в Западной Европе почти 600 новых ракет.
По свидетельству начальника Главного оперативного управления — первого заместителя начальника Генерального штаба Вооружённых Сил СССР В. И. Варенникова, в 1979 году единственным членом Политбюро, не поддержавшим решение об отправке советских войск в Афганистан, был А. Н. Косыгин, и с этого момента у Косыгина произошёл полный разрыв с Брежневым и его окружением.
Участники событий вспоминали, что начальник Генерального штаба Н. В. Огарков активно выступал против ввода войск, по поводу чего имел острые споры с членом Политбюро ЦК КПСС министром обороны СССР Д. Ф. Устиновым. Также против ввода войск были C. Ф. Ахромеев, В. И. Варенников, Е. М. Примаков и О. Т. Богомолов.
В Политбюро неоднократно обсуждалось, нужно ли вообще поддерживать НДПА. С одной стороны говорилось, что, хотя они расстреляли Дауда и многих агентов КГБ Юрия Андропова — это союзники СССР. Они проведут социалистическую революцию, что поможет Афганистану стать «второй Монголией» и перепрыгнуть из феодализма в социализм — данную позицию лоббировал Суслов. С другой стороны, Афганистан уже давно зарекомендовал себя в качестве надёжного союзника — эту идею поддерживал Громыко. Он даже сказал такие слова: «Такой был хороший, послушный сосед — ну прямо Финляндия на юге. Чего же ждать теперь от этих безумцев?» (НДПА). После свержения Дауда к власти пришёл Мухаммед Тараки. Он неоднократно пытался склонить правительство СССР к введению своих войск, но ему ясно давали понять, что Советский Союз не готов идти на такой шаг. Когда свергли Тараки, Брежнев лично поздравил Амина с тем, что он стал главой Афганистана, и лично попросил его, чтобы Тараки не репрессировали; однако, того всё-таки убили. Брежнев и Андропов решили ликвидировать Амина и отомстить за ликвидацию Дауда и Тараки.

## Подготовка к вводу войск
13 декабря 1979 года была сформирована оперативная группа Министерства обороны по Афганистану во главе с первым заместителем начальника Генерального штаба генералом армии С. Ф. Ахромеевым, приступившая к работе в Туркестанском военном округе с 14 декабря.
Первоначально операцию по отстранению Амина от власти планировали в КГБ СССР. Планом предусматривалось силами спецподразделений КГБ СССР, «мусульманского батальона» (он же 154-й отдельный отряд специального назначения) и подразделений десантников 13 декабря совершить марш из Баграма в Кабул и с ходу захватить все ключевые точки в городе, включая резиденцию «Арк», в которой на тот момент располагался Амин.
Амина и его племянника Асадуллу, руководившего службой безопасности КАМ, планировалось нейтрализовать с помощью заранее внедрённого в их окружение агента. Он должен был подмешать в их пищу спецсредство. Рассчитывали, что, когда оно начнёт действовать, во дворце поднимется паника, советские подразделения выдвинутся из Баграма и захватят резиденцию Амина. В полдень, 13 декабря мероприятие с использованием спецсредства было проведено. Подразделениям дали команду на захват объекта «Дуб» (дворец Арк в центре Кабула, где тогда была резиденция главы государства). Но вскоре последовала команда «Отбой», поскольку на Амина яд не подействовал вообще, а его племянник почувствовал себя плохо лишь на следующее утро. Асадуллу отправили на лечение в СССР. После смены власти он оказался вначале в Лефортовской тюрьме, а затем был депортирован в Афганистан и расстрелян «парчамистами».
14 декабря в Баграм был направлен батальон 345-го гвардейского отдельного парашютно-десантного полка для усиления батальона 111-го гвардейского парашютно-десантного полка 105-й гвардейской воздушно-десантной дивизии, который с 7 июля 1979 года охранял в Баграме советские военно-транспортные самолёты и вертолёты. Одновременно Б. Кармаль и несколько его сторонников были тайно привезены в Афганистан 14 декабря и находились в Баграме среди советских военнослужащих. После отмены операции Б. Кармаля срочно вернули в СССР.
Вскоре после этого (очевидцы называют разные даты, от 17 до 23 декабря) «мусульманский батальон» получил приказ на передислокацию в район Кабула «Дар-уль-Аман», где его разместили между 1-м и 2-м батальонами афганской национальной бригады с задачей по усилению охраны дворца Амина. В усиление к «мусульманскому батальону» были приданы 2 спецгруппы КГБ, задача которых была иная — подготовка к штурму.
До 25 декабря 1979 года в Туркестанском военном округе были подготовлены к вводу в Афганистан полевое управление 40-й общевойсковой армии, 2 мотострелковые дивизии, армейская артиллерийская бригада, зенитно-ракетная бригада, десантно-штурмовая бригада, части боевого и тылового обеспечения, а в Среднеазиатском военном округе — 2 мотострелковых полка, управление смешанного авиакорпуса, 2 авиаполка истребителей-бомбардировщиков, 1 истребительный авиаполк, 2 вертолётных полка, части авиационно-технического и аэродромного обеспечения.
В качестве резерва в обоих округах были отмобилизованы ещё три дивизии. В части и соединения 40-й общевойсковой армии по состоянию на 27 декабря 1979 года было призвано из Узбекистана, Туркменистана и Таджикистана более 32 тысяч военнослужащих запаса и получено более 9 тысяч автомобилей из народного хозяйства. Личный состав 5-й мотострелковой дивизии на 43,5 % состоял из представителей местных национальностей, а в 108-й мотострелковой дивизии 64 % были представителями местных национальностей. Это было крупнейшее мобилизационное развёртывание Советской армии с 1945 года.
К переброске в Афганистан также была подготовлена 103-я гвардейская воздушно-десантная дивизия из Белоруссии. 14 декабря часть войсковой группировки этой дивизии вместе со штабом дивизии переместилась на аэродромы Туркестанского, Среднеазиатского и Приволжского военных округов, с 22 по 24 декабря — на территорию Узбекистана, советско — афганская граница была преодолена 25 декабря.
На основании дешифровки сообщения советского военного командования британская разведка (GCHQ) получила информацию о начале операции за неделю до начала вторжения.
К вечеру 23 декабря 1979 года было доложено о готовности войск к вводу в Афганистан. 24 декабря Д. Ф. Устинов подписал директиву № 312/12/001, в которой говорилось:

Принято решение о вводе некоторых контингентов советских войск, дислоцированных в южных районах нашей страны, на территорию ДРА в целях оказания помощи дружественному афганскому народу, а также создания благоприятных условий для воспрещения возможных антиафганских акций со стороны сопредельных государств.

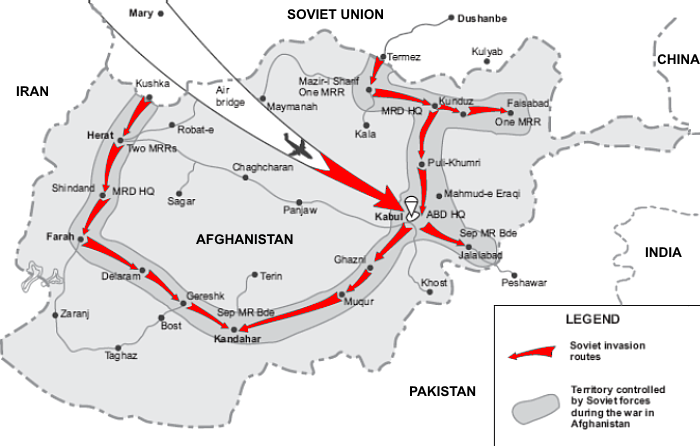
Ввод советских войск в Афганистан, декабрь 1979 года

Участие советских войск в боевых действиях на территории Афганистана директивой не предусматривалось, не был определён порядок применения оружия даже в целях самообороны. Правда, уже 27 декабря появился приказ Д. Ф. Устинова о подавлении сопротивления мятежников в случаях нападения.
Предполагалось, что советские войска станут гарнизонами и возьмут под охрану важные промышленные и другие объекты, высвободив тем самым части афганской армии для активных действий против отрядов оппозиции, а также против возможного внешнего вмешательства. Границу с Афганистаном было приказано перейти в 15:00 мск (17:00 кабульского времени) 25 декабря 1979 года.
Утром 25 декабря 1979 года первым на территорию ДРА был переправлен 781-й отдельный разведывательный батальон 108 мсд. Следом за ним переправился 4-й десантно-штурмовой батальон (4-й дшб) 56одшбр, которому была поставлена задача по охране перевала Саланг. В тот же день началась переброска частей 103-й ВДД на аэродромы Кабула и Баграма. На Кабульский аэродром первыми высадились десантники 350 гвардейского парашютно-десантного полка под командованием подполковника Г. И. Шпака. При посадке один из самолётов Ил-76 с десантниками разбился, погибло 10 членов экипажа и 37 десантников.
Дублёром 103-й дивизии была 106-я гвардейская Тульская воздушно-десантная дивизия. 103-я ВДД вывозилась на авиабазы по тревоге и уже туда доставлялись дополнительные боеприпасы и всё необходимое. Ситуация ухудшилась в связи с ударившими морозами. 106-я ВДД получила полный боекомплект, параллельно проводя по плану батальонные учения, и была снята и переброшена на авиабазы взлёта в последние дни декабря. В частности, были использованы запасной аэродром в Туле и авиабаза базирования МИГ-21 ПВО под Ефремовом. Была уже произведена разбивка по кораблям и башни БМД сняты с внешних стопоров. Но, просидев до 10.01.1980 на авиабазах предполагаемого взлёта, части 106-й ВДД были вновь эшелонами возвращены к местам своей дислокации.
В Кабуле части 103-й ВДД к полудню 27 декабря закончили десантирование посадочным способом и взяли под свой контроль аэропорт, блокировав афганскую авиацию и батареи ПВО. Другие подразделения этой дивизии сосредоточились в назначенных районах Кабула, где получили задачи по блокированию основных правительственных учреждений, афганских воинских частей и штабов, других важных объектов в городе и его окрестностях. Над баграмским аэродромом после стычки с афганскими военнослужащими установили контроль 357-й гвардейский парашютно-десантный полк 103-й дивизии и 345-й гвардейский парашютно-десантный полк. Они также обеспечивали охрану Б. Кармаля, которого с группой ближайших сторонников вновь доставили в Афганистан 23 декабря.
Бывший начальник Управления нелегальной разведки КГБ генерал-майор Ю. И. Дроздов отмечал, что ввод советских войск в Афганистан был объективной необходимостью, так как в стране активизировали действия США (они заключили соглашение с Китаем по Афганистану, выдвигали свои технические наблюдательные посты к южным границам СССР). Кроме того, СССР и ранее несколько раз вводил свои войска в Афганистан с подобной миссией и не планировал там надолго задерживаться. По словам Дроздова, существовал план вывода советских войск из Афганистана в 1980 году, подготовленный им совместно с генералом армии С. Ф. Ахромеевым. Этот документ впоследствии был уничтожен по указанию Председателя КГБ СССР В. А. Крючкова.

## Штурм дворца Амина, захват советскими войсками стратегических объектов в Кабуле

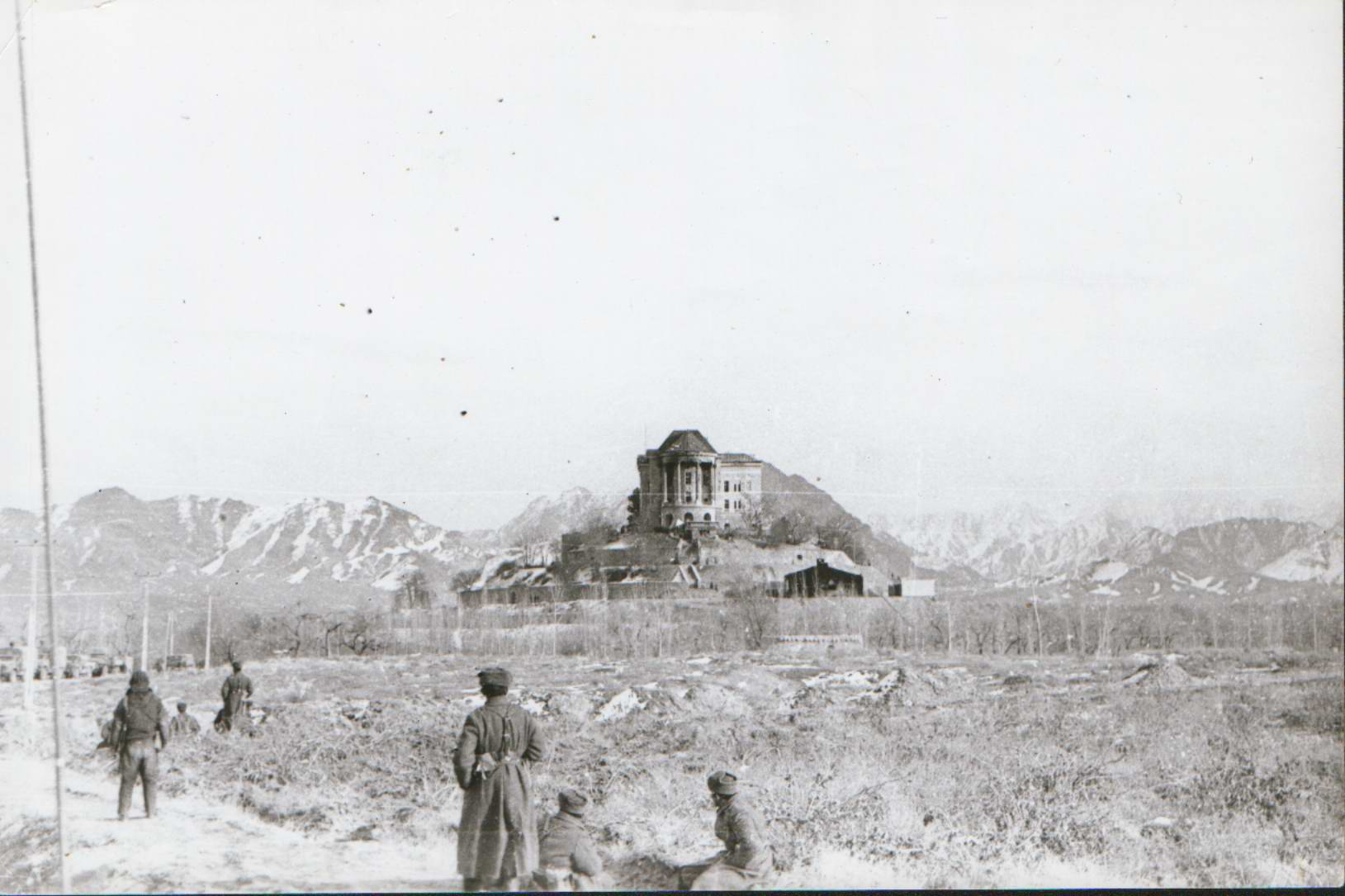
Дворец Тадж-Бек со стороны правого крыла после штурма

В 19 часов 15 минут 27 декабря 1979 года группа отряда «Зенит» КГБ СССР под командованием Бориса Плешкункова взорвала колодец центрального узла связи с важнейшими военными и гражданскими объектами Кабула. После этого советские спецподразделения взяли штурмом дворец Амина Тадж-Бек, операция продолжалась 40 минут, во время штурма Амин был убит. По официальной версии, опубликованной газетой «Правда», «в результате поднявшейся волны народного гнева Амин вместе со своими приспешниками предстал перед справедливым народным судом и был казнён».
Тогда же бойцами отряда «Зенит» была захвачена тюрьма Пули-Чархи, из неё был освобождён ряд политзаключённых, в том числе семья убитого Нур Мохаммада Тараки. Также бойцы «Зенита» и подразделения 103-й воздушно-десантной дивизии и 345-го отдельного парашютно-десантного полка блокировали и взяли под контроль воинские части кабульского гарнизона, радиотелецентр, центральный телеграф, министерство внутренних дел, спецслужбы КАМ, тем самым обеспечив спецподразделениям выполнение их задачи. Второй по важности объект — комплекс зданий генерального штаба афганской армии, был штурмом захвачен 7-й парашютно-десантной ротой 350-го гвардейского парашютно-десантного полка. Возглавлял генеральный штаб афганской армии Мухаммед Якуб, преданный Амину его родственник, выпускник Рязанского высшего воздушно-десантного командного училища. Для успеха всей операции было необходимо его нейтрализовать, поскольку он мог отдать приказ афганской армии на вооружённое сопротивление. Нейтрализация Якуба была поручена командиру 103 гв. ВДД генералу Ивану Рябченко. Задача ставилась лично министром обороны маршалом Устиновым и председателем КГБ Андроповым. Непосредственно перед началом операции «Шторм-333» генерал Рябченко, вместе со специально отобранными офицерами, братьями Лаговскими, отправились на приём к Якубу, якобы для уточнения мест расположения подразделений советской армии. Когда прогремел взрыв колодца связи, послуживший сигналом к началу операции, и Якуб уже все понял, группа офицеров во главе с генералом И. Рябченко оттеснила охрану и нейтрализовала Якуба, не дав ему возможности связаться с частями афганской армии. В его кабинете на прямой связи с афганскими частями стояла работающая радиостанция. Группа генерала Рябченко сама оказалась блокированной в кабинете Якуба. 7-я парашютно-десантная рота 350-го гв. ПДП, заблудившись в тёмном незнакомом городе, прибыла с опозданием в 40 минут. Только после её прибытия небольшая группа из состава спецподразделений, смявшая охрану на первом этаже и держащая под контролем коридоры генштаба, смогла вздохнуть спокойно. В её составе уже было двое раненых. Они встретили десантников словами: «Ребята, выручайте своего командира! Он блокирован в кабинете Якуба». Не прошло и часа, как здание было полностью под контролем десантников.
В ночь с 27 на 28 декабря в Кабул из Баграма под охраной сотрудников КГБ и десантников прибыл новый афганский лидер Б. Кармаль. Радио Кабула передало обращение нового правителя к афганскому народу, где был провозглашён второй этап «революции».

## Военно-политические события: хронология
Военные теоретики Министерства обороны СССР, занятые изучением истории Афганской войны и анализом опыта боевых действий, разделили период пребывания ОКСВА на четыре этапа:
- с декабря 1979 по февраль 1980 — ввод советских войск в Афганистан, размещение их по гарнизонам;
- с марта 1980 по апрель 1985 — ведение активных боевых действий, в том числе широкомасштабных, работа по реорганизации и укреплению вооружённых сил ДРА;
- с апреля 1985 по январь 1987 — переход от активных действий преимущественно к поддержке афганских войск советской авиацией, артиллерией и сапёрными подразделениями при том, что подразделения спецназначения продолжали вести борьбу по пресечению доставки оружия и боеприпасов из-за рубежа. В этот период был осуществлён частичный вывод советских войск с территории Афганистана;
- с января 1987 по февраль 1989 — участие советских войск в проведении политики национального примирения при продолжающейся поддержке боевой деятельности афганских войск. Подготовка советских войск к выводу и полный их вывод[89].

### 1979 год
- В июле в Баграм прибыл батальон из состава 111-го гвардейского парашютно-десантного полка 105-й воздушно-десантной дивизии, который после расформирования дивизии осенью 1979 отошёл к 345 гв. пдп[90]. Это было первое воинское подразделение Советской Армии в Афганистане.
- 27 ноября в Афганистан на самолётах Ан-22 с аэродрома Гостомель прибыли 120 человек личного состава для организации связи будущего командования советских войск в Кабуле с военными советниками при дивизиях ВС ДРА. Переброской занималось 10-е Управление ГШ ВС СССР. До самой отправки личный состав не знал, куда направляется. Весь личный состав был переодет в гражданскую одежду несоветского производства. На отправке в Гостомеле лично присутствовал командующий Киевским военным округом генерал армии И. А. Герасимов, который перед самой посадкой на построении сообщил: «Родина поручает вам сложное задание, и вы должны выполнить свой воинский долг до конца». Перед посадкой в самолёт каждому был вручён заграничный паспорт гражданина СССР с визой Афганистана на 1,5 года. По прибытии в 10 провинциях Афганистана были созданы узлы связи по 12 человек. Узел связи состоял из начальника узла связи (прапорщик или офицер), два человека ЗАС (офицер и прапорщик) и 9 солдат срочной службы. На каждый узел связи приходилось три армейских грузовика ГАЗ-66 — два аппаратных (радиостанция и ЗАС) в кузове КУНГ и один тентированный для разъездов. Все солдаты до конца своей службы в Афганистане находились в гражданской одежде.

Дислокация узлов связи:
1. Провинция Кабул, г. Кабул, Главный узел;
2. Провинция Нангархар, г. Джелалабад, а фактически — посёлок Самархель, при афганской 25-й горно-пехотной дивизии;
3. Провинция Кундуз, г. Кундуз;
4. Провинция Бадахшан, г. Файзабад;
5. Провинция Балх, г. Мазари-Шариф;
6. Провинция Газни, г. Газни;
7. Провинция Баглан, г. Пули-Хумри.

- Начало декабря — оппозиция довела численность своих вооружённых формирований до 40 тыс. человек и развернула боевые действия против правительства в 12 провинциях Афганистана.
- 9—12 декабря — в Афганистан прибыл первый «Мусульманский батальон» — 154 ооСпН 15 обрСпН.
- 14 декабря — прибыл в Баграм ещё один отдельный батальон 345 опдп.
- 25 декабря
  - Колонны 40-й общевойсковой армии Туркестанского военного округа пересекли афганскую границу по понтонному мосту, установленному отдельной ротой обеспечения движения, сформированной из мобилизованных на якобы учебные сборы военнообязанных лиц из Таджикистана (201-я мсд САВО), через реку Амударья. Х. Амин выразил благодарность руководству СССР и отдал распоряжение Генеральному штабу Вооружённых Сил ДРА об оказании содействия вводимым войскам[91].
  - Катастрофа Ил-76 под Кабулом.
- Вечером 27 декабря состоялась операция «Шторм-333» — штурм дворца Амина[92].
- 29 декабря отдельная рота отряда обеспечения движения из состава 201 МСД САВО основала базовый лагерь в 5 километрах от афганского города Мазари-Шариф и взяла под контроль дорогу и перевал.

### 1980 год
«Генеральная Ассамблея... выражает глубокое сожаление по поводу недавней вооружённой интервенции в Афганистане... призывает к немедленному, безусловному и полному выводу иностранных войск из Афганистана».
Генерал Борис Громов вспоминал о первых месяцах пребывания советских войск в Афганистане так:

В конце декабря 1979 г. в Афганистан вошли военнослужащие, в основном призванные из запаса. Такое парадоксальное решение было принято, на мой взгляд, по нескольким причинам. Для создания Ограниченного контингента требовалось огромное количество солдат срочной службы, прапорщиков и офицеров, которых в Туркестанском военном округе и так не хватало.
Призванные из запаса солдаты и офицеры показали себя в Афганистане с самой лучшей стороны. Все они были зрелого возраста, многие уже имели семьи, детей. Запасники были опытнее молодых солдат и прекрасно понимали, что попали не на учения, а оказались в очень серьёзной обстановке. Мы были уверены, что никто из них, скажем, не уснет на посту и не уйдет из своей части.
Первые удары по 40-й армии были отодвинуты по времени, и оппозиция нанесла их лишь ранней весной 1980-го. Афганцы очень тепло встречали наши первые колонны. Общение советских таджиков и узбеков с местным населением завязывалось повсюду. Как могли, они объясняли, что пришли в Афганистан не воевать. И им верили.
Последние из запасников застали начавшиеся нападения на машины, засады и перестрелки. В начале февраля душманы в упор расстреляли одну из патрульных машин, которая контролировала небольшой участок дороги в окрестностях Кабула. 10 солдат в кузове, водитель и офицер — все они были призваны из запаса на несколько недель — погибли.
Возвращались домой запасники с радостью. Самые последние из них провели в Афганистане не больше 2 месяцев. Это был самый спокойный период за все время нашего там пребывания.

- 7 января — Пянджский сводный боевой отряд пограничных войск КГБ СССР (204 человека при шести БТР) переправился вертолётами и на плавсредствах через реку Пяндж и расположился гарнизоном в афганском кишлаке Нусай, прикрыв советский районный центр Калаи-Хумб и приграничную дорогу Душанбе — Хорог. Затем он десантировался в район афганского речного порта Шерхан и предотвратил угрозу его захвата мятежниками. Вскоре на территорию Афганистана перебазировались и другие сводные боевые отряды погранвойск (СБО). На каждом участке советско-афганской границы было выставлено до трёх СБО численностью по 100—120 человек[94].
- 9—11 января — подразделения 186-го мотострелкового полка (2-й батальон, усиленный танковой ротой, 2-я рота 1-го батальона с танковым взводом, миномётной батареей, и артиллерийский дивизион, при поддержке вертолётов) 108-й мотострелковой дивизии взяли кишлак Нахрин в провинции Баглан, где поднял мятеж 4-й афганский артиллерийский полк. В ходе мятежа были убиты все советские военные советники. Потери мятежников составили 100 человек убитыми, 7 орудий и 5 автомобилей. Советские войска при подавлении восстания потеряли 2 убитыми, 2 ранеными и 1 БМП-1. Это событие стало первым организованным боем советских войск в Афганской войне, с которого началось участие Советской армии в гражданской войне в Афганистане.
- 14 февраля — в соответствии c Директивой МО СССР от 21 января 1980 года № 314/1/00160, переведённая на новые штаты и включённая в состав 40-й общевойсковой армии КТуркВО — 201-я Гатчинская мотострелковая дивизия в обновлённом составе пересекла Государственную границу СССР через понтонные мосты в районах Хайратона и Айваджа и совершила марш «Хайратон — Кундуз», где на новом месте постоянной дислокации начала обустройство. Зоной ответственности 201-й МСД была определена северо-восточная часть республики Афганистан — историческая область Каттаган (провинции: Кундуз, Балх, Саманган, Баглан, Тахар и значительная часть провинции Бадахшан).
- 20—24 февраля — антиправительственное восстание в Кабуле (наиболее активная фаза 22—23 февраля). Во время восстания было обстреляно советское посольство, погибло несколько советских граждан.
- 23 февраля — трагедия в тоннеле на перевале Саланг. При прохождении тоннеля подразделениями 186мсп и 2зрбр при полном отсутствии комендантской службы из-за ДТП в середине тоннеля образовалась пробка. В итоге задохнулись 16 советских военнослужащих 2зрбр. Данные по задохнувшимся афганцам отсутствуют.
- 29 февраля — 12 марта — Кунарское наступление — рейд трёх батальонов Советской армии в провинции Кунар. Бой у кишлака Шигал (29 февраля) — первое боестолкновение в истории Афганской войны подразделения ВДВ с моджахедами, в результате которого было убито 37 советских военнослужащих, 1 пропал без вести и 26 ранено. Общие потери за рейд составили 52 убитых и 43 раненых.
- Апрель, осень — 1-я и 2-я войсковые операции в Панджшерском ущелье.
- 20—24 апреля — массовые антиправительственные демонстрации в Кабуле разогнаны низкими полётами реактивных самолётов.
- Май — 2-я общевойсковая операция в провинции Кунар.
- 11 мая — в ущелье Печдара у кишлака Хара, близ города Асадабад, провинция Кунар, попадает в засаду соединение 66-й отдельной мотострелковой бригады: 1-я рота (и. о. командира — старший лейтенант Заколодяжный), взвод АГС, взвод УИР (командир — лейтенант Котов) из состава 1-го МСБ и миномётный взвод ДШБ (командир — лейтенант Суровцев), общей численностью около 90 человек. Советские потери в ходе боя составили 46 убитыми, в том числе три офицера, среди них — замполит 1-й роты старший лейтенант Н. А. Шорников, и более 65 ранеными[95].
- 19 июня — решение Политбюро ЦК КПСС о выводе из Афганистана некоторых танковых, ракетных и зенитно-ракетных частей.
- 25 июня — в результате советского авиаудара в городе Джангал провинции Бадахшан погибло 80 человек[96].
- Август — в Афганистан, для оказания помощи афганской службе госбезопасности ХАД в борьбе с моджахедами, введён отряд специального назначения КГБ СССР «Каскад» (создан в июле 1980 года)[97].
- 3 августа — ожесточённый бой у кишлака Шаеста 783-го разведывательного батальона и миномётной батареи 3-го мотострелкового батальона 149-го гвардейского мотострелкового полка 201-й Гатчинской мотострелковой дивизии против многочисленного формирования моджахедов в Машхадском ущелье, уезд Кишим, провинция Бадахшан. Подразделения 201-й МСД в ходе выполнения боевой задачи оказались в огневой засаде противника, в оборонительном бою понесли значительные потери военнослужащих — общее число погибших составило 49, из которых 37 разведчиков 783-го ОРБ и 12 гвардейцев 149-го гв. МСП, общее число раненых составило 48. Это один из наиболее кровопролитных эпизодов в истории Афганской войны (1979—1989).
- 12 августа — прибытие в страну спецподразделений КГБ СССР «Карпаты»[98].
- 23 сентября — командующим 40-й общевойсковой армией назначен генерал-лейтенант Борис Ткач.
- 14 ноября — 5 декабря — в зоне «Центр» (провинции Кабул, Парван и Бамиан) проводилась операция под кодовым названием «Удар» («Удар-1»). В этой операции участвовали до 16 тысяч военнослужащих советских и афганских войск, 600 танков и бронетранспортёров, свыше 300 орудий и миномётов, до 100 самолётов и вертолётов. По советским данным, моджахеды потеряли свыше 500 человек убитыми и 736 — пленными. В ходе операции были захвачены 861 единица стрелкового оружия и 25 тысяч боеприпасов.

### 1981 год
- Апрель — 3-я Панджшерская операция.
- Май — обстановка вокруг Кабула обостряется действиями отрядов Ахмад Шах Масуда.
- 18—19 июня — в провинции Нангархар, в 85 километрах к югу от Джелалабада, в районе афгано-пакистанской границы, части советской 66-й мотострелковой бригады и афганской 11-й джелалабадской пехотной дивизии берут штурмом укрепрайон моджахедов Тора-Бора.
- Август — 1-я Мармольская операция. Разгром базовых районов мятежников в 30 километрах к югу от Мазари-Шарифа, провинция Балх.
- Август—сентябрь — 4-я Панджшерская операция.
- Сентябрь — бои в горном массиве Луркох, провинция Фарах.
- 5 сентября — гибель генерал-майора Хахалова[99].
- 29 октября — ввод второго «Мусульманского батальона» (177ооСпН) под командованием майора Керимбаева («Кара-майор»)[100].
- Декабрь — советские и афганские войска под общим руководством генерал-майора Н. Г. Тер-Григорьянца разгромили базовый пункт оппозиции в ущелье Дарзаб, провинция Джаузджан.

### 1982 год
- Январь — февраль — активные боевые действия в провинциях Кандагар, Парван, Каписа. Особенно тяжёлые бои развернулись в районе населённого пункта Джабаль-ус-Сирадж, провинция Парван, расположенного рядом с входом в Панджшерское ущелье.
- 9 февраля — 25 советских солдат погибли при возгорании палатки в Кабуле[101][102].
- 10 февраля — взрыв в резиденции губернатора в Герате, погибло несколько советских гражданских специалистов.
- 5 апреля — в ходе военной операции на западе Афганистана советские войска по ошибке вторглись на территорию Ирана. Иранская боевая авиация атаковала стоящие на земле вертолёты. Экипаж принял решение уничтожить машины, чтобы те не попали в руки к иранцам[103][104].
- Апрель — войсковая операция в провинции Нимроз.
- 15 мая — 2 июня — 5-я крупномасштабная Панджшерская операция, в ходе которой впервые была осуществлена массовая высадка десанта в Афганистане: только в течение первых трёх дней было десантировано с вертолётов свыше 4 тысяч бойцов. Всего в этой операции принимало участие около 12 тысяч советских военнослужащих различных родов войск. Операция проходила одновременно на всех 120 километрах в глубину ущелья. В результате этой операции Панджшер был взят. Для частичного контроля над Панджшерским ущельем в кишлаке Руха 12 июня был введён и оставлен 177-й ооСпН (500 бойцов) с приданными ему для сторожевого охранения одним мотострелковым батальоном от 177-го мсп 108-й мсд, а также артиллерийскими подразделениями поддержки 108-й мсд, в общей сложности около тысячи человек. Остальные части советских войск, участвовавшие в операции, покинули ущелье. Сводная группировка в Рухе была выведена в марте 1983 года[100].
- 16—24 июня — в Женеве, при посредничестве заместителя Генерального секретаря ООН Д. Кордовеса, прошёл первый раунд афгано-пакистанских переговоров по урегулированию ситуации в Афганистане и вокруг него[105].
- Август—сентябрь — 6-я Панджшерская операция: советские войска снова установили временный контроль над ущельем. В декабре все подразделения, участвовавшие в операции, оставили ущелье.
- 12 сентября — Массовое убийство в кишлаке Падхваб-э-Шана[англ.], провинция Логар: во время зачистки кишлака советские солдаты убили 105 человек, в том числе мирных жителей.
- 3 ноября — на перевале Саланг в результате возникшей вне тоннеля пробки в тоннеле погибло более 176 человек, включая 64 советских военнослужащих[106].
- 15 ноября — встреча Ю. В. Андропова и президента Пакистана М. Зия уль-Хака в Москве.
- По официальным данным афганского правительства, в сравнении с 1981 годом в течение 1982 года в 8 раз увеличилось количество мин и фугасов, установленных душманами. В течение года формирования душманов интенсивно применяли мины американского, пакистанского, египетского производства[107].

### 1983 год

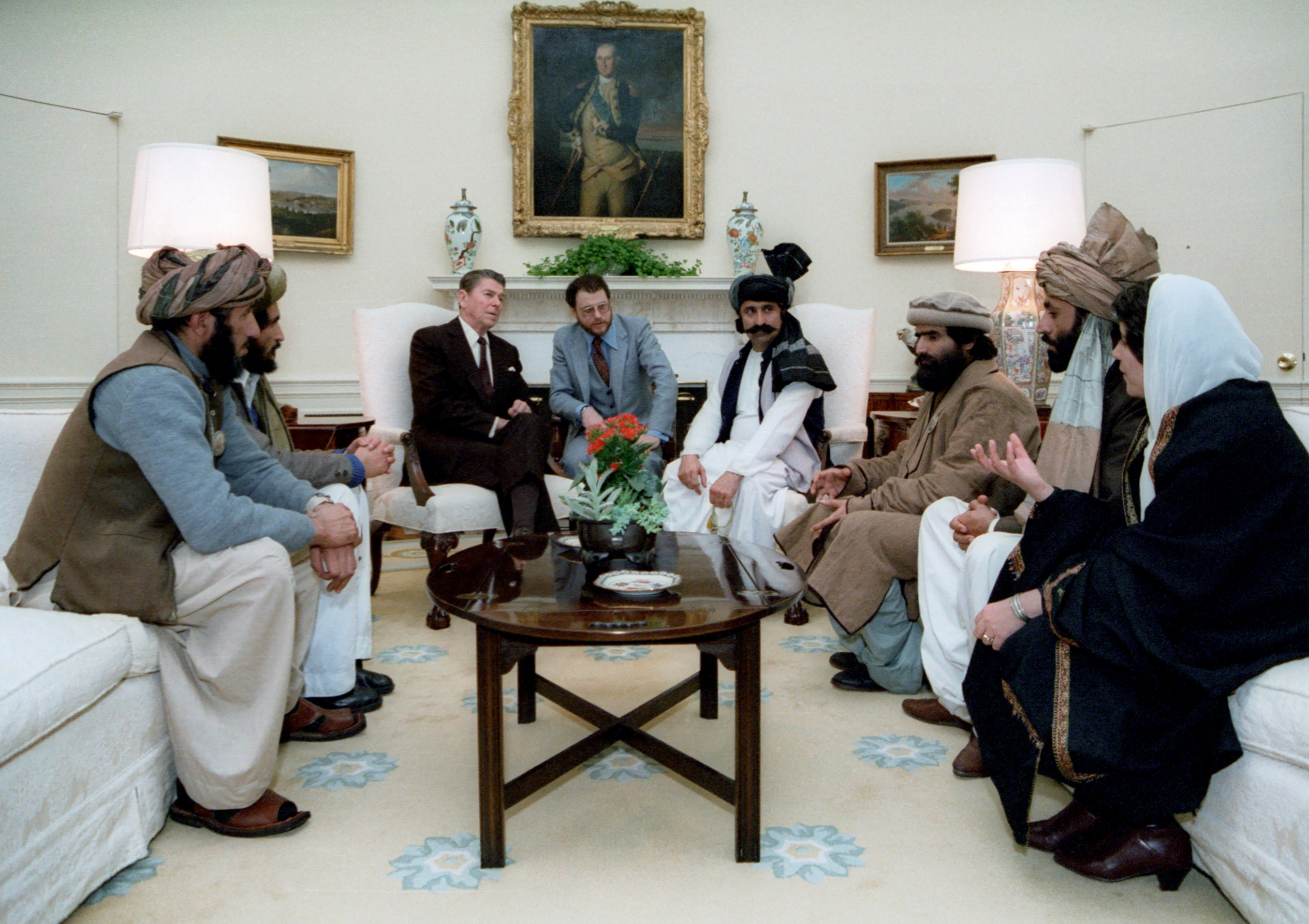
Президент США Рональд Рейган встречается с делегацией афганских моджахедов в Белом доме в 1983 году

- 1 января — заявление ТАСС по Афганистану, в котором вновь повторяется, что «Ограниченный контингент советских войск будет выведен лишь после прекращения вмешательства извне», а также опровергается утверждение президента Р. Рейгана о применении СССР химического оружия в Афганистане.
- 2 января — в Мазари-Шарифе моджахеды похитили группу из 16 советских гражданских специалистов.
- 2 февраля — заложники, похищенные в Мазари-Шарифе и находящиеся в кишлаке Вахшак (в 98 километрах к югу от Мазари-Шарифа, провинция Балх), были освобождены, но при этом 6 из них погибли. Во время штурма кишлака погибло 10 советских и 22 афганских солдата, было уничтожено 3 вертолёта и 4 бронетранспортёра[108].
- Март — 2-я Мармольская операция.
- 8 марта — заключение временного мирного договора руководства 40-й общевойсковой армии с Ахмад Шах Масудом, по итогам которого 177-й ооСпН, с приданными ему подразделениями покинул кишлак Руха. В общей сложности 177-й ооСпН провёл в Панджшерском ущелье 8 месяцев в активном противостоянии группировке Ахмад Шах Масуда[100].
- 28 марта — встреча делегации ООН во главе с Генеральным секретарём Х. Пересом де Куэльяром и заместителем Генерального секретаря Д. Кордовесом с Ю. В. Андроповым.
- Апрель
  - в провинции Нимроз советские войска захватили и уничтожили укрепрайон моджахедов Рабати-Джали, который одновременно служил крупной перевалочной базой производства наркотиков.
  - общевойсковая операция по разгрому отрядов оппозиции в ущелье Ниджраб, провинция Каписа. Советские подразделения потеряли 14 человек убитыми и 63 — ранеными[109].
- 16 мая — бой в ущелье Ганджагал, район Сирканай, провинция Кунар: моджахеды окружили и нанесли существенный урон в живой силе 2-му взводу 7-й мотострелковой роты 3-го мотострелкового батальона 66-й отдельной мотострелковой бригады (ППД Асадабад), в ходе боя погибло 16 из 17 военнослужащих, включая командира взвода лейтенанта Г. А. Демченко (Героя Советского Союза), замполита 7-й роты лейтенанта С. А. Амосова (Героя РФ) и рядового Н. О. Гаджиева (Героя РФ).
- 19 мая — советский посол в Пакистане В. С. Смирнов официально подтвердил стремление СССР и Афганистана «назначить сроки вывода контингента советских войск»[109].
- Июнь, июль — проводились ежедневные авиаудары советских и правительственных ВВС по позициям противника с применением МиГ-21 и Су-22[110].
- Июль — наступление моджахедов на Хост. Попытка блокировать город не увенчалась успехом.
- 10 июля — в результате неудачно закончившейся операции в ущелье близ населённого пункта Коран-о-Мунджан, провинция Бадахшан, 1-й мотострелковый батальон 860-го отдельного мотострелкового полка потерял в одном бою 12 военнослужащих, включая начальника инженерной службы полка. При отходе в горы был вынужден подорвать боевую технику, оставшуюся без топлива[111].
- Август — напряжённая работа миссии Д. Кордовеса по подготовке соглашений по мирному урегулированию афганской проблемы почти завершена: разработана 8-месячная программа вывода войск из страны, однако после болезни Андропова вопрос о конфликте был снят с повестки дня заседаний Политбюро. Теперь речь шла только о «диалоге с ООН».
- Август — 16 января (1984) — осада моджахедами города Ургун[англ.], провинция Пактика. Из-за использования моджахедами зенитной артиллерии и ПЗРК стало невозможно снабжение осаждённых по воздуху. На деблокаду города были брошены крупные силы советских и афганских правительственных войск.
- 2 октября — взрыв в Восточном микрорайоне Кабула: погибло 13 и ранено 12 советских специалистов.
- Ноябрь — над Кабулом из ПЗРК «Стрела-2М» моджахеды сбивают транспортный самолёт Ил-76[112], погибли все находившиеся на борту 11 военнослужащих.
- Зима — боевые действия активизировались в районе Суроби, провинция Кабул, и Джелалабадской долины (в сводках чаще всего упоминается провинция Лагман). Вооружённые отряды оппозиции впервые остаются на территории Афганистана на весь зимний период. Началось создание укрепрайонов и баз сопротивления непосредственно в стране[113].

### 1984 год

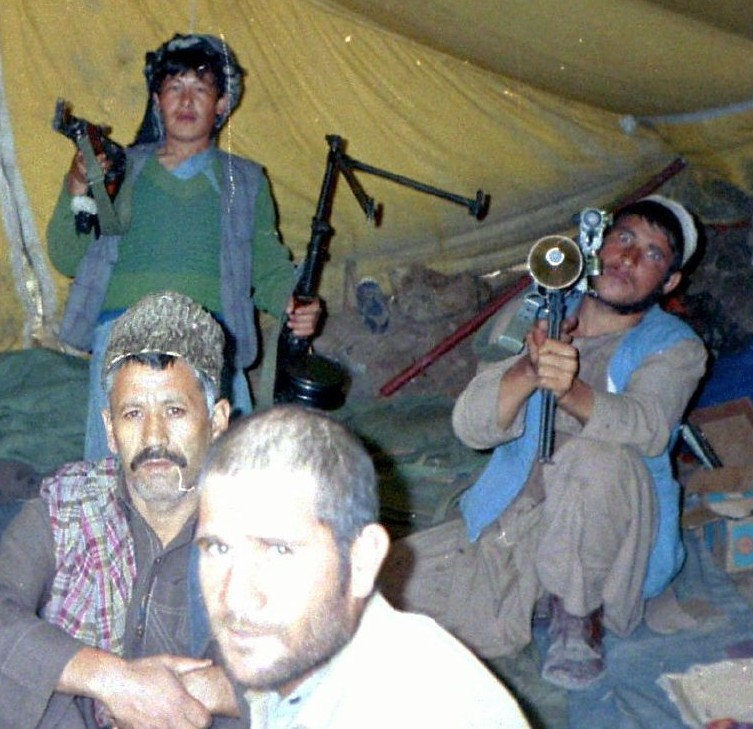
Провинция Пактия, район Даджи, 1984 год

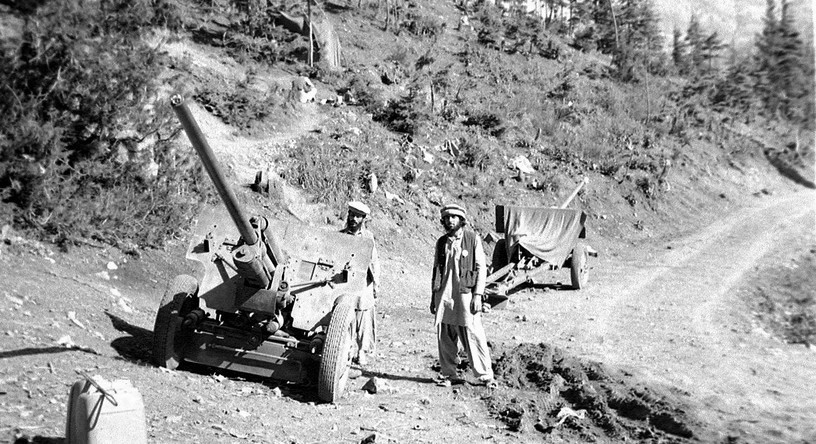
Моджахеды с двумя 57-мм противотанковыми пушками ЗИС-2 советского производства, отбитыми у правительственных войск в районе Даджи, Провинция Пактия, август 1984 года

- В начале года командованием 40-й общевойсковой армии был разработан план под кодовым названием «Завеса», согласно которому предполагалось перекрыть караванные маршруты моджахедов и лишить их тем самым постоянных источников поступления вооружения и боеприпасов. Было задействовано 11 мотострелковых батальонов, 3 разведывательных батальона, 3 (с марта 1985 года — 8) батальона и рота спецназа ГРУ, 11 разведывательных рот и 60 разведывательных взводов, которые одновременно могли выставить до 180 засад. Реально же ежедневно выставлялось около 30-40 засад. За каждым батальоном спецназа было закреплено 8 вертолётов, взвод сапёров, отделение роты сигнальных средств. Ширина боевых действий достигала 100—300 километров, протяжённость доходила до 1000 километров. В радиусе 15 километров выделялись артиллерийские подразделения. Но, несмотря на все предпринимаемые меры, эффективно блокировать караванные пути не удалось: перехватывалось только 12-15 % всех караванов.
- 16 января — моджахеды сбили из ПЗРК «Стрела-2М» самолёт Су-25. Это первый случай успешного применения ПЗРК в Афганистане[114].
- 16 января — март — операция в провинциях Кабул, Парван, Лагман и Каписа.
- Январь — февраль — 3-я Мармольская операция.
- 2 марта — после крупной армейской операции у населённого пункта Суроби, провинция Кабул, вертолёты ВВС 40-й общевойсковой армии проводили эвакуацию советских подразделений в вечерних условиях. В результате как ошибки экипажей вертолётов в порядке очерёдности эвакуации, так и недочётов в планировании эвакуации подразделений командованием 40-й общевойсковой армии, 13 военнослужащих 191-го отдельного мотострелкового полка, находившихся на большем удалении, окажутся в окружении противника и отрезанными от основных сил. К утру 3 марта поисково-спасательная команда обнаружит их убитыми (4 офицера и 9 солдат)[115].
- 21 марта — взрыв в Соборной мечети в Кабуле: жертвы среди мирного населения, в момент взрыва в мечети не было солдат.
- 11 апреля
  - после оборудования тайника с инструкциями о ведении разведывательной деятельности для антиправительственного подполья, задержан с поличным, объявлен персоной «нон грата» и 12 апреля выслан из страны сотрудник посольства США в Кабуле Ричард С. Вандайвер[116].
  - в районе Суроби попала в засаду и понесла значительные потери личного состава 7-я мотострелковая рота 3-го мотострелкового батальона (ППД Джелалабад) 66-й ОМСБр, погибло 15 военнослужащих, 11 из которых приказом министра обороны СССР от 26-го марта сего года были уже демобилизованы.
- 14 апреля — 5 мая — 7-я крупномасштабная общевойсковая Панджшерская операция.
- 30 апреля — в ущелье Хазара, провинция Парван, в ходе крупномасштабной плановой общевойсковой операции в Панджшерском ущелье, попал в засаду и понёс тяжелейшие потери 1-й батальон 682-го полка 108-й Невельской мотострелковой дивизии.
- 3 мая — в ущелье Арзу, в ходе крупномасштабной общевойсковой операции в Панджшерском ущелье, попала в засаду 3-я разведывательно-десантная рота 783-го отдельного разведывательного батальона 201-й мотострелковой дивизии. Оказавшись в окружении, рота приняла ожесточённый бой, в ходе которого погибло 13 советских военнослужащих, среди них 3 офицера.
- 3 июня — в центре Кабула взорван автобус с пассажирами.
- 31 августа — нападение моджахедов на Кабульский аэродром.
- 17 сентября — в пустыне Регистан разведгруппа 173-го отряда спецназа ГРУ уничтожила автоколонну из двух джипов «Datsun», предпринявших попытку прорыва на территорию Афганистана с территории Пакистана. После перестрелки, в которой трое военнослужащих получили ранения, был задержан находившийся в машине гражданин Франции Жак-Мишель Абушар (Jacques Abouchar)[117] — журналист телеканала Antenne 2. Афганский суд приговорил его к 18 годам тюремного заключения, но уже 25 октября, после ходатайства французского правительства перед СССР, его освободили.
- Декабрь — 5-я гвардейская мотострелковая дивизия под командованием генерал-майора Г. П. Касперовича разгромила укрепрайон моджахедов в горном массиве Луркох, провинция Фарах.

### 1985 год

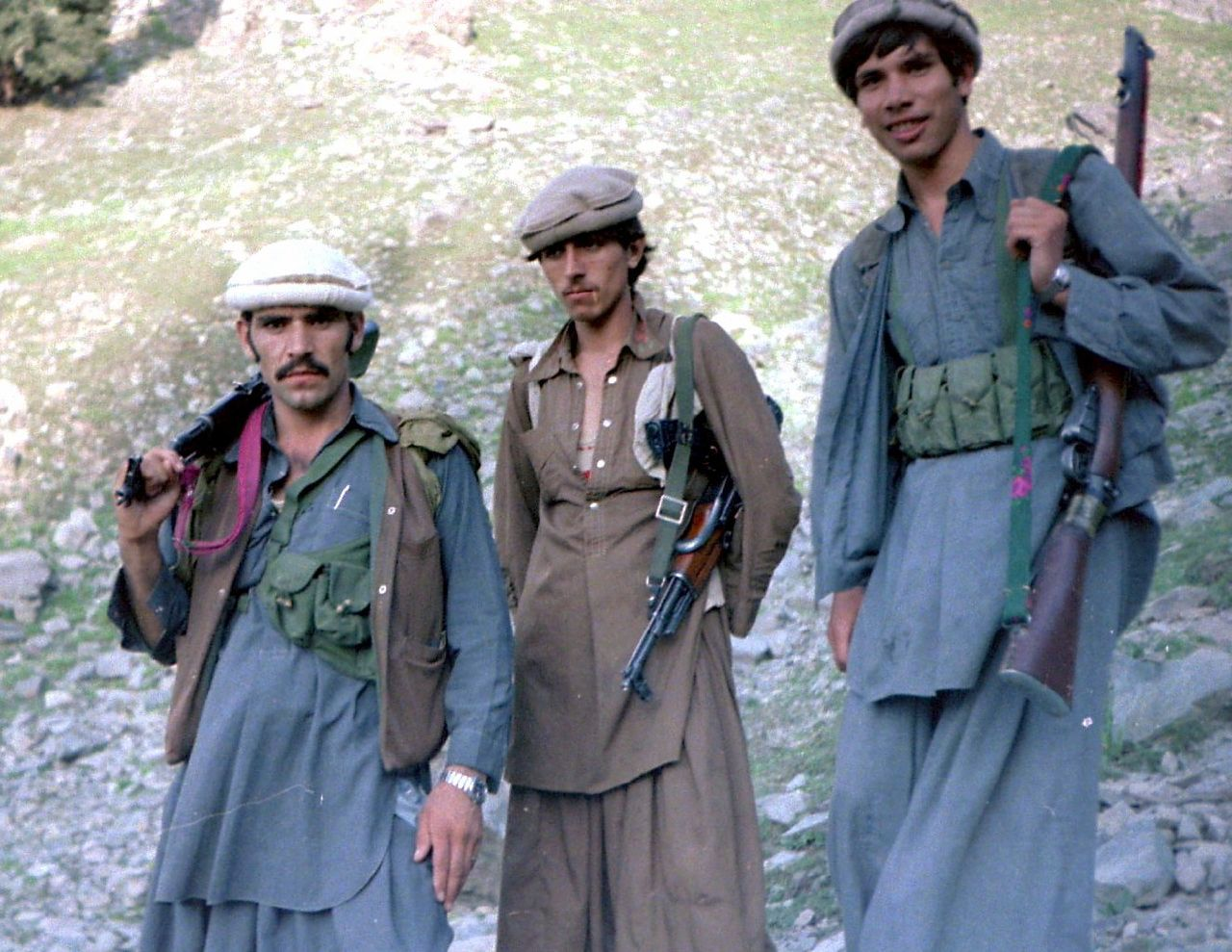
Провинция Кунар, август 1985 года

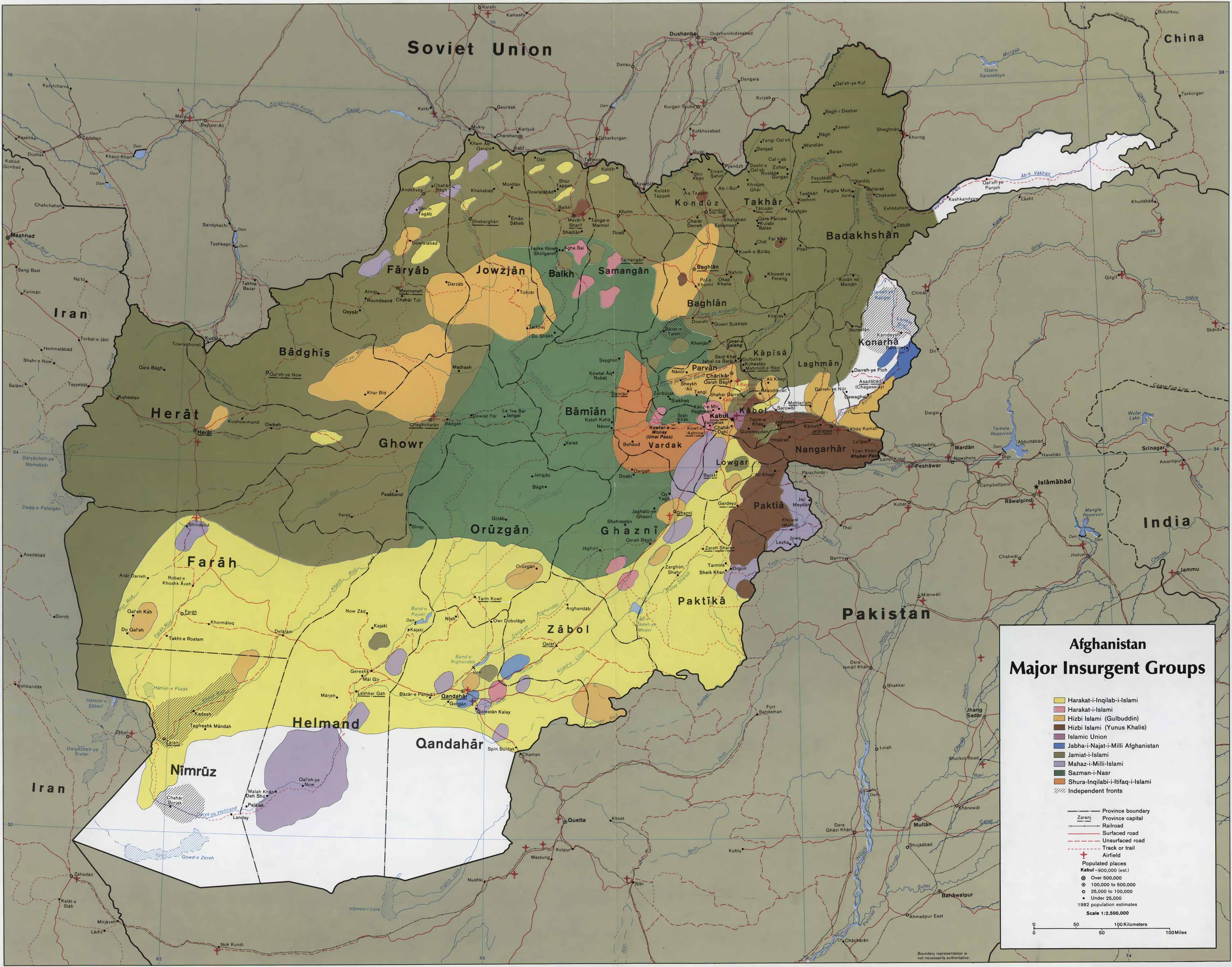
Силы оппозиции в Афганистане, по данным ЦРУ, в сентябре 1985 года

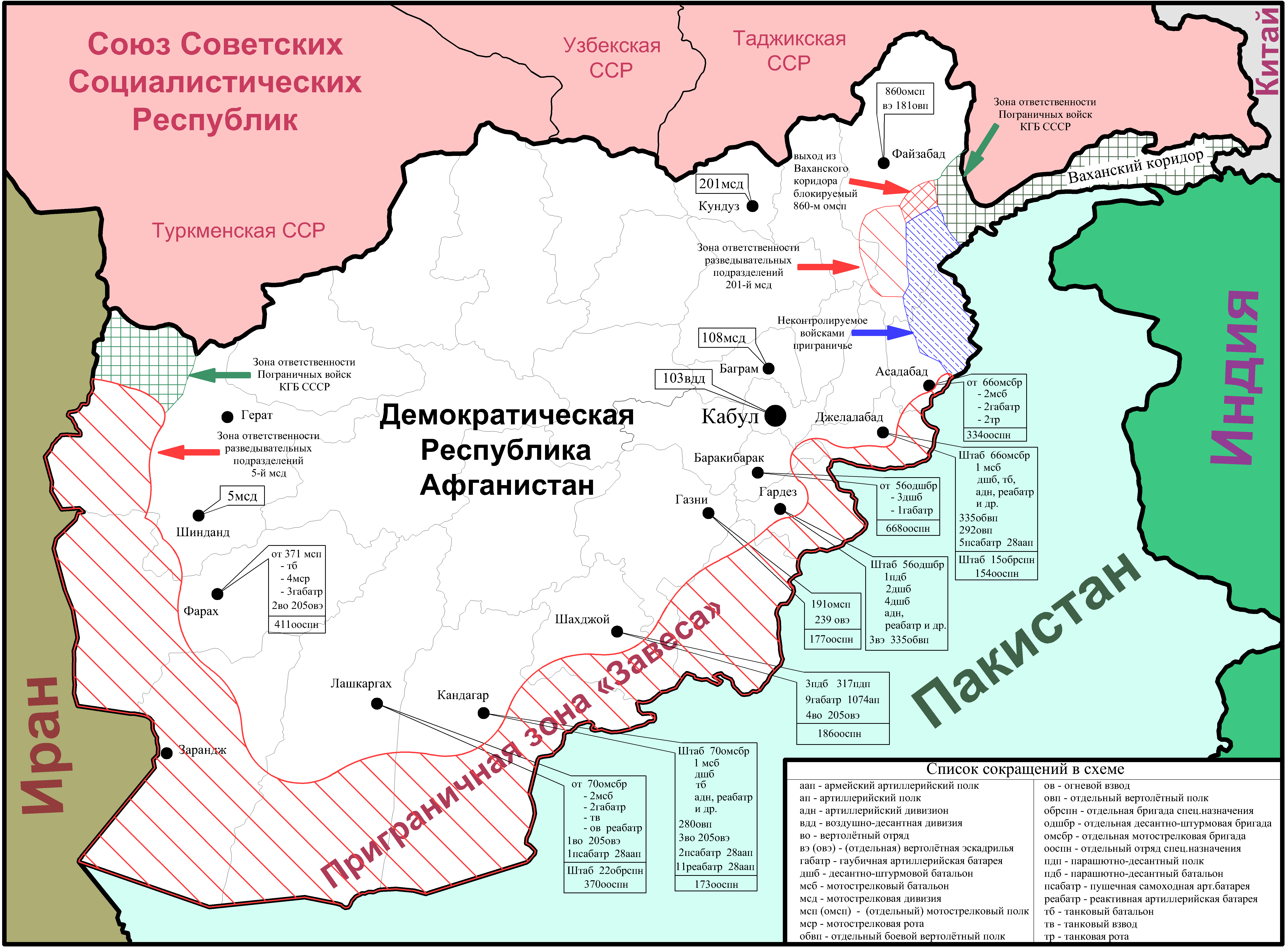
Состав войск и дислокация формирований специального назначения, участвовавших в создании приграничной зоны «Завеса»

- 7 марта — в западную провинцию Герат из Прибалтийского военного округа в состав 5-й гвардейской мотострелковой дивизии введён 12-й гвардейский мотострелковый полк.
- 11 марта — апрель — Массовое убийство в провинции Лагман[англ.]: во время зачисток в кишлаках Кас-Азиз-Хан, Чарбаг, Бала-Баг, Сабзабад, Мамдравер, Хайдер-Хан и Пули-Джоги советские солдаты убили от 500 до 1000 человек, в том числе мирных жителей.
- 21—29 марта — ввод и развёртывание управлений 15-й и 22-й отдельных бригад специального назначения ГРУ ГШ МО СССР (Джелалабад (провинция Нангархар), Лашкаргах (провинция Гильменд)) и подчинённых им отрядов специального назначения против направлений караванных путей и сосредоточения базовых районов душманов вдоль пакистанской и иранской границ (15-я обрСпН (154-й ооСпН — Джелалабад, 177-й ооСпН — Газни, 334-й ооСпН — Асадабад (провинция Кунар), 668-й ооСпН — Бараки-Барак (провинция Логар)), 22-я обрСпН (173-й ооСпН — Кандагар, 186-й ооСпН — Шахджой (провинция Забуль), 370-й ооСпН — Лашкаргах, 411-й ооСпН — Фарах)). Общая численность спецназа ГРУ в Афганистане составила более 4 тысяч человек.
- 21 апреля — гибель Мараварской роты 334-го отряда (334-й ооспн) 15-й бригады спецназа ГРУ в провинции Кунар.
- 26 апреля — восстание советских и афганских военнопленных в лагере Бадабер, расположенном в Пакистане, в 10 километрах южнее Пешавара и в 24 километрах от границы с Афганистаном.
- 19 мая — 12 июня — Кунарская операция.
- 25 мая — бой 4-й роты 149-го гвардейского мотострелкового полка у кишлака Коньяк в ущелье Печдара, близ города Асадабад, провинция Кунар. Советские потери в этом бою составили 23 человека убитыми и 18 ранеными[118].
- Июнь—июль, осень — 8-я и 9-я крупномасштабные общевойсковые операции в ущелье Панджшер.
- в ночь с 11 на 12 июня — диверсия на авиабазе в Шинданде, провинция Герат: уничтожено 19 (13 МиГ-21 и 6 Су-17) и повреждено 4 самолёта ВВС ДРА[119].
- 13 июля — угон двух вертолётов Ми-24 ВВС ДРА в Пакистан.
- 13 июля — 29 августа — сражение под Хостом (Хостинская операция). По данным Генштаба ВС ДРА, в ходе операции уничтожено около 2,4 тысячи моджахедов.
- Лето — новый курс Политбюро ЦК КПСС на политическое решение «афганской проблемы».
- Сентябрь — 4-я Мармольская операция. Части 201-й Гатчинской мотострелковой дивизии и погранвойск КСАПО овладели неприступными укрепрайонами моджахедов, Альбурс, Агарсай, Шорча, Байрамшах, под командованием полевых командиров Забиулло и Мохаммада Атты Нура в Тангимармольском и Шадианском ущельях, южнее и юго-западнее Мазари-Шарифа, провинция Балх.
- Сентябрь — октябрь — афганские правительственные войска под командованием начальника Генштаба ВС ДРА Шахнаваз Таная в течение 42 дней неудачно пытались взять укрепрайон моджахеждов Джавара.
- Октябрь — успешная войсковая операция против многочисленных вооружённых формирований ИПА под руководством полевого командира Саид Мансура в ущельях Вальян и Баджга, район Хинджан, провинция Баглан. Итогом данной войсковой операции стал захват большого количества вооружения, боеприпасов и разведывательной документации.
- 16—17 октября — Шутульская трагедия: 16 октября, по дороге в кишлак Руха в Панджшерском ущелье, группа 682-го полка 108-й мотострелковой дивизии попала в засаду. В скоротечном бою погибло 3 человека и 10 было ранено, сожжено 5 БМП и 6 грузовиков. Вечером того же дня другая группа 682-го полка достигла ледника в ущелье Шутуль, не пройдя и половины намеченного на день пути, где вынуждена была заночевать. В результате 17 человек умерло от переохлаждения и более 30 получило обморожения различной степени тяжести[120].
- 12 ноября — моджахедами сбит афганский МиГ-21, пилотируемый генерал-майором Н. А. Власовым. Он летел из Кандагара в Шинданд, когда его самолёт был сбит ракетой, выпущенной из ПЗРК. Генерал удачно катапультировался, но, по одной версии, погиб в бою с моджахедами уже после приземления, по другой — был расстрелян моджахедами ещё в воздухе.
- 22 ноября — при выполнении задачи в засаду попала застава мотоманёвренной группы (ММГ) Панфиловского пограничного отряда КВПО. В бою у кишлака Афридж в Зардевском ущелье, провинция Бадахшан, погибло 19 пограничников. Это были самые большие потери пограничников в одном бою в Афганской войне 1979—1989 гг.
- 22 ноября — 11 декабря — операция «Волна», провинции Кандагар и Урузган.
- Основной задачей 40-й общевойсковой армии становится прикрытие южных границ СССР, для чего привлекаются новые мотострелковые подразделения.
- Началось создание опорных укрепрайонов моджахедов в труднодоступных районах страны.

### 1986 год

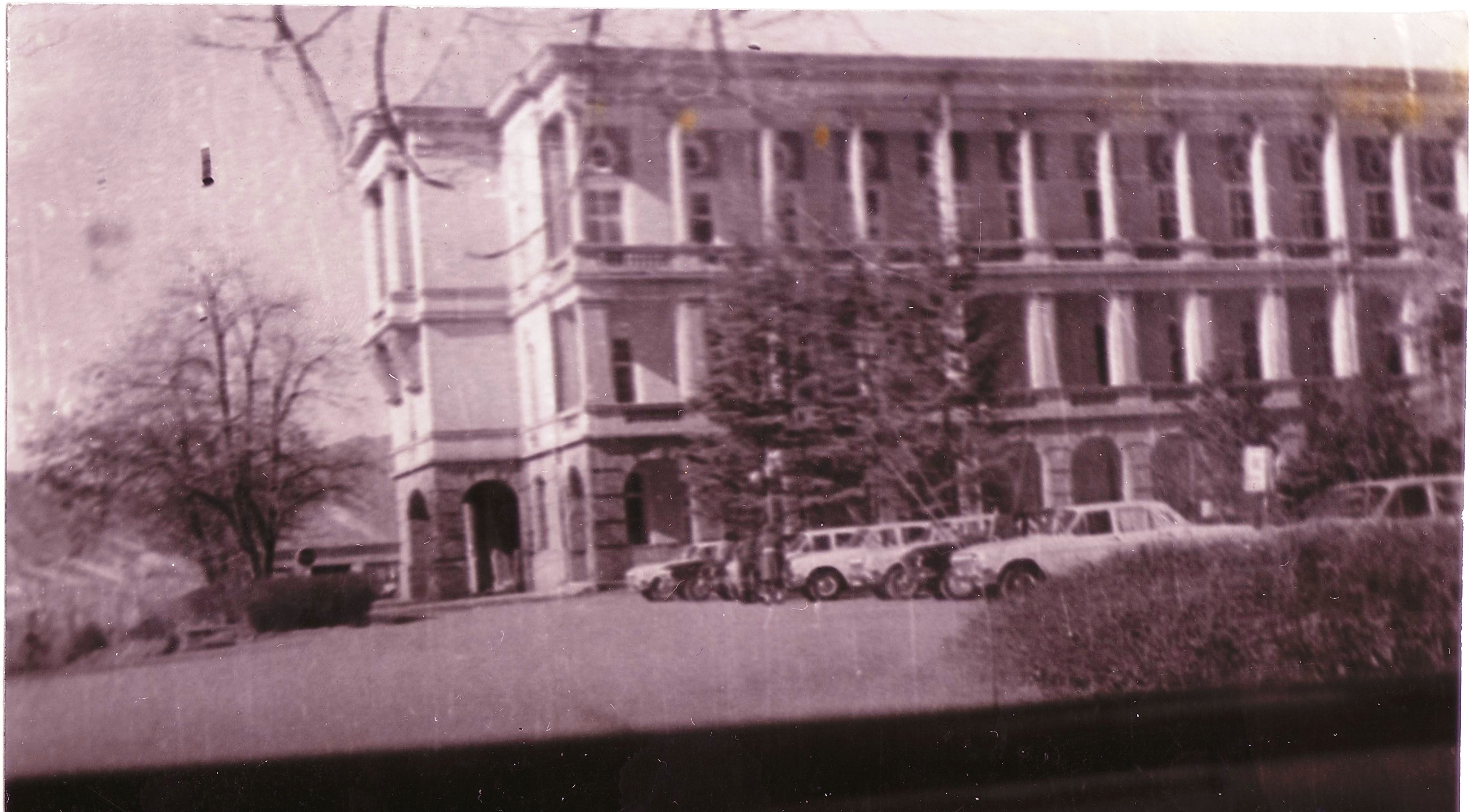
«Волги» (ГАЗ-24), стоящие у дворца «Дар уль-Аман», использовавшегося афганцами для размещения Министерства обороны и Генштаба, фотография сделана из автомобиля на ходу (смазана), 1986 год

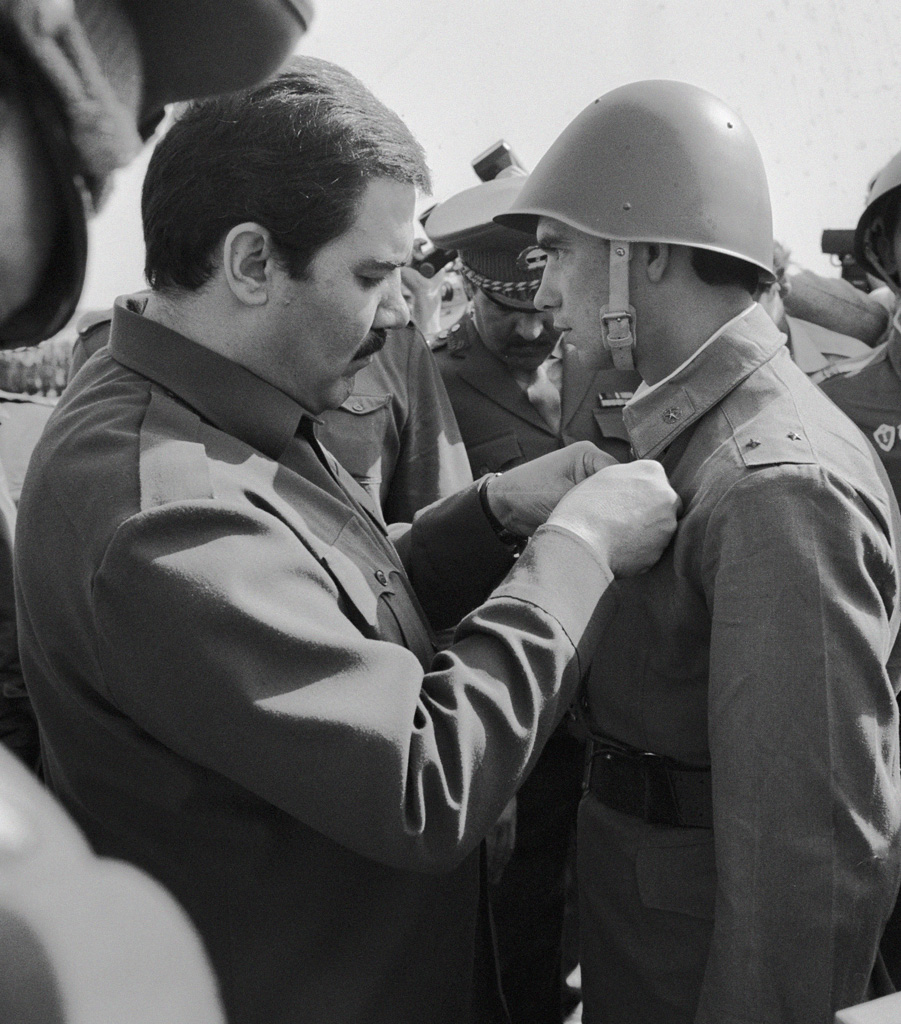
Генеральный секретарь ЦК НДПА Наджибулла (слева) вручает советскому воину награду ДРА, 1 октября 1986 года

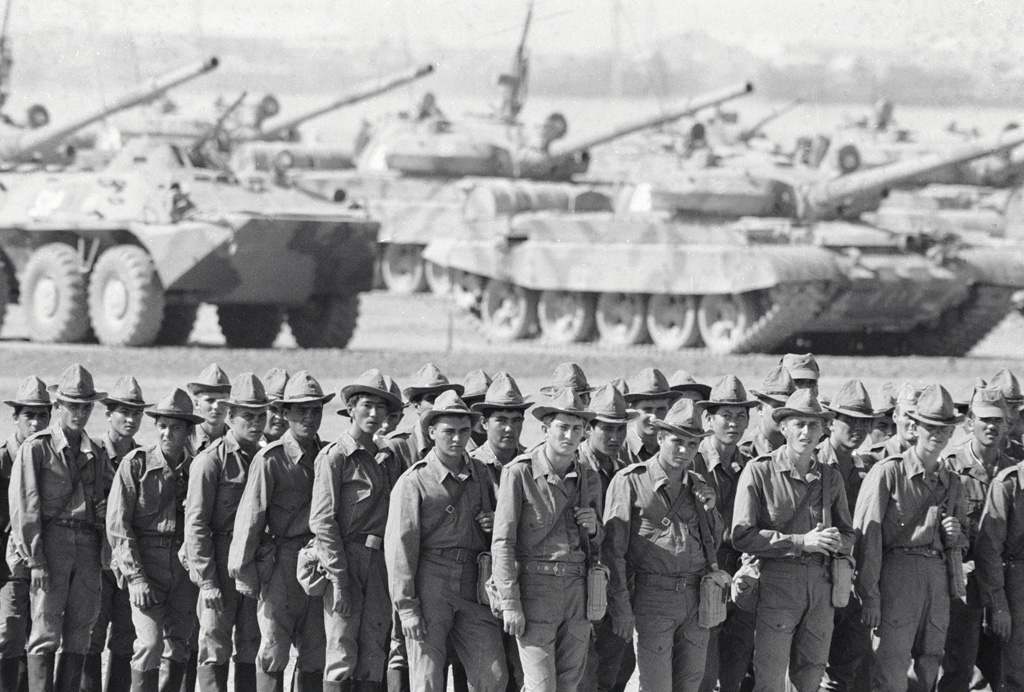
Советские солдаты возвращаются на Родину из Афганистана, 15 октября 1986 года

- Февраль — на XXVII съезде КПСС М. С. Горбачёв делает заявление о начале выработки плана поэтапного вывода войск.
- 29 марта — в ходе боевых действий 15-й бригады спецназа ГРУ 154-й Джелалабадский батальон при поддержке 334-го Асадабадского батальона разгромил крупную базу моджахедов «Карера» (20 километрах к югу от Асадабада, провинция Кунар)[121].
- Апрель
  - Неудачные попытки многочисленных отрядов полевого командира Исмаил-хана прорвать «зону безопасности» вокруг Герата.
  - Плановая операция погранвойск КГБ СССР в провинциях Кундуз и Балх.
- 4—20 апреля — взятие укрепрайона моджахедов Джавара.
- 15 апреля — при выдвижении на рубеж блокирования отходящей группы душманов в районе Рустака на фугасе был подорван БТР 4-й мотоманёвренной группы 117-го Московского погранотряда. Погибло 8 пограничников.
- 4 мая — на XVIII пленуме ЦК НДПА на пост генерального секретаря вместо Б. Кармаля избран М. Наджибулла, ранее возглавлявший афганскую контрразведку ХАД. Пленум провозгласил установку на решение проблем Афганистана политическими методами.
- 10—20 мая — советские войска (108-я мсд, 345-й огпдп и 56-я огдшбр) под руководством командующего 40-й общевойсковой армией генерал-майора В. П. Дубынина проводят операцию в районе Даджи, провинция Пактия.
- Июнь — крупномасштабная общевойсковая операция «Манёвр» в провинциях Кундуз, Тахар, Бадахшан.
- 17—18 июня — продолжительный бой на горе Яфсадж 783-го ОРБ 201-й МСД в ущелье Джарав, в котором 21 военнослужащий из числа разведчиков и приданных сил погиб, 36-40 было ранено. Это было второе боестолкновение со значительным числом понесённых жертв на боевом пути Кундузского разведбата.
- 28 июля — во Владивостоке М. С. Горбачёв публично заявил о скором выводе из Афганистана шести полков 40-й общевойсковой армии (около 7 тысяч человек). Позднее срок вывода будет перенесён. В Москве идут споры о том, выводить ли войска полностью.
- Август — Масуд разбил базу правительственных войск в уезде Фархар провинция Тахар.
- 18—26 августа — Операция «Западня». Разгром стратегического на западе Афганистана — в провинции Герат, укрепрайона и перевалочной базы «Кокари-Шаршари» полевого командира Исмаил-хана.
- 25 сентября — первое применение ПЗРК «Стингер». В районе Джелалабада сбиты два (по советским данным[122], Ми-8 и Ми-24) или три (по данным моджахедов)[123] советских вертолёта.
- 15—31 октября — вывод 6 полков 40-й общевойсковой армии из Афганистана. Эта акция носила исключительно пропагандистский характер, поскольку выводимые полки не являлись формированиями активно участвовавшими в боевых действиях, не участвовали в сторожевом охранении войск и в сущности являлись избыточными в ОКСВА. К примеру из состава 5-й гв. мсд выведены 220-й гвардейский мотострелковый полк, 24-й гвардейский танковый полк, 1122-й зенитно-ракетный полк, из состава 201-й мсд — 620-й мотострелковый полк и 990-й зенитный артиллерийский полк, из состава 108-й мсд — 1415-й зенитный ракетный полк. Мотострелковые полки, которые выводились из состава 5-й гв.мсд и 201-й мсд, являлись фальсификацией, рассчитанной на СМИ иностранных государств, освещавших вывод полков. К примеру 620-й мотострелковый полк был сформирован из военнослужащих срочной службы воинских частей гарнизона г. Кундуз, которые подлежали к увольнению в запас, и военнослужащих 1630-го отдельного военно-строительного батальона (в/ч 45951) 342-го УИР (342-е управление инженерных работ — соединение военно-строительных войск в составе 40-й общевойсковой армии). До сентября 1986 года — в составе 201-й мсд не было 620-го мотострелкового полка (в/ч 65290), в составе 5-й мсд — не было 220-го гвардейского мотострелкового полка (в/ч 73938), сформированного аналогично[124][125].
- 13 ноября — на заседании Политбюро ЦК КПСС Михаил Горбачёв отметил: «В Афганистане мы воюем уже шесть лет. Если не менять подходов, то будем воевать ещё 20—30 лет». Начальник Генштаба маршал С. Ф. Ахромеев заявил: «Нет ни одной военной задачи, которая ставилась бы, но не решалась, а результата нет. <…> Мы контролируем Кабул и провинциальные центры, но на захваченной территории не можем установить власть. Мы проиграли борьбу за афганский народ»[126]. На этом же заседании поставлена задача вывести все войска из Афганистана в течение двух лет.
- 30—31 декабря — чрезвычайный расширенный XXI пленум ЦК НДПА провозглашает курс на политику национального примирения и выступает за скорейшее прекращение братоубийственной войны.

### 1987 год

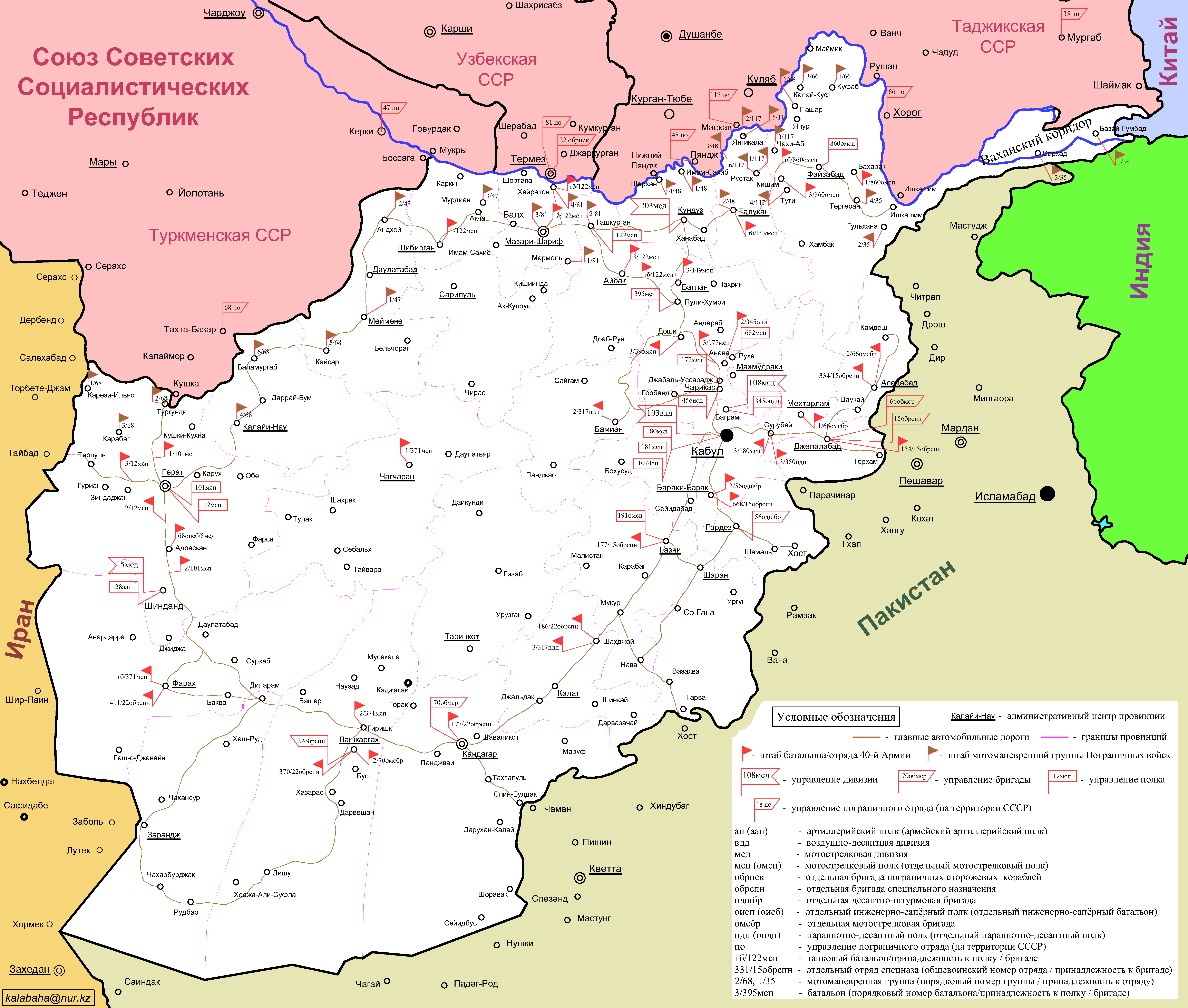
Гарнизоны ОКСВА на начало 1987 года. Указаны дислокации штабов формирований от уровня батальонов, отрядов и мотоманёвренных групп. Штабы полков, находящихся в одном гарнизоне со штабом дивизии, в которую они входят, не указаны

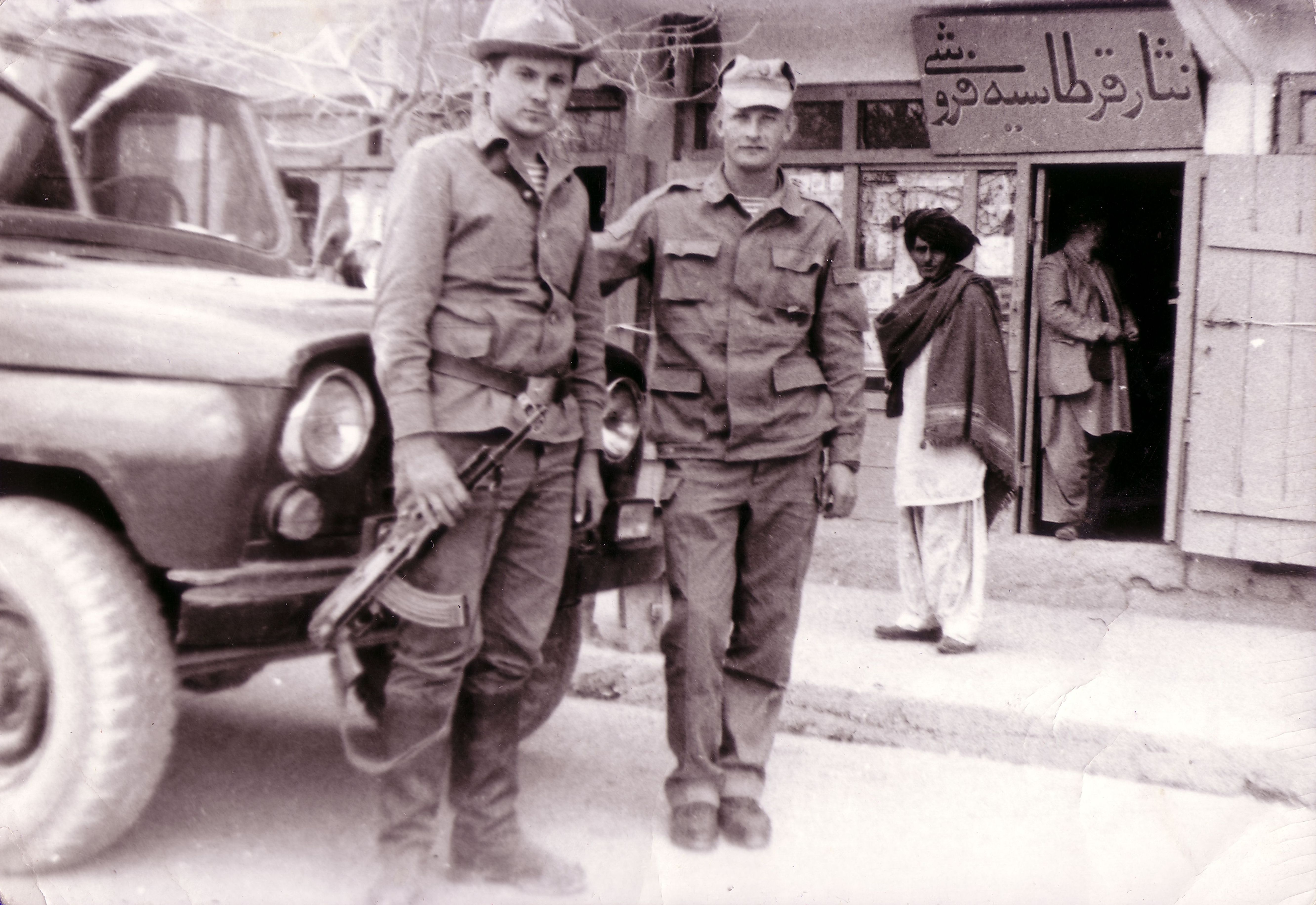
Солдаты десантно-штурмовой бригады, дислоцировавшейся в Гардезе

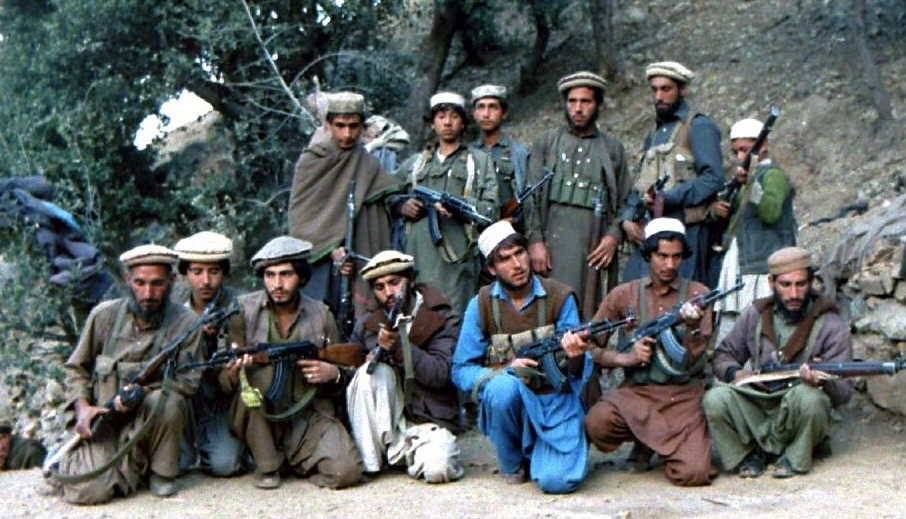
Моджахеды Исламской Партии Афганистана, 1987 год

- январь 1987 — разведгруппа майора Белова из 173-го ооСпН 22-й обрСпН захватила первые три ПЗРК «Стингер» в районе Кандагара[112].
- 2 января — в Кабул направлена оперативная группа Министерства обороны СССР во главе с первым заместителем начальника Генштаба ВС СССР генералом армии В. И. Варенниковым.
- 4 февраля — 11 марта — Крупная общевойсковая операция «Шквал», провинция Кандагар.
- 16—21 февраля — операция «Удар» («Удар-2»), провинция Кундуз.
- 26—27 февраля — самолёты ВВС Афганистана несколько раз вторглись в воздушное пространство Пакистана и нанесли бомбовые удары по двум деревням и двум лагерям беженцев. В результате налётов погибли не менее 66 и получили ранения около 250 человек[127].
- Весна — командующий 40-й общевойсковой армией генерал-майор В. П. Дубынин разработал план «Барьер»: его суть заключалась в том, что отдельные участки местности на границе с Пакистаном и Ираном перекрывались сплошной цепью засад, задача сводилась не столько к уничтожению караванов в движении, сколько к воспрепятствованию их перемещению и накапливанию грузов на перевалочных базах, с последующим их уничтожением ударами авиации.
- 2—21 марта — операция «Гроза», провинция Газни.
- 8 марта — обстрел моджахедами города Пяндж Таджикской ССР.
- 8—21 марта — операция «Круг», провинции Кабул и Логар.
- ночь 8—9 апреля — отряд душманов под командованием «инженера Башира» численностью 50—60 комбатантов предпринял попытку окружить и атаковать разведывательно-поисковую группу 117-го погранотряда, выдвинутую на стык 11-й и 12-й застав. На советскую территорию переправились две группы комбатантов, которыми командовали Мир Ахмад и Нур Али, третья группа комбатантов с пулемётами заняла остров посреди реки, где оборудовала огневые позиции для поддержки атакующих. После двух часов боя душманы были отброшены на афганскую территорию, потеряв до 20 комбатантов убитыми, ещё один (Мохаммад Айюз) был взят в плен. Погибли также два пограничника — рядовые А. Куркин и Р. Ямилов[128].
- 11—21 апреля — общевойсковая операция в провинции Герат.
- 12 апреля — разгром базы мятежников Милова, провинция Нангархар.
- 12—24 апреля — операция «Весна», провинция Кабул.
- 17 апреля — 13 июня — операция в районе Джаджи, провинция Пактия.
- 29 апреля — в провинции Пактия, под Хостом, возле укрепрайона моджахедов Джавара, советские истребители МиГ-23МЛД сбивают пакистанский истребитель F-16[129][130][131].
- 20 мая — август — крупная общевойсковая операция «Залп», провинции Логар, Пактия, Кабул.
- 21 мая — сентябрь — крупная общевойсковая операция «Юг-87», провинция Кандагар.
- 22 мая — июнь — операция в районе Аргхандаб[англ.], провинция Кандагар. Поражение войск ДРА.
- 24 октября — 3-я рота 173-й ооСпН 22-й отдельной бригады специального назначения попадает в засаду в кишлаке Кобай в 8 километрах к западу от Кандагара. Советские потери составили 9 убитыми и 14 ранеными.
- 31 октября — разгром у кишлака Дури, провинция Забуль, разведывательной группы «Каспий-724» 22-й отдельной бригады специального назначения.
- 23 ноября — 10 января — крупная общевойсковая операция «Магистраль» по деблокированию города Хост.

### 1988 год
- 7—8 января — бой на высоте 3234.

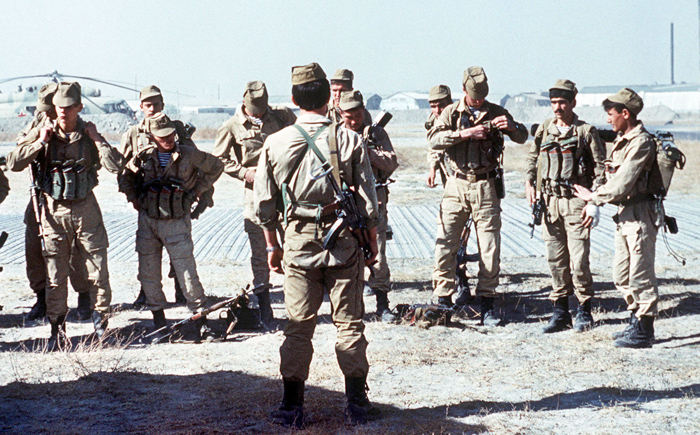
Советская группа СпН готовится к выходу на задание. Афганистан, 1988

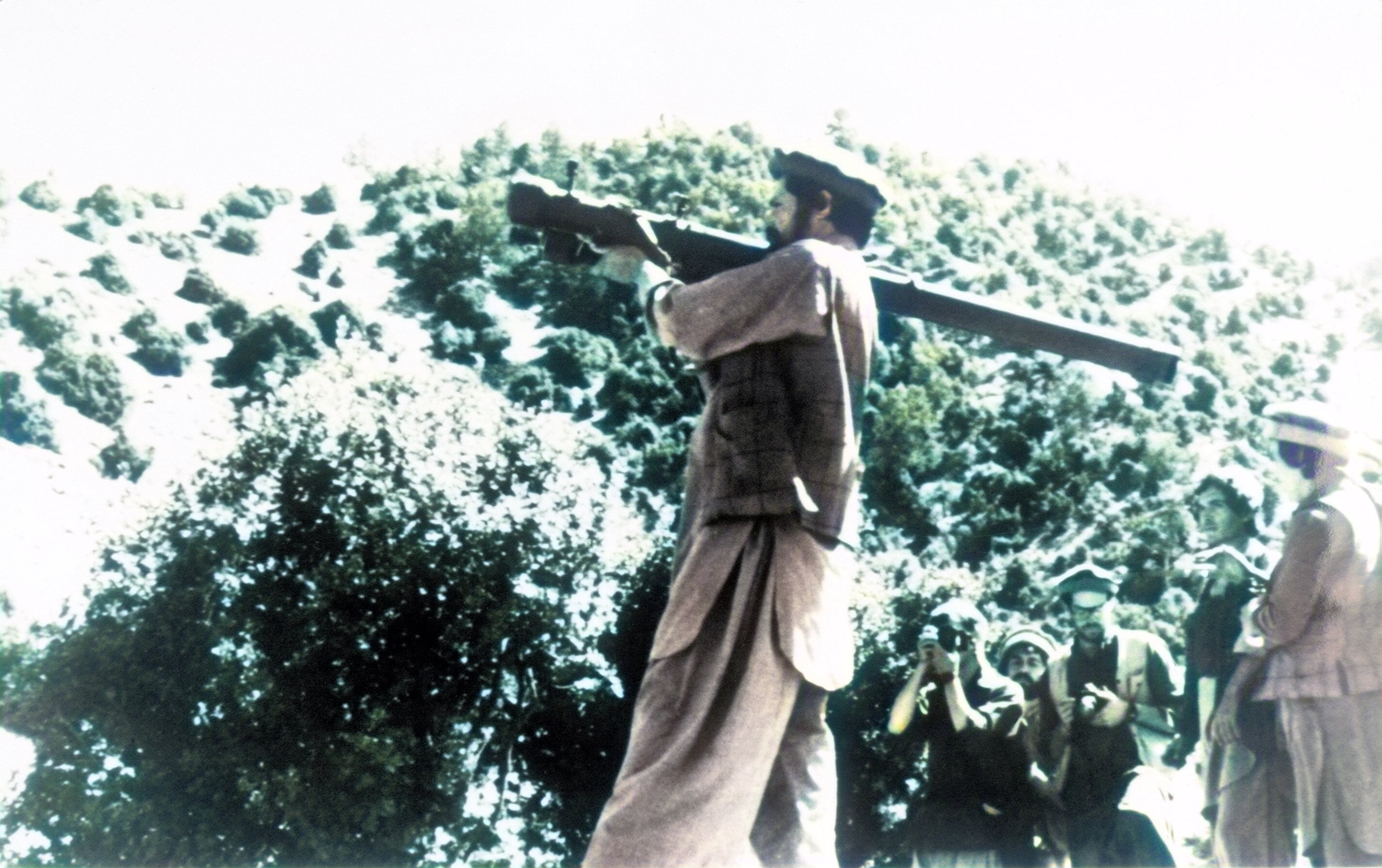
Афганский моджахед с переносным зенитно-ракетным комплексом Стрела-2, 26 августа 1988 года

- 7 апреля — встреча в Ташкенте Генерального секретаря ЦК КПСС М. С. Горбачёва и Президента Афганистана М. Наджибуллы, на которой были приняты решения, позволяющие подписать Женевские соглашения и начать вывод советских войск из Афганистана.
- 14 апреля — при посредничестве ООН в Швейцарии министрами иностранных дел Афганистана и Пакистана подписаны Женевские соглашения о политическом урегулировании положения вокруг ситуации в Республике Афганистан. Гарантами договорённостей стали СССР и США. СССР обязался вывести свой контингент в 9-месячный срок, начиная с 15 мая; США и Пакистан, со своей стороны, должны были прекратить поддерживать моджахедов[132].

Докладывает Шеварднадзе. — Теперь мы имеем договор — правовую основу вывода войск. <…> Оставим страну в плачевном состоянии: разорённые города и кишлаки, экономика парализована. Сотни тысяч людей погибли. Наш уход будет рассматриваться как крупное политическое и военное поражение. Внутри партии и страны отношение к нашему уходу неоднозначно. Придется когда-нибудь объявить, что ввод войск был грубой ошибкой, что уже тогда и учёные, и общество отрицательно отнеслись к этой авантюре. С их мнением не посчитались. Отмежеваться от прошлого легко не удастся тем фактом, что мы не можем нести ответственность за тех, кто был до нас. И, кроме того, армия ведь выполняла воинский долг <…>
Горбачёв. Режим мы уже не спасем. А ястребиный клекот Шеварднадзе я считаю безответственным.
Крючков. Целиком поддерживаю Шеварднадзе.
Чебриков. Я за полный вывод. Вывод 500—2000 ничего не даст.
Яковлев. И за то, чтобы наших там не было совсем. Мы обещали своему народу это сделать. И чтобы не было никаких похоронок больше.
Рыжков. Надо делать всё, чтобы линию, которую мы взяли, проводить до конца. Нельзя допустить новой ошибки, как десять лет назад. Надо выводить все войска. 3—4 месяца продержатся, пока мы выводим, а там сами пускай разбираются.
Шеварднадзе. Я тоже за вывод. Но считаю, что 10—15 тысяч надо там сохранить.
Горбачёв. Надо обеспечить политическую сторону нашего вывода. У наших военных давняя аллергия к операции в Афганистане. То же и у международников, у цековцев <…> Мы сняли с себя тяжёлый груз, который обременял и нашу внешнюю политику, и нашу экономику, и вообще ситуацию в стране.<…> Мы принимали в наследство результаты внешней и внутренней политики, проводившейся до нас. И теперь на политбюро, принимая столь ответственное решение, мы были убеждены, что поступаем правильно, иначе и недостойно, да и невозможно.
— Заседание Политбюро ЦК КПСС 18 апреля 1988 года
- 13 мая — в районе кишлака Мармоль (18 километрах к югу от Мазари-Шарифа, провинция Балх) при проводке колонны с базы 1-й мотоманёвренной группы «Мармоль» (ММГ-1) 81-го Термезского погранотряда (точка «База») на точку 1534, группа из 8 сапёров попала в засаду, в скоротечном бою погибло 6 сапёров-пограничников ММГ-1 «Мармоль».
- 15 мая — 15 августа — 1-й этап вывода советских войск из Афганистана.
- 25 мая — вывод из Панджшерского ущелья 682-го мотострелкового полка 108 мсд и 2-го парашютно-десантного батальона 345-го отдельного гвардейского парашютно-десантного полка. В общей сложности эти формирования провели в Панджшере четыре года.Последняя колонна советских войск из Афганистана пересекает границу СССР. 1989

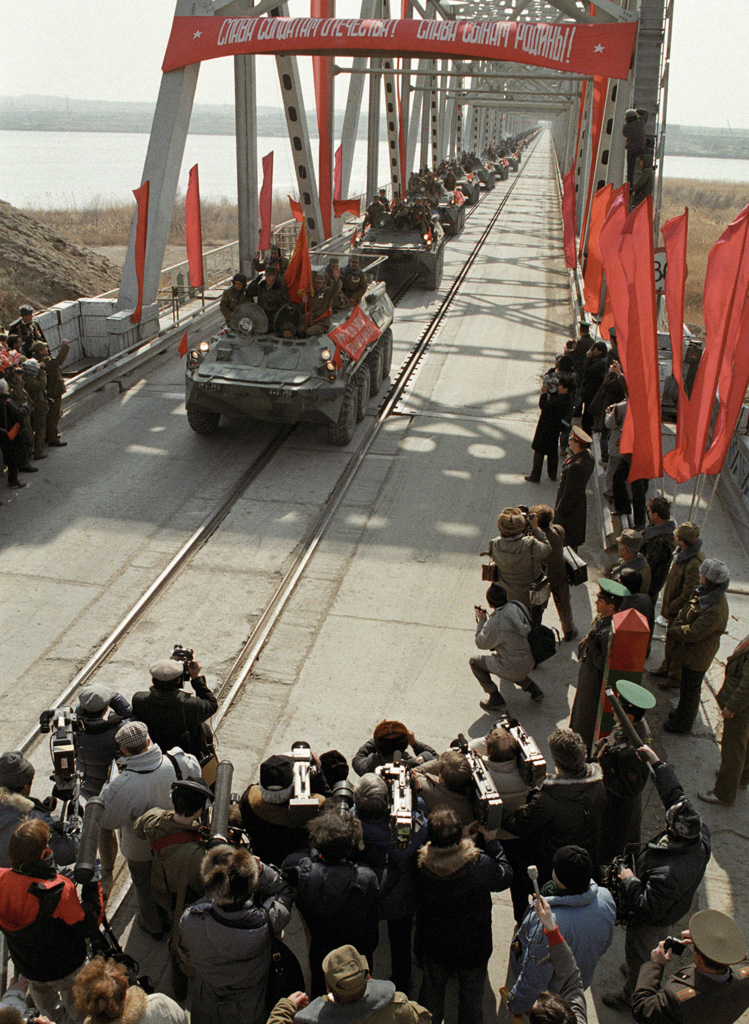
Последняя колонна советских войск из Афганистана пересекает границу СССР. 1989

- 24 июня — отряды оппозиции захватили центр провинции Вардак — город Майданшахр. В сентябре советские войска близ Майданшахра провели операцию по уничтожению базового района Хуркабуль.
- Июль — неудачная попытка моджахедов взять Калат — административный центр провинции Забуль.
- 4 августа — пакистанским истребителем F-16 в районе афгано-пакистанской границы сбит советский штурмовик Су-25. Пилотировавший его заместитель командующего ВВС 40-й армии Александр Руцкой попал в плен, став самым высокопоставленным пленным советским военнослужащим.
- 7—8 августа — моджахеды без боя взяли города Кундуз, Ханабад (провинция Кундуз) и Талукан (провинция Тахар).
- 10 августа — взрывы артиллерийского склада в Пули-Хумри.
- 15 августа — завершился 1-й этап вывода советских войск из Афганистана. В СССР вернулось 50,2 тысяч человек — 50 % личного состава ОКСВ. Советские войска ещё оставались в провинциях Кабул, Герат, Парван, Саманган, Балх и Баглан, имея в своём составе 50,1 тысячу человек, кроме того, в Афганистане оставалось 55 % ВВС 40-й общевойсковой армии.
- 28 сентября — в провинции Герат, в 75 километрах северо-западнее Шинданда, советские истребители МиГ-23МЛД сбивают два иранских боевых вертолёта AH-1J[133].
- 23 октября — 7 ноября — операция «Стрела»[англ.], провинция Лагман. Крупная победа моджахедов над войсками Республики Афганистан.
- 31 октября — в соответствии с решением Политбюро ЦК КПСС в Кабул прибыл 47-й отдельный ракетный дивизион 3-й ракетной бригады Туркестанского военного округа, оснащённый оперативно-тактическими ракетами типа 8К14 (оперативно-тактический ракетный комплекс 9К72 — «Р-300», дальность полёта ракет от 50 до 300 километров)[134]. 1—2 ноября он обстрелял позиции моджахедов. Это единственный прецедент в истории ВС СССР по боевому применению тактических ракет. За три месяца до окончания вывода было произведено 92 запуска[112][124].
- Ноябрь — по данным КГБ, ГРУ, штаба 40-й армии и ХАД, провинции Бамиан, Пактика и Кунар полностью перешли под контроль моджахедов. Правительство Наджибуллы контролировало около 8,5 тысяч кишлаков (28 %) из 30 191, 22 провинциальных центра из 27, город Хост, 39 районов и 91 районный центр из 290.
- 15 ноября — 15 февраля (1989) — 2-й и завершающий этап вывода советских войск из Афганистана.

### 1989 год
- 23—26 января — операция «Тайфун», провинции Парван, Баглан, Кундуз. Последняя войсковая операция СА в Афганистане. Погибло более 1000 мирных жителей[135].
- 20 января — 4 февраля — операция «Воздушный мост»: переброска советской авиацией военных грузов в аэропорт «Ариана» в Кандагаре.
- 13 февраля — последнее подразделение Советской армии покинуло Кабул.
- 15 февраля — из Афганистана полностью выведены советские войска. Выводом войск 40-й армии руководил последний командующий Ограниченным воинским контингентом генерал-лейтенант Б. В. Громов. По официальной версии, он последним перешёл пограничную реку Амударья (г. Термез). Он заявил: «За моей спиной не осталось ни одного советского солдата». Это утверждение не соответствовало действительности, поскольку в Афганистане оставались подразделения пограничников, прикрывавшие вывод войск и вернувшиеся на территорию СССР только во второй половине дня 15 февраля. Пограничные войска КГБ СССР и другие части выполняли задачи по охране советско-афганской границы отдельными подразделениями на территории Афганистана до апреля 1989 года[136][137][138]. Слова Громова не соответствовали действительности ещё и потому, что на территории Афганистана оставались советские военнослужащие, попавшие в плен к моджахедам, а также отдельные военнослужащие, которые перешли на сторону моджахедов и добровольно остались в Афганистане[139][140].

## Подготовка советских военнослужащих к боевым действиям
После первого года войны, к 1981 году, руководство ВС СССР пришло к мнению, что предполагавшийся скорым вывод войск из Афганистана переносится на неопределённое время. К тому моменту у большинства военнослужащих-срочников, первыми вошедших в Афганистан и уже получивших боевой опыт, завершался двухгодичный срок воинской службы, так что требовалась ротация личного состава.
Главными требованиями к направляемым в Афганистан военнослужащим срочной службы являлись: усиленная боевая и физическая подготовка, адаптация к сухому и жаркому климату Афганистана, а также политическая и морально-психологическая подготовка. Обычной программы подготовки в учебных подразделениях ВС СССР было явно недостаточно, с учётом специфики ведения боевых действий в горной и пустынной местности ДРА.
В связи с этим, с начала 1982 года создавались специализированные учебные подразделения, называемые в среде военных термином «афганская учебка», для рядового и сержантского состава, предназначенные для подготовки военнослужащих для ведения боевых действий на территории ДРА. Соответственно, они назывались солдатскими и сержантскими учебками. Первые готовили на военно-учётные специальности рядового состава, вторые готовили командиров отделений/расчётов/экипажей.
Сначала подготовительный период в солдатских «учебках» длился 2 месяца. Однако к весне 1984-го стало целесообразным увеличение срока подготовки — в подразделениях, готовящих на стрелков, — до трёх месяцев. Для военнослужащих, обучаемых на более сложные специальности: заряжающий орудия танка, пулемётчик, номер орудийного расчёта, гранатомётчик и другие — срок обучения увеличили до пяти месяцев. С мая 1985-го подготовка всего молодого пополнения для 40-й Армии стала проводиться на территории СССР по 5-месячной программе.
До создания афганских «учебок», проблему с пополнением личного состава воинских частей 40-й Армии, из которых выбывали военнослужащие по демобилизации, решали выборочной отправкой военнослужащих, отслуживших более полугода, отбираемых по воинским частям по всей территории СССР, что создавало большие организационные проблемы.
Основные центры подготовки находились на территории ТуркВО — учебная дивизия (Ашхабад), 2 отдельных учебных полка (ВДВ — Фергана, СпН — Чирчик), 2 учебных полка в составе двух мотострелковых дивизий ТуркВО (Кушка, Термез) Основными местами сосредоточения афганских учебок мотострелков, являлись гарнизоны городов: Термез, Кушка и Мары. Это нашло своё отражение и в военном фольклоре: «Есть в Союзе три дыры: Термез, Кушка и Мары …» («Звезда на лбу» Виктор Куренёв), хотя эта фраза появилась несколько ранее и в оригинале звучала: «Есть в Союзе три дыры: Чита, Кушка и Мары …» Через 10 лет, в 1988 году, армейский фольклор уменьшил количество «дыр», но расширил масштабы: «Есть на Свете две дыры: Маркулешты и Мары».

## Панджшерский фронт
С вводом Советских войск в Афганистан, в целях организации партизанской войны, единого боевого управления в центральной и северо-восточной части страны духовным лидером Бурхануддином Раббани и крупным полевым командиром Ахмад Шах Масудом (А. Ш. Масуд) было создано боевое передовое звено партии Исламское общество Афганистана (ИОА) — «Панджшерский фронт».
— На борьбу с Правительством в Кабуле и Советскими войсками партия «Исламское общество Афганистана», в рамках секретной операции «Циклон» ЦРУ США, также от ряда западноевропейских стран; государств исламского мира и ближнего востока: Саудовской Аравии, Пакистана, Ирана, ОАЭ, Египта, Иордании и других получала из бюджета Союза «Пешаварская семёрка», представляя одну из семи Исламских партий значительные финансовые средства и военную помощь.
Панджшерский фронт — военное объединение афганской оппозиции в Панджшерской долине в период Афганской войны (1979—1989). Получил известность, как символ всего афганского сопротивления наряду с его лидером полевым командиром Ахмад Шах Масудом.
Предназначение Панджшерского фронта состояло в расширении территории боевых действий против сил ОКСВА. Достичь этого было возможно достаточным количеством оружия, финансовой помощи, уровнем боевой подготовки членов вооружённых формирований оппозиции, направление которых на соседние фронты (северный, севро-восточный) наращивало боевой опыт, навыки, слаженность действий.
— Главная же, политическая задача Панджшерского фронта была в том, чтобы стать символом всего афганского сопротивления.

## Базовые районы афганской оппозиции
Со вводом Советских войск в Афганистан лидеры оппозиции и внешние силы в целях организации повстанческой борьбы приступили к созданию военной инфраструктуры (системы тылового обеспечения): базовых районов и перевалочных баз.
Базовые районы (базы) включали в себя укреплённые районы и перевалочные базы афганской оппозиции. Они предусматривали значительные площади в труднодоступных горных районах на удалении от коммуникаций и гарнизонов советских и афганских войск. В них размещался значительный по объёму арсенал, оборудовался штаб исламского комитета по принадлежности к партии, учебный центр, склады различного назначения, госпиталь, жилые постройки, укрытия, убежища, ремонтные мастерские. Там же располагались постоянные гарнизоны для их обслуживания, охраны и обороны.

— Период 1981—1983 годов в Афганской войне ознаменовался активным строительством базовых районов, обладавших развитой сетью оборонительных сооружений и заграждений, были защищены различными средствами ПВО.

## Зарубежная помощь афганской оппозиции
В период Президентства в США Р. Рейгана в 1980 году активизировались усилия по созданию единого фронта борьбы против СССР и ДРА. В 80-е годы продолжалось наращивание американской военной помощи мятежникам: в 1984 году её объём составил 125 миллионов долларов, в 1985 году — 250 миллионов, в 1986 году — 470 миллионов, в 1987 году — 630 миллионов долларов.
Общая сумма помощи афганской оппозиции из США к 1988 году достигла 2,1 млрд долларов. Такой же объём военной помощи афганской вооружённой оппозиции оказала Саудовская Аравия. Вместе с тем, значительные финансовые средства поступали из частных фондов арабских стран Персидского залива — порядка 400 млн долларов ежегодно.
Операция «Фарадей» — кодовое название секретной операции против советских войск в Афганистане, проходившей под патронажем Минобороны Великобритании и Минобороны США в первые годы Афганской войны (1979—1989).
В начальный период Афганской войны спецслужбами США (ЦРУ) и Англии (Особая воздушная служба, SAS, САС), в рамках проведения секретной операции «Фарадей», — в числе приоритетных целей стояло — создание тренировочных лагерей в Европе (в том числе США) и в ближнем с ДРА зарубежье (Пакистан); подготовка и заброска американских и английских диверсантов из частей спецназа для проведения разведки и диверсий на территории ДРА; организация поставок оружия, боеприпасов, минно-взрывных средств; обучение афганских моджахедов тактике диверсионной борьбы.

«Циклон» — операция ЦРУ в Афганистане в 1980 годы, одна из наиболее продолжительных и дорогостоящих секретных операций ЦРУ. Ежегодное финансирование программы, начавшейся с суммы 20–30 миллионов $, к 1987 году возросла до 630 миллионов $. Главным техническим инструментом операции «Циклон» была выбрана «ISI» — межведомственная разведка Пакистана. За период с 1978 по 1992 год на средства операции «Циклон» ISI обучила и вооружила свыше 100 (ста) тысяч членов формирований афганских моджахедов, занималась вербовкой добровольцев (наёмников) в арабских и исламских странах, в государствах персидского залива и в Уйгурской автономии Китая. По разным оценкам, ISI было мобилизовано до 35 (тридцати пяти) тысяч иностранных мусульман из 43 исламских стран.
Операция «Москит» — кодовое название операции по разложению советских войск с помощью наркотиков. Эту идею подал Рейгану в 1981 году глава французской военной разведки граф де Маранш. Рейган отдал соответствующий приказ директору ЦРУ Кейси. Центральную роль в этой операции играла связка ЦРУ — пакистанская разведка — банк BCCI, через который шло финансирование операции Иран — контрас. Для этого в Афганистан поставлялся колумбийский кокаин, также использовался опиум и героин.

## Военные и политические оценки
- Генерал-полковник Б. В. Громов, последний командующий 40-й общевойсковой армией, в своей книге «Ограниченный контингент» высказал следующее мнение об итогах действий Советской армии в Афганистане[157]:

Я глубоко убеждён: не существует оснований для утверждения о том, что 40-я армия потерпела поражение, равно как и о том, что мы одержали военную победу в Афганистане. Советские войска в конце 1979 года беспрепятственно вошли в страну, выполнили — в отличие от американцев во Вьетнаме — свои задачи и организованно вернулись на Родину. Если в качестве основного противника Ограниченного контингента рассматривать вооружённые отряды оппозиции, то различие между нами заключается в том, что 40-я армия делала то, что считала нужным, а душманы — лишь то, что могли.

До начала вывода советских войск 15 мая 1988 года моджахедам ни разу не удалось провести ни одной крупной операции и не удалось занять ни одного крупного города. В то же время мнение Громова о том, что перед 40-й армией не ставилась задача военной победы, не согласуется с оценками некоторых других авторов. В частности, генерал-майор Евгений Никитенко, в 1985—1987 годах бывший заместителем начальника оперативного отдела штаба 40-й армии, полагает, что на протяжении всей войны СССР преследовал неизменные цели — подавление сопротивления вооружённой оппозиции и укрепление власти афганского правительства. Несмотря на все предпринимаемые усилия, численность формирований оппозиции из года в год только росла, и в 1986 году (на пике советского военного присутствия) моджахеды контролировали более 70 % территории Афганистана. По мнению генерал-полковника Виктора Меримского, бывшего заместителя начальника Оперативной группы МО СССР в Демократической Республике Афганистан, руководство Афганистана фактически проиграло борьбу с мятежниками за свой народ, не могло стабилизировать обстановку в стране, хотя располагало 300-тысячными военными формированиями (армия, милиция, госбезопасность).
Советские военные называли Афганскую войну «Овечьей войной» из-за того, что моджахеды для преодоления установленных советскими специалистами пограничных заграждений и минных полей использовали довольно жестокий способ защиты: выгоняли перед своими отрядами овец или коз, чтобы те «прокладывали» дорогу среди мин и фугасов, подрываясь на них.

## Обстановка после вывода войск
После ухода советских войск из Афганистана существенно осложнилась обстановка на советско-афганской границе: имели место обстрелы территории СССР, попытки проникновения на территорию СССР (только в 1989 году имели место около 250 попыток проникновения на территорию СССР), вооружённые нападения на советских пограничников, минирование советской территории (в период до 9 мая 1990 года пограничниками были сняты 17 мин: британские Mk.3, американские M-19, итальянские TS-2,5 и TS-6,0).

## Потери сторон

### Потери Афганистана
7 июня 1988 года в своём выступлении на заседании Генеральной Ассамблеи ООН президент Афганистана М. Наджибулла сообщил, что «с начала боевых действий в 1978 году до настоящего времени» (то есть до 7 июня 1988 года) в стране погибли 243,9 тыс. военнослужащих правительственных войск, органов безопасности, государственных служащих и мирных жителей, в том числе 208,2 тыс. мужчин, 35,7 тыс. женщин и 20,7 тыс. детей в возрасте до 10 лет; ранены были ещё 77 тыс. человек, в том числе 17,1 тыс. женщин и 900 детей в возрасте до 10 лет. По другим данным, погибли 18 тыс. военнослужащих.
Точное число погибших в войне афганцев не известно. Наиболее часто встречается число в 1 млн погибших; имеющиеся оценки колеблются от 670 тыс. гражданских лиц до 2 млн в общем. По данным исследователя афганской войны из США профессора М. Крамера: «В течение девяти лет войны были убиты или покалечены более 2,7 миллиона афганцев (в основном гражданские лица), ещё несколько миллионов оказались в рядах беженцев, многие из которых покинули страну». Точного разделения жертв на солдат правительственной армии, моджахедов и мирных жителей, по всей видимости, не существует.
Ахмад Шах Масуд в своём письме советскому послу в Афганистане Ю. М. Воронцову от 2 сентября 1989 года писал, что поддержка Советским Союзом НДПА привела к гибели более 1,5 млн афганцев, а 5 млн человек стали беженцами.
Согласно статистическим данным ООН о демографической ситуации в Афганистане, в период с 1980 по 1990 год общая смертность населения Афганистана составила 614 000 человек. При этом в данный период происходило снижение смертности населения Афганистана по сравнению с предыдущими и последующими периодами.
| Период    | Смертность |
| --------- | ---------- |
| 1950—1955 | 313 000    |
| 1955—1960 | 322 000    |
| 1960—1965 | 333 000    |
| 1965—1970 | 343 000    |
| 1970—1975 | 356 000    |
| 1975—1980 | 354 000    |
| 1980—1985 | 323 000    |
| 1985—1990 | 291 000    |
| 1990—1995 | 352 000    |
| 1995—2000 | 429 000    |
| 2000—2005 | 463 000    |
| 2005—2010 | 496 000    |

Результатом военных действий с 1978 по 1992 годы стал поток афганских беженцев в Иран и Пакистан. Фотография Шарбат Гулы, помещёная на обложку журнала National Geographic в 1985 году под названием «Афганская девочка», стала символом афганского конфликта и проблемы беженцев по всему миру.
Армия Демократической Республики Афганистан в 1979—1989 годах несла потери в военной технике, в частности, было потеряно 362 танка, 804 бронетранспортёра и боевых машины пехоты, 120 самолётов, 169 вертолётов.
Техника, которую присылали моджахедам или которая попадала им в руки, массово уничтожалась и захватывалась. Только за первую половину 1987 года подразделениями 40-й Армии (без учёта потерь нанесённых афганской армией) было уничтожено или захвачено 580 крупнокалиберных пулемётов и зенитных горных установок, 238 безоткатных орудий, 483 противотанковых гранатомёта, захвачено в качестве трофеев 102 ПЗРК.

### Потери СССР
В течение большей части войны министерство обороны СССР не сообщало потери советской армии в Афганистане. Впервые это было сделано 25 мая 1988 года, на девятый год войны.
После окончания войны в СССР были опубликованы числа погибших советских солдат с разбивкой по годам:
| Год   | Погибшие |
| ----- | -------- |
| 1979  | 86       |
| 1980  | 1484     |
| 1981  | 1298     |
| 1982  | 1948     |
| 1983  | 1448     |
| 1984  | 2343     |
| 1985  | 1868     |
| 1986  | 1333     |
| 1987  | 1215     |
| 1988  | 759      |
| 1989  | 53       |
| Всего | 13 835   |

Эти данные впервые появились в газете «Правда» 17 августа 1989 года. В дальнейшем итоговая цифра несколько увеличивалась. По состоянию на 1 января 1999 года безвозвратные потери в Афганской войне (убитые, умершие от ран, болезней и в происшествиях, пропавшие без вести) оценивались следующим образом:
- Советская армия — 14 427;
- КГБ — 576 (в том числе 514 военнослужащих погранвойск[174]);
- МВД — 28;

Итого — 15 031 человек.

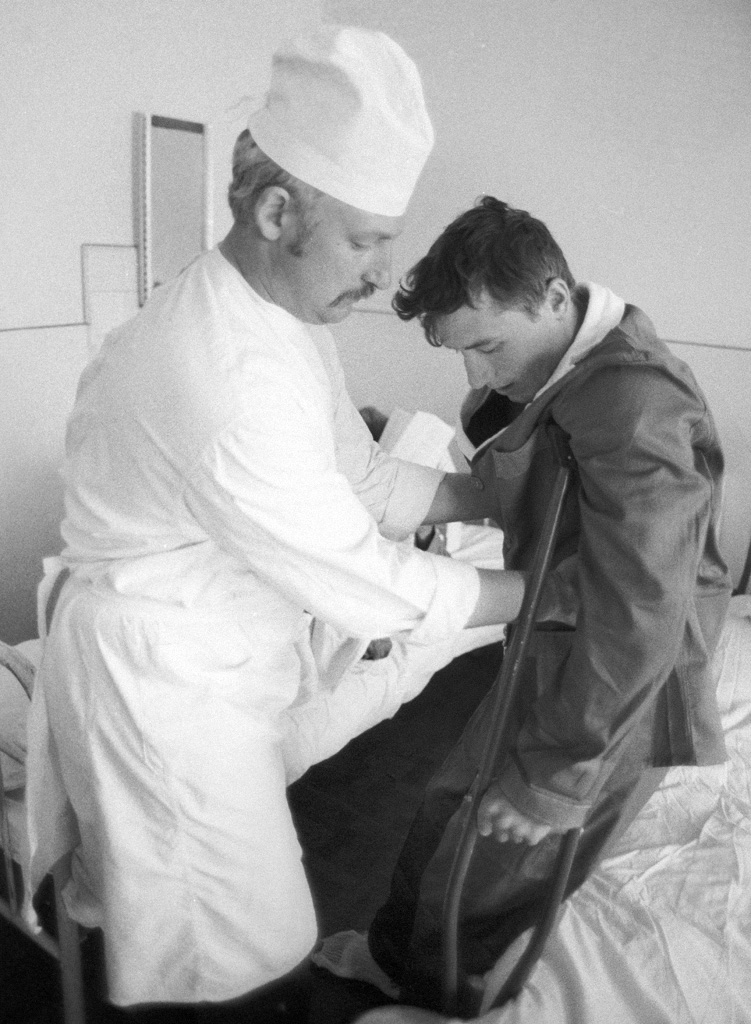
Военные врачи извлекли из тела прапорщика В. Лебединского пять душманских пуль. 1988

Санитарные потери — 53 753 раненых, контуженных, травмированных; 415 932 заболевших. Из заболевших — инфекционным гепатитом — 115 308 чел., брюшным тифом — 31 080, другими инфекционными заболеваниями — 140 665 чел.
Из 11 294 человек, уволенных с военной службы по состоянию здоровья, остался инвалидом 10 751, из них — 1-й группы — 672, 2-й группы — 4216, 3-й группы — 5863 человека.
По данным профессора Военно-медицинской академии Санкт-Петербурга Владимира Сидельникова, в итоговых цифрах не учтены военнослужащие, умершие от ран и болезней в госпиталях на территории СССР.
В исследовании, проведённом офицерами Генерального штаба под руководством профессора Валентина Рунова, приводится оценка безвозвратных людских потерь 40-й армии в 26 000 человек. Приводится следующая разбивка по годам:
| Год   | приблизительно всего | из них офицеров |
| ----- | -------------------- | --------------- |
| 1979  | до 150               | до 15           |
| 1980  | около 2800           | около 320       |
| 1981  | около 2400           | около 300       |
| 1982  | около 3650           | около 400       |
| 1983  | около 2800           | около 350       |
| 1984  | 4400                 | до 500          |
| 1985  | около 3500           | около 380       |
| 1986  | около 2500           | до 300          |
| 1987  | около 2300           | до 280          |
| 1988  | около 1400           | около 130       |
| 1989  | до 100               | до 15           |
| Итого | 26 000               | 2990            |

По официальной статистике, за время боевых действий на территории Афганистана попало в плен и пропало без вести 417 военнослужащих (из них 130 были освобождены в период до вывода советских войск из Афганистана). В Женевских соглашениях 1988 года условия освобождения советских пленных зафиксированы не были. После вывода советских войск из Афганистана переговоры о освобождении советских пленных продолжались при посредничестве правительства ДРА и Пакистана:
- так, 28 ноября 1989 года на территории Пакистана, в городе Пешавар представителям СССР были переданы двое советских солдат — Андрей Лопух и Валерий Прокопчук[179], в обмен на освобождение которых правительство ДРА выпустило 8 ранее арестованных комбатантов (5 афганцев, 2 граждан Саудовской Аравии и 1 палестинца) и 25 граждан Пакистана, задержанных на территории Афганистана[180].

Судьба попавших в плен складывалась по-разному: 8 человек были завербованы противником, 21 стал «невозвращенцем», более 100 погибли. В своё время широкий резонанс получило восстание в пакистанском лагере Бадабер под Пешаваром, где 26 апреля 1985 года группа советских и афганских пленных солдат силой попыталась освободиться, но погибла в неравном бою.
В 1983 году в США усилиями русских эмигрантов был создан Комитет спасения советских пленных в Афганистане. Представителям Комитета удалось встретиться с лидерами афганской оппозиции и убедить их освободить некоторых советских военнопленных, главным образом тех, кто изъявил желание остаться на Западе (около 30 человек, по данным МИД СССР). Из них три человека после заявления Генерального прокурора СССР о том, что бывшие пленные не будут подвергаться уголовному преследованию, вернулись в СССР.
Известны случаи, когда советские солдаты добровольно переходили на сторону моджахедов и потом участвовали в боевых действиях против Советской армии.
В марте 1992 года была создана Российско-американская совместная комиссия по делам военнопленных и пропавших без вести, в ходе работы которой США предоставили России сведения о судьбе 163 российских граждан, пропавших без вести в Афганистане.
Число погибших советских генералов по публикациям в прессе обычно составляет четверо погибших, иногда называется цифра в 5 погибших и умерших в Афганистане.
| Имя             | Войска | Звание, должность                                                                                  | Место                  | Дата            | Обстоятельства |
| --------------- | ------ | -------------------------------------------------------------------------------------------------- | ---------------------- | --------------- | --- |
| Вадим Хахалов   | ВВС    | генерал-майор авиации, заместитель командующего ВВС Туркестанского ВО                              | ущелье Луркох          | 5 сентября 1981 | Погиб в сбитом моджахедами вертолёте                                                                              |
| Пётр Шкидченко  | СВ     | генерал-лейтенант, начальник Группы управления боевыми действиями при Министре обороны Афганистана | провинция Пактия       | 19 января 1982  | Погиб в сбитом наземным огнём вертолёте. Посмертно присвоено звание Героя Российской Федерации (4 июля 2000 года) |
| Анатолий Драгун | СВ     | генерал-лейтенант, начальник управления Генерального штаба ВС СССР                                 | ДРА, Кабул?            | 10 января 1984  | Скоропостижно скончался во время командировки в Афганистан                                                        |
| Николай Власов  | ВВС    | генерал-майор авиации, советник командующего ВВС Афганистана                                       | ДРА, провинция Шинданд | 12 ноября 1985  | Сбит попаданием из ПЗРК при перелёте на МиГ-21                                                                    |
| Леонид Цуканов  | СВ     | генерал-майор, советник командующего артиллерией ВС Афганистана                                    | ДРА, Кабул             | 2 июня 1988     | Скончался от болезни                                                                                              |

Потери в технике СССР, по широко распространённым официальным данным, составили 147 танков, 1314 бронемашин (БТР, БМП, БМД, БРДМ-2), 510 инженерных машин, 11 369 грузовиков и бензовозов, 433 артсистемы, 118 самолётов, 333 вертолёта (потери вертолётов только 40-й армии, без учёта вертолётов пограничных войск и Среднеазиатского военного округа). В то же время эти цифры никак не конкретизировались — в частности, не опубликована информация о количестве боевых и небоевых потерь авиации, о потерях самолётов и вертолётов по типам и т. д. Бывший заместитель командующего 40-й армии по вооружению генерал-лейтенант В. С. Королёв приводит иные, более высокие цифры потерь в технике. В частности, по его данным, советскими войсками в 1980—1989 годах было безвозвратно потеряно 385 танков и 2530 единиц БТР, БРДМ, БМП, БМД (цифры округлённые).

### Потери иных государств
ВВС Пакистана потеряли 1 боевой самолёт (истребитель F-16) в воздушном бою. Всего война для Пакистана обошлась в не менее чем 5775 убитых и не менее 6804 раненых военных и гражданских лиц, погибших на пакистанской территории в результате советско-афганских авианалётов, артиллерийских обстрелов и террористических акций.
ВВС Ирана потеряли 2 боевых вертолёта (AH-1J) в воздушном бою.

## Расходы СССР в Афганской войне

Знак «Воин-интернационалист СССР»

На поддержку кабульского правительства из бюджета СССР ежегодно расходовалась сумма, эквивалентная 800 миллионов долларов США. На содержание 40-й армии и ведение боевых действий из бюджета СССР ежегодно расходовалось от 3 до 8,2 миллиарда долларов США.
Председатель Совета министров СССР Николай Рыжков сформировал группу экономистов, которые совместно со специалистами различных министерств и ведомств должны были подсчитать стоимость этой войны для Советского Союза. Результаты работы этой комиссии неизвестны. По мнению генерала Бориса Громова, «Вероятно, даже неполная статистика оказалась настолько ошеломляющей, что её не решились обнародовать. Очевидно, в настоящее время никто не в состоянии назвать точную цифру, которая смогла бы охарактеризовать расходы Советского Союза на содержание афганской революции».

## Участие иностранных спецслужб
Деятельность Межведомственной разведки Пакистана «ISI» (англ. Inter-Services Intelligence) — основного органа внешней разведки и контрразведки Пакистана в период Афганской войны (1979—1989) — была направлена против Правительственной власти ДРА и Советских войск, включая — открытие на территории Пакистана центров подготовки вооружённой афганской оппозиции, общее управление боевыми действиями мятежников на территории ДРА, организацию поставок зарубежной военной помощи афганской вооружённой оппозиции Союзу исламских партий моджахедов Афганистана «ИСМА» «Пешаварская семёрка» в рамках секретной операции ЦРУ США «Циклон» (1982—1989).
В 1970—1980 годы Пакистан был союзником США и Саудовской Аравии и в 1970 годы испытывал значительное внешнее влияние от США. Между Пакистаном и Афганистаном (РА) существует давний не разрешённый (по мнению РА) пограничный спор, связанный с «линией Дюранда», служащей нынешней государственной границей государств и разделяющей «территорию племён». Инструкторы из секретной межведомственной разведки SAS не только готовили «моджахедов» в пакистанских лагерях, но и сами участвовали в боевых действиях против советских войск. Схема помощи джихадистам (Yousaf, The Bear Trap):

Схема помощи джихадистам (Yousaf, The Bear Trap)

По сообщению американской газеты «The New York Times», уже в декабре 1982 года ЦРУ США получило от правительства США указание поставлять моджахедам тяжёлое вооружение, в том числе безоткатные орудия, миномёты и противотанковые гранатомёты. Против советских войск в Афганистане был объявлен джихад. К войне присоединилось большое количество арабских наёмников. Помощь шла через международные исламские организации. В их числе особое место занимала «Мактаб-аль-Хидамат»(позже Аль-Каида), основанная в 1984 году в городе Пешавар (Пакистан) Абдуллой Аззамом и Усамой бен Ладеном.
Для ведения информационно-психологической войны и пропаганды на территории Пакистана, недалеко от пакистано-афганской границы, были созданы 11 радиопередатчиков «Радио свободного Кабула». Кроме того, при содействии со стороны правительства Пакистана на территории Пакистана были созданы:
- информагентство «Эйдженси Афган Пресс» — директором стал гражданин Пакистана Мухтар Хасан, сотрудниками являлись пакистанские журналисты (Шабир Хуссейн, Ахтар Рашид, А. Х. Ризви и др.);
- «Афганский центр документации»[197].

В 1985 году по инициативе американского сенатора Гордона Хамфри в Мюнхене была создана радиостанция «Свободный Афганистан», получавшая финансирование от правительственных структур США. Первоначально радиостанция осуществляла вещание на языке дари в количестве 6 часов в неделю; в сентябре 1987 года радиостанция увеличила эфирное время вдвое, начав вещание на языке пушту в количестве 6 часов в неделю.
В начале 1983 года, после задержания на территории Афганистана нескольких участников операции, стал известен один из организованных ЦРУ каналов поставки оружия в Афганистан: созданная на территории Великобритании фирма «Интерармз компани оф Манчестер» обеспечивала доставку оружия и боеприпасов из Манчестера в Карачи, а оттуда — на перевалочные пункты в Пешаваре и Парачинаре в районе пакистано-афганской границы.
5 мая 1983 года представитель госдепартамента США официально признал факт оказания военной помощи моджахедам.
16 сентября 1983 года правительство Афганистана объявило персонами «нон грата» в связи с деятельностью, несовместимой со статусом дипломата, двух сотрудников посольства США в Кабуле: второго секретаря посольства Тэрнера Хейга Джефферсона и атташе Блэкборна Роберта Кинли. На пресс-конференции были предъявлены доказательства причастности американцев к сбору разведывательной информации с участием граждан Афганистана и Пакистана, финансировании антиправительственного подполья и распространении антиправительственных листовок
В июне 1986 года отставной подполковник войск специального назначения армии США Джеймс «Бо» Грайд организовал обучение группы афганских моджахедов в США, на территории штата Невада. Программа «специальной военной подготовки» продолжалась в течение месяца и включала обучение ведению разведки, подрывное дело и обучение использованию средств связи и приборов ночного видения.
Осенью 1986 года США начали поставки моджахедам ракеты «Стингер» для борьбы с советскими вертолётами и самолётами. Уже 5 января 1987 года советские спецназовцы перехватили комплект ПЗРК «Стингер». «Зарубежное военное обозрение» ссылающееся на неназванных экспертов министерства обороны США, утверждало что ЦРУ США поставило моджахедам 1000 ракет «Стингер», и по их заявлением из этого количества в ходе афганской войны было израсходовано около 350. В то же время Госдепартамент США указывал, что точное количество использованных ракет «Стингер» не было известно и оно нигде никогда не подсчитывалось. Также, другие источники говорят о значительно большем количестве переданных моджахедам «Стингеров», по данным международной ассоциации по контролю за оружием («Arms Control Association»), они получили 2000 ракет «Стингер». По данным канадского издания «National Post» моджахедам были переданы около 4000 ракет FIM-92. После завершения войны конгресс США выделил 65 млн долларов на операцию по покупке ПЗРК и ракет, и некоторое их количество было выкуплено, однако до 400 «стингеров» остались в Афганистане.
Помимо «Стингеров» моджахеды получили английские ПЗРК Blowpipe и советские «Стрела-2», которые ранее были поставлены Организации освобождения Палестины.
Уже в начале 1981 года американский журнал «Солдат удачи» («Soldier of Fortune») опубликовал серию интервью с лидерами моджахедов, в которых они предлагали «добровольцам со всего мира» присоединяться к ним. В этих же журналах были опубликованы «частные объявления» с адресами и контактами для желающих принять участие в войне. Впоследствии органы государственной безопасности ДРА сообщили, что уже в конце января 1981 года в Пакистане был открыт филиал зарегистрированной в Лихтенштейне фирмы «Monte Franco Scandinabia Est.», при посредничестве которой в Пакистан «в частном порядке» прибыло по меньшей мере пять инструкторов из США и Великобритании, принимавших непосредственное участие в боевой подготовке моджахедов.
Советские формирования уничтожали отряды афганских моджахедов, которые направлялись за оружием в Пакистан. 1 июля 1983 года в 12 километрах юго-восточнее Чарикара разведчики 40-й армии уничтожили караван (около 100 человек и 50 вьючных животных), следовавший в Пакистан для закупки оружия.
В ходе афганской войны были зафиксированы многочисленные случаи присутствия на территории ДРА граждан стран НАТО и Пакистана, их участие в действиях антиправительственных сил (в том числе прямое участие в боевых действиях против правительственной армии и советских войск). Некоторые из них были задержаны:
- так, уже в начальный период войны был задержан египтянин Зия эд-дин Махмуд[211];
- 25 марта 1980 года в районе высоты 1086 к северо-западу от Герата была уничтожена группа из 27 комбатантов (24 были убиты, 3 захвачены в плен). Одним из пленных был иностранный гражданин Махди Бахрам Али Наджад[212];
- несколько позднее был задержан иранский гражданин Мохсен Резаи. На пресс-конференции он сообщил, что был завербован на территории Ирана, в мусульманском центре в Кахреманшаре, откуда прибыл в город Мешхед, а после прохождения подготовки на территории Пакистана, в Кветте — в составе отряда «джамаате исламие» поставлял оружие в Кабул и Герат[213];
- в 1981 году в районном центре Мехтарлама солдатами афганской армии был задержан гражданин Франции Жан-Поль Сильв (бывший военнослужащий парашютно-десантных частей французской армии), одетый в национальную афганскую одежду, который нелегально пересёк границу с Пакистаном вместе с проводником группировки «джамаате исламие Афганистан». Ж.-П. Сильв был приговорён к 5 годам тюремного заключения за нелегальное пересечение границы, однако был отпущен через 9 месяцев[214].
- в конце августа 1982 года на территории Афганистана был задержан офицер пакистанской армии Саид Мухаммед Али — выпускник военно-десантного училища в Кветте, прошедший дополнительную языковую, страноведческую и специальную подготовку на курсах в Лахоре[215]. Али занимался поставкой оружия из Пакистана в Афганистан для отряда Алауддина, действовавшей в провинции Нимруз. На пресс-конференции в Кабуле он также сообщил, что имел задачи собирать разведывательную информацию о военном потенциале ДРА, вооружении и дислокации частей афганской армии. На этой же пресс-конференции представители МИД ДРА сделали заявление о том, что на территории Пакистана действуют 80 центров, лагерей и школ по подготовке диверсантов и террористов[216].
- в июле 1983 года в уезде Баграм провинции Параван после разгрома одной из группировок моджахедов на месте боя был обнаружен труп европейца, у которого имелись документы на имя гражданина Великобритании по имени Стюарт Боудмен (Stuart Bodman), а также принадлежавшие ему документы, бумаги и фотоматериалы, содержавшие информацию о дислокации советских и афганских войск[217]. Несколько позднее, британская газета «The Sunday Times» провела собственное расследование[218], в котором было установлено, что подлинный Стюарт Боудмен жив, находится в Великобритании и работает в должности кладовщика[219].
- в начале 1984 года МИД ДРА направило протест Франции в связи с задержанием на территории страны в декабре 1983 года французского гражданина Филипа Огайяра (Phillippe Agouyarde), «принимавшего непосредственное участие в подрывной антиправительственной деятельности»[220]. По другим данным, Огайяр был задержан в провинции Логар 16 января 1983 года[221].
- в октябре 1984 года на пресс-конференции в Кабуле иностранным журналистам был предъявлен капитан пакистанской армии Зульфикар Хайдар (Zulficar Khaider), который был задержан на территории Афганистана[222].
- в январе 1985 года в провинции Нангархар был захвачен сотрудник пакистанской военной разведки Джамиль — выпускник разведывательного центра в Пешаваре, после девятимесячной подготовки заброшенный на территорию Афганистана с двумя другими выпускниками центра. Задержанный занимался сбором информации о дислокации, численности и вооружении подразделений афганской армии[223].
- в ночь с 19 на 20 сентября 1985 года в уезде Шахваликот провинции Кандагар попала в засаду спецназа и была уничтожена колонна моджахедов в составе нескольких джипов, при досмотре в одной из машин был обнаружен труп гражданина США Чарльза Торнтона, а также принадлежавшие ему документы, бумаги и фотоматериалы, свидетельствующие о связях американца с моджахедами[224][225].
- 23 февраля 1985 года в районе Барикот подразделение пакистанской армии численностью около 400 чел. обстреляло подразделение армии ДРА, погибли 5 и были ранены 4 афганских военнослужащих[226].
- в апреле 1986 года в районе Кандагара группой комбатантов, решивших прекратить борьбу против правительства, органам госбезопасности ДРА был передан агент военной контрразведки ФРГ, уроженец Турции Осман Демир, который дал показания, что является гражданином ФРГ с 1983 года и до отправки в Афганистан с территории Пакистана в марте 1986 года являлся полицейским осведомителем[227].
- в ноябре 1987 года в провинции Фарьяб группой комбатантов, решивших прекратить борьбу против правительства, органам госбезопасности ДРА был передан гражданин Франции Ален Гийо, находившийся в их отряде и занимавшийся сбором разведывательной информации[228].
- в декабре 1987 года в районе Хоста в ходе боёв с душманами правительственной армией Афганистана был убит европеец, которого захваченные в плен боевики опознали как «американского военного инструктора». Представитель Пентагона выступил с опровержением сведений о том, что убитый является американским военным советником; официальный представитель госдепартамента США Ф. Оукли сообщил, что убитый мог быть гражданином США, но не являлся американским военным советником — на территории Афганистана «он действовал как частное лицо, самостоятельно, на свой страх и риск»[229].
- кроме того, есть упоминания о задержании на территории Афганистана гражданина Турции по имени Turgit Uzala и гражданина Египта по имени Abdus Ali[117].

В общей сложности благодаря усилиям контрразведки 40-й армии было выявлено 44 агента спецслужб США, Пакистана, Франции и других стран.
Турция
Одним из основных поставщиков оружия моджахедам была Турция. Для противостояния советским силам в Афганистане Турция направила 100 миллионов патронов, 60 тысяч винтовок, 8 тысяч пулемётов и 10 тысяч пистолетов.
Иран
Некоторые отряды моджахедов получали помощь из Ирана — в частности, отряд «однорукого Кари» («Кяри-якдаста»), действовавший в районе Герата и отряд Турана Исмаила, действовавший в окрестностях Мешхеде.
Япония
Япония косвенно сыграла значительную роль в борьбе против СССР. Японские военнослужащие не участвовали в боях, но японская помощь позволила Пакистану стать опорным пунктом для подготовки моджахедов против советских войск. Размеры этой поддержки были огромны. Только за период с декабря 1979 года по август 1983 года Япония оказала помощь Пакистану на сумму более чем 41 млрд долларов.

## Участие международных медицинских организаций
В годы Афганской войны (1979—1989) рядом правительств западноевропейских государств и частных медицинских общественных организации была организована деятельность по открытию госпиталей как вблизи границ, на сопредельной с Афганистаном территории, в Пакистане (Кветта и Пешавар), так и внутри страны, в районах контролируемых афганской оппозицией.
Наиболее активной в Афганистане была организация «Врачи без границ» (MSF). Свою первую группу медицинской бригады она отправила в Афганистан в мае 1980 года. Эта группа констатировала, что до их прибытия на местах не было ни врачей, ни медикаментов, а были эпидемии кори и дифтерии с угрожающими эпидемическими перспективами. Также сообщалось, что многим раненым мятежникам требуется стационарное лечение.
К концу 1983 года MSF отправила на территорию Афганистана более 170 врачей и медсестёр, он также оснастил и эксплуатировал в разное время 12 небольших больниц в трёх провинциях. В свою очередь, AIM отправил от 40 до 50 человек; и MDM 20 человек.

## Международная реакция
СССР ввёл военный контингент в Афганистан 25 декабря 1979 года. Созванный вскоре Совет Безопасности ООН на своём заседании не принял резолюцию, подготовленную 5 государствами (Бангладеш, Замбия, Нигер, Филиппины и Ямайка), СССР наложил вето; резолюцию поддержали 13 государств — членов Совета. СССР мотивировал свои действия тем, что советский воинский контингент был введён по просьбе правительства Афганистана и согласно Договору о дружбе, добрососедстве и сотрудничестве от 5 декабря 1978 года. 29 декабря 1979 года в ответ на обращение президента США Дж. Картера о причастности СССР к свержению правительства Афганистана Л. И. Брежнев ответил, что «изменения в афганском руководстве произведены самими афганцами». 10—14 января 1980 года состоялась Чрезвычайная сессия Генеральной Ассамблеи ООН, принявшая резолюцию Положение в Афганистане и его последствия для международного мира и безопасности, в которой выражала «глубокое сожаление», также выражала обеспокоенность положением с беженцами и призывала вывести все «иностранные войска», однако резолюция не имела обязательной силы: за резолюцию проголосовало 104 страны, против — 18, воздержались — 18.

### Реакция отдельных стран
- 3 января 1980 года президент США Картер объявил об отсрочке ратификации Конгрессом США договора ОСВ-2. 6 января 1980 года американский президент огласил санкции, введённые против СССР: эмбарго на продажу зерна; прекращение продажи высокоразвитых технологий; сокращение советской квоты вылова рыбы в американских водах; сокращение посадочных прав самолётам Аэрофлота на аэродромах США; отказ от открытия американского консульства в Киеве и запрет на открытие советского консульства в Нью-Йорке; двустороннее сокращение дипломатического персонала в посольствах в Москве и в Вашингтоне[28].
- Лидер Ирана аятолла Хомейни был предупреждён о предстоявшем вводе войск СССР в Афганистан советским послом в Иране В. М. Виноградовым ещё в ночь с 26 на 27 декабря 1979 года во время личной встречи с советским дипломатом[237]. На этой встрече Хомейни пожелал советской стороне «поскорее выполнить задачу» и «вернуться домой»[237]. В течение трёх месяцев Хомейни никак не комментировал советскую операцию, но затем раскритиковал действия Москвы в Афганистане, после чего Иран стал активно поддерживать афганских моджахедов, создав для них лагеря на своей территории, а также не признал просоветское правительство в Кабуле[238].
- Ввод советских войск в Афганистан осудили некоторые социалистические страны — Китай, Югославия, Румыния и Северная Корея[239][240].
- В 1980 году США, Китай и ещё около 60 стран отказались участвовать в XXII летних Олимпийских играх в Москве. В 1984 году СССР и другие социалистические страны, кроме Китая, Румынии и Югославии, отказались участвовать в XXIII летних Олимпийских играх в Лос-Анджелесе.

## Внутрисоветские протесты
При том, что любое инакомыслие в СССР в период Афганской войны жёстко подавлялось и преследовалось, существовали случаи индивидуального протеста против войны или оппозиции «линии партии»:
- Декабрь 1979 — академик Сахаров высказался против ввода советских войск, вскоре был схвачен и выслан без суда и следствия в Горький, где находился до того, как был помилован Горбачёвым в декабре 1986 года.
- 1982 — Леонид Миронов, собкор «Правды» в Кабуле, был уволен «за недостаточную политическую зрелость» после доноса коллег о высказанных им в кругу сотрудников  сомнениях в целесообразности ввода войск в страну.
- Май 1983 — Владимир Данчев, диктор советского иновещания, в прямом эфире назвал советские войска в Афганистане «советскими захватчиками» и «советскими оккупантами». После этого инцидента прямые эфиры на советском радио и телевидении отменили, сам Данчев был принудительно госпитализирован в психиатрическую больницу.

## Ветераны-афганцы

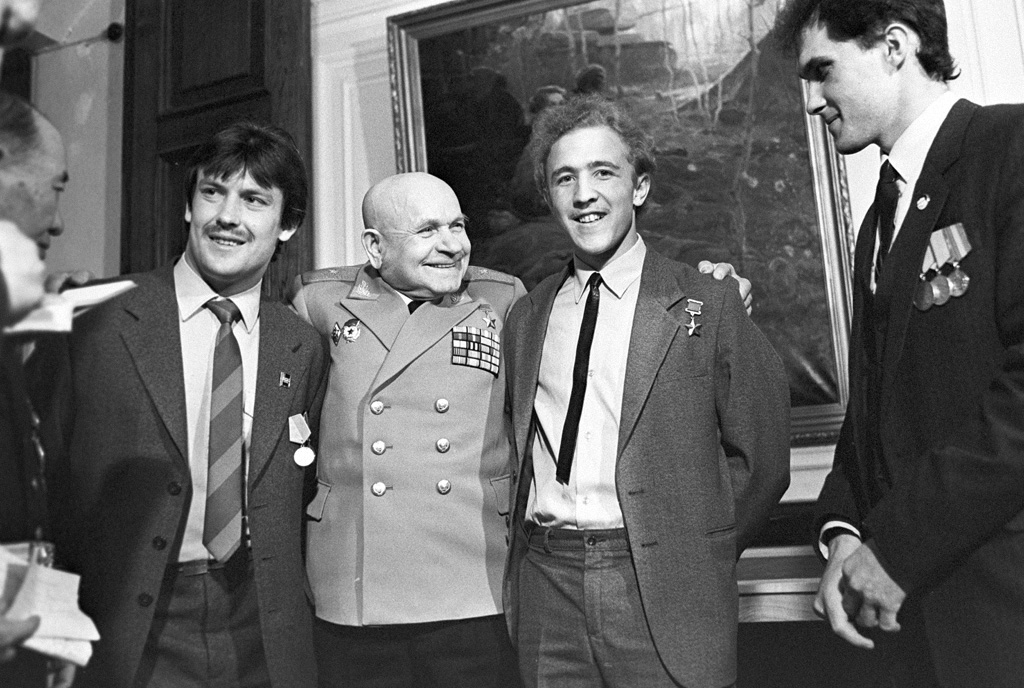
Вручение медали «Воину-интернационалисту от благодарного афганского народа» группе советских военнослужащих. 15 мая 1988 года

В 1980-е годы из Афганистана стали возвращаться советские военнослужащие «ветераны-афганцы».
Афганцы (ветераны войны) — этимология понятий воины-интернационалисты; воины-афганцы; ветераны (участники) Афганской войны; ветераны боевых действий в Афганистане и др., категория военнослужащих СССР из состава ОКСВА, принимавших участие в Афганской войне (1979—1989).

### Дважды прошедшие Афганскую войну

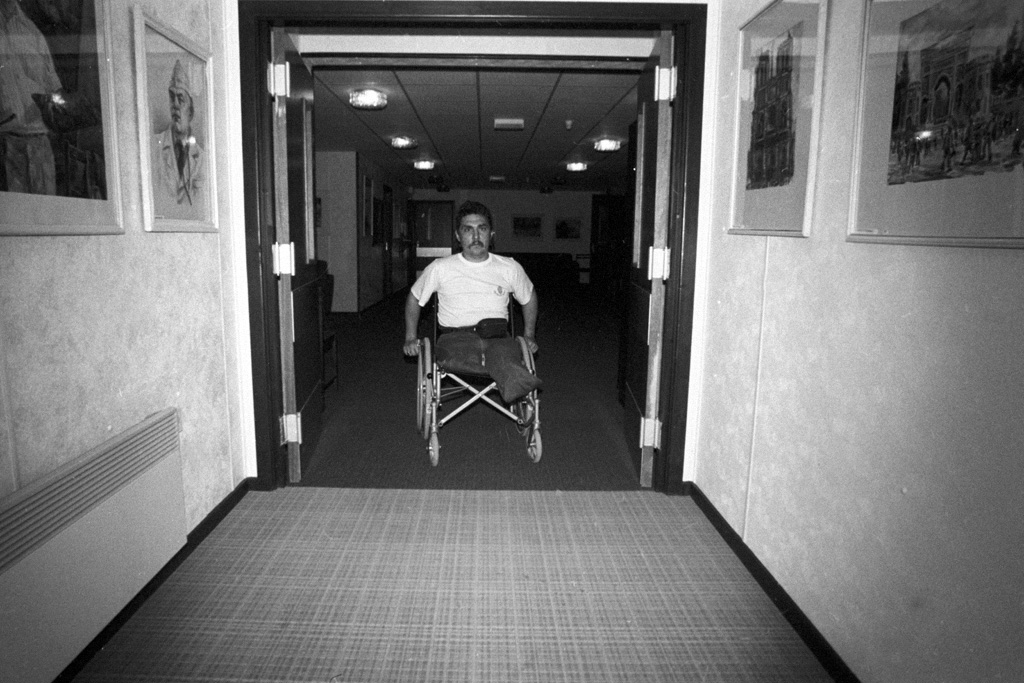
В Доме инвалидов войны в Афганистане. 1992

Жизненный путь многих офицеров Советской армии, прошедших «первый Афганистан», показал их неуклонное стремление вновь оказаться на войне, предпочтение ими тягот и лишений боевой обстановки возвращению в Союз и началу размеренной службы в условиях мирных будней паркетно-ковровых кабинетов «арбатского военного округа».
Истинной причиной желания молодых ветеранов, вчерашних воинов, вернуться на войну, несомненно, было отсутствие в мирной жизни той честности и искренности человеческих отношений, качеств, присущих боевой среде, где бытует жёсткая прямолинейность и отсутствует лукавство. На передовой было все просто: «вот мы — вот враг», «считаешь себя лучшим, докажи!»
Примеров, когда офицеры и прапорщики Советской армии вновь возвращались в Афганистан, были сотни. Имена наиболее знаковых военачальников, посвятивших четыре и более лет пребыванию в Афганистане, общеизвестны, это — Герои Советского Союза Б. В. Громов, П. С. Грачёв, Р. С. Аушев, В. А. Востротин, В. С. Кот, Я. П. Горошко, В. Н. Очиров и многие другие.

## Пленные и пропавшие без вести

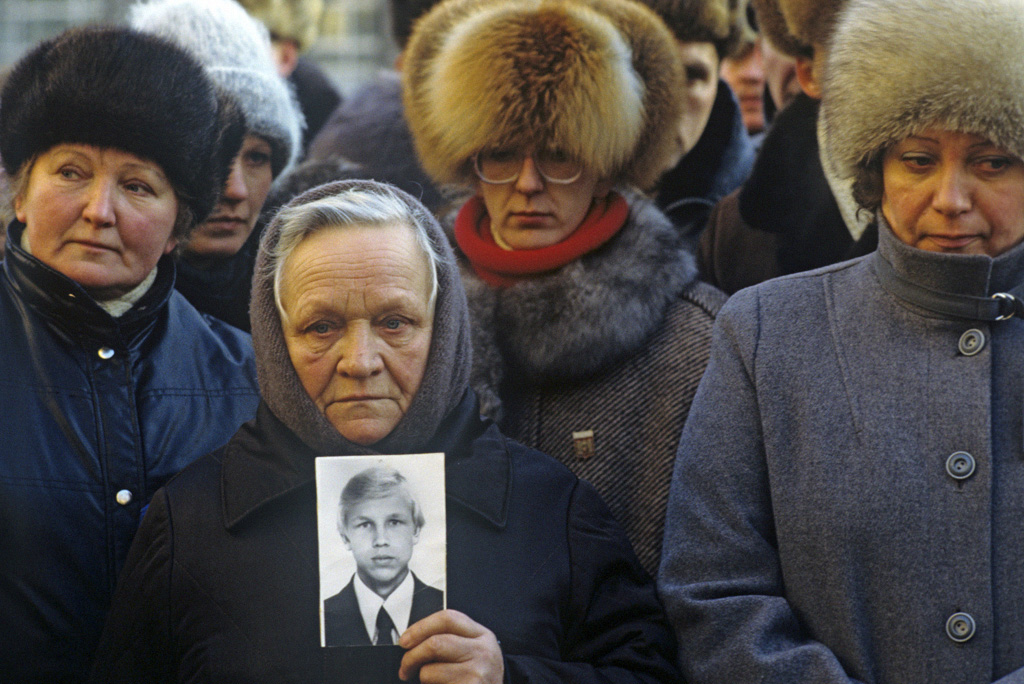
Митинг в Москве родственников воинов, без вести пропавших в Афганистане. 1988

Пленные Афганской войны (1979—1989) — категория советских военнослужащих из состава ОКСВА и правительственных сил ДРА, по разным причинам оказавшихся в плену у формирований афганских моджахедов.
С началом Афганской войны и ожесточением сопротивления вооружённой афганской оппозиции Советскому военному контингенту и правительственным силам ДРА возникли прецеденты с пленением, а в отдельных случаях и добровольным переходом советских и афганских военных на сторону оппозиционных сил.
— Многие советские военнослужащие, попавшие в плен к афганским моджахедам перед обменом или переправкой в Европу, Канаду, США содержались в расположении баз-лагерей афганской оппозиции в Пакистане близ приграничного города Пешавар — «Бадабер»" партии Исламское общество Афганистана лидер Бурхануддин Раббани и «Шамшату» Исламская партия Афганистана лидер Гульбеддин Хекматияр.
— Твёрдое нежелание советских военнослужащих оказываться в афганском плену обуславливалось пытками со стороны афганских моджахедов.
В завершение Афганской войны все советские военнослужащие, оказавшиеся в плену и пропавшие без вести в Афганистане, были амнистированы.

## Военные преступления
Имели место случаи, когда советских военнослужащих советские военные трибуналы приговаривали к различным мерам наказания, включая смертную казнь, за убийства афганцев и изнасилования афганских женщин.

Второй, Володя, тот все время удивлялся: «Товарищ капитан, неужели нас собираются за этих пятерых судить?» Я говорю: «Ребята, вы же не в бою людей убили, вы же их грабили». А они меня не понимают, за что их собираются наказать. И рассказывают такую историю: «Во время рейда в Герате в базарный день на центральном рынке началась какая-то стрельба. По нам стреляли или нет, мы не поняли. Командир командует: „Осколочным заряжай, огонь!“ И мы по толпе из пушки осколочным снарядом дали. Сколько там народа полегло, даже не знаем. И слова никто не сказал. А вы тут нас всего за пять человек!» У них это в голове не укладывалось, им казалось, что судить их не за что.
— 
По свидетельству воевавшего в Афганистане Сергея Бояркина, за убийства мирных жителей советских солдат наказывали крайне редко:

В апреле прошёл громкий процесс по делу Петрова Александра — десантника из нашего полка. Это было весьма необычное явление. Судили Петрова за убийство афганской семьи — а такого ещё в полку не было ни разу. Необычным было именно то, что его судили. Ведь на боевых наши афганцев убивали не то что семьями, — а выбивали целыми кишлаками — и за это ещё медалями награждали; полно было случаев, когда наши убивали афганцев и не на боевых, а просто так — но они не попадались или, если кого и ловили, старались дело замять, и им всё сходило с рук. Но здесь был случай особый — Петров убил афганцев в Кабуле, в образцовом городе, тут было много свидетелей, и потому дело получило широкую огласку.

Генерал армии Александр Майоров, главный военный советник вооружённых сил ДРА и первый заместитель главкома сухопутных войск, писал в мемуарах, как в феврале 1981 года под Джелалабадом одиннадцать солдат во главе со старшим лейтенантом убили после изнасилования трёх молодых женщин, а также двух стариков и семерых детей. Командование 40-й армии, получившее соответствующее указание из Москвы, и руководство афганских силовых структур пытались свалить преступление на переодетых в советскую форму «душманов» (моджахедов), хотя виновные уже признались в преступлении. Лишь непреклонность Майорова позволила довести дело до суда.
По данным военной прокуратуры, с декабря 1979 года по февраль 1989 года в составе 40-й общевойсковой армии в ДРА к уголовной ответственности были привлечены 4307 человек, на момент вступления в силу постановления ВС СССР об амнистии, в местах лишения свободы находились более 420 бывших воинов-интернационалистов.
В ноябре 1989 года Верховный Совет СССР объявил амнистию в отношении всех преступлений, совершённых советскими военнослужащими в Афганистане.
Заявления властей США о применении советскими войсками в Афганистане химического оружия, сделанные в марте 1982 года, так и не были документально подтверждены.
Афганские моджахеды часто жестоко пытали пленных советских солдат, отрезали уши, выкалывали глаза, убивали, отрубая головы. Тех, кого не удалось обменять, могла ждать ужасная казнь.

## Освещение в советских СМИ и отношение советского общества к войне

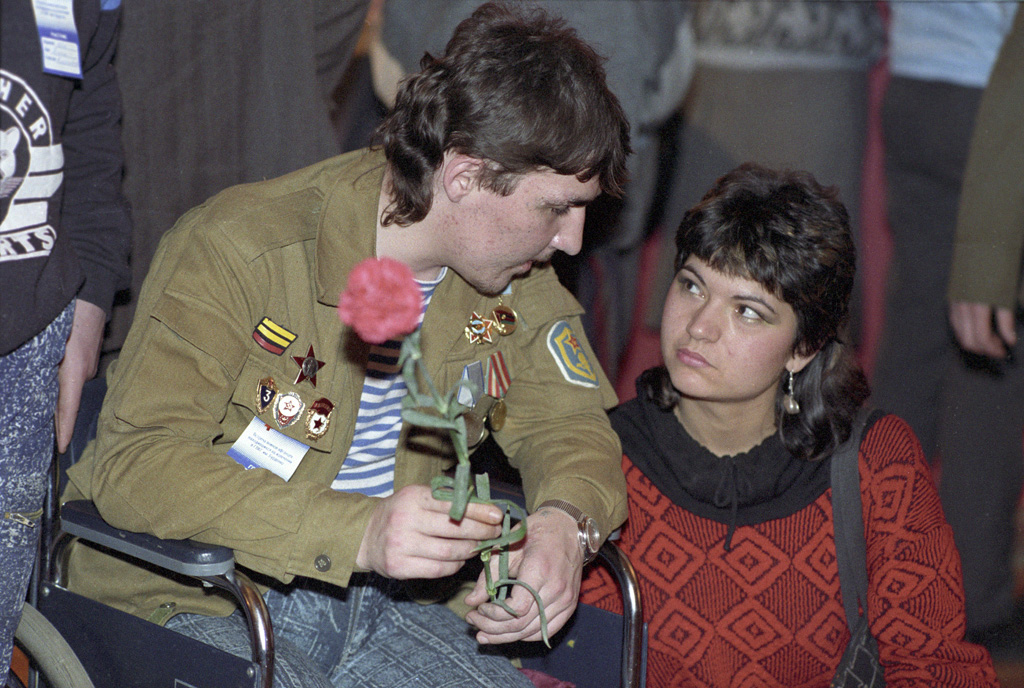
На вечере воинов-интернационалистов "В моей судьбе болит Афганистан" в Москве. 1990

Афганская война не вызывала у простых советских граждан выраженной политической реакции: при плохом знании ситуации преобладали страх и невозможность оценить происходящее. Особую тревогу испытывали родственники мужчин призывного возраста из-за опасения, что те будут посланы в ДРА с имитацией добровольности. От года к году отношение к войне становилось всё более настороженно-отрицательным. При этом объём представлявшихся в советских СМИ сведений был недостаточным для мероприятия такого масштаба и значимости. Упор постоянно делался на слово «ограниченный» применительно к введённому контингенту войск.
С самого начала против войны выступили советские диссиденты. Академик А. Д. Сахаров в 1980 году был выслан из Москвы за публичные антивоенные заявления. 20 января 1980 г. учёные ИЭМСС АН СССР направили в ЦК КПСС и КГБ аналитическую записку «Некоторые соображения о внешнеполитических итогах 70-х годов (тезисы)», в которой говорилось о негативных для СССР последствиях ввода войск в Афганистан.
Ударом для большой части граждан стала во многом связанная с войной в ДРА отмена отсрочки от службы в армии студентам дневных отделений вузов СССР (реально студенты стали призываться с 1983 года с нарастанием доли призванных к 1985—1988 гг., в 1989 г. отсрочка восстановлена).
Власти стремились минимизировать подачу информации о трагических событиях и её распространение. В первую очередь это касалось прощания с убитыми воинами. Вплоть до 1987 года цинковые гробы с телами погибших хоронили в полутайне, а на памятниках запрещалось указывать, что солдат погиб в Афганистане. Вот рабочая запись заседания Политбюро ЦК КПСС 30 июля 1981 года:

«…Суслов. Хотелось бы посоветоваться. Товарищ Тихонов представил записку в ЦК КПСС относительно увековечивания памяти воинов, погибших в Афганистане. Причем предлагается выделять каждой семье по тысяче рублей для установления надгробий на могилах. Дело, конечно не в деньгах, а в том, что если сейчас мы будем увековечивать память, будем об этом писать на надгробьях могил, а на некоторых кладбищах таких могил будет несколько, то с политической точки зрения это не совсем правильно.
Андропов. Конечно, хоронить нужно с почестями, но увековечивать их память пока рановато.
Кириленко. Нецелесообразно устанавливать сейчас надгробные плиты.
Тихонов. Вообще, конечно, хоронить нужно, другое дело следует ли делать надписи.
Суслов. Следовало бы подумать и об ответах родителям, дети которых погибли в Афганистане. Здесь не должно быть вольностей. Ответы должны быть лаконичными и более стандартными».

Советским СМИ сначала[когда?] разрешалось описывать боевые действия с участием не выше одного взвода, упоминать фамилии только рядовых, а о фактах гибели — только в единичных случаях.
19 июня 1985 года появился «Перечень сведений, разрешённых к открытому опубликованию, относительно действий ограниченного контингента советских войск на территории ДРА» (подписанный В. Варенниковым и В. Кирпиченко). В нём было сказано:

«1. Продолжать публиковать разрешённые ранее сведения о действиях… и показывать:
- наличие частей и подразделений… без показа их участия в боевых действиях;
- организацию и ход боевой подготовки… в масштабах не выше батальона;
- награждение советских военнослужащих без показа их конкретной боевой деятельности, послужившей основанием для награждения;
- отдельные единичные факты (не более одного в месяц) ранений и гибели советских военнослужащих при исполнении воинского долга, отражении нападения мятежников, выполнения заданий, связанных с оказанием интернациональной помощи афганскому народу…

2. Дополнительно разрешить публикацию в центральной печати, печати военных округов, республиканских, краевых и областных изданиях:
- об отдельных случаях героических действий советских военнослужащих… с показом их мужества и стойкости;
- о повседневной деятельности подразделений, до батальона (дивизиона) включительно…
- факты проявления заботы о советских военнослужащих, проходивших службу в войсках на территории ДРА и ставших инвалидами, членах семей погибших в Афганистане;
- сведения с описанием боевых подвигов, героизма и мужества советских воинов… и факты их награждения.

3. По-прежнему запрещается в открытых изданиях информация, раскрывающая участие советских войск в боевых действиях на территории ДРА — от роты и выше, а также об опыте их боевых действий, конкретных задачах войск и прямые репортажи (кино-, телесъёмки) с поля боя.
4. Публикация любой указанной в пунктах 1 и 2 информации разрешается по согласованию с Главной военной цензурой…
5. Продолжить широкую публикацию контрпропагандистских материалов советских и иностранных авторов, разоблачающих фальсификацию западных средств массовой информации».

10 мая 1988 года в закрытом письме ЦК КПСС по Афганистану, обращённом ко всем коммунистам СССР, советское руководство осветило некоторые аспекты истинного положения дел в Афганистане. Фактически это стало первым в СССР официальным объявлением об участии ОКСВ в гражданской войне в Афганистане. Были оглашены советские потери к началу 1988 года (13 310 убитыми, 35 478 ранеными и 311 пропавшими без вести) и сумма финансовых затрат на войну (5 миллиардов рублей в год).
До 1989 года в СМИ СССР преобладала героизация образа «воинов-интернационалистов» и предпринимались уже явно несостоятельные попытки представить саму войну в позитивном свете. Но в связи с политикой гласности в прессе стали появляться и критические статьи о советском участии в этой войне.
На Втором съезде народных депутатов СССР в декабре 1989 года было принято Постановление о политической оценке решения о вводе советских войск в Афганистан — в нём декларировалось, что вторжение в Афганистан заслуживает политического и морального осуждения. Спустя почти 30 лет после вывода войск из ДРА данная оценка была официально пересмотрена Госдумой РФ.
По данным социологического опроса, проведённого[кем?] в декабре 1989 года (участвовали около 15 тыс. человек, причём половина из них прошла через Афганистан), присутствие советских военнослужащих в сопредельной стране оценили как «выполнение интернационального долга» 35 % опрошенных «афганцев» и лишь 10 % невоевавших респондентов. Как «дискредитацию понятия интернациональный долг» войну оценили 19 % «афганцев» и 30 % остальных опрошенных. Как «наш позор» участие СССР в войне определили лишь 17 % «афганцев» — и 46 % других респондентов. 17 % «афганцев» заявили: «Горжусь этим!», тогда как из прочих подобную оценку событиям дали только 6 %.
С начала 1990-х гг. существовало и ныне в России распространено мнение, что Афганская война стала ключевым фактором, приведшим к краху СССР. Аналогичную точку зрения в 2019 г. высказал президент США Д. Трамп.
После 1991 года с распадом СССР, сменой социально-экономической системы, экономическим кризисом интерес к уже закончившейся войне стал угасать. В апреле 1992 года, из-за прекращения советской поддержки, просоветский режим во главе с Мохаммадом Наджибуллой был свергнут и в Афганистане начался новый этап гражданской войны — теперь уже между различными группировками победивших моджахедов.
Военным корреспондентом Центрального телевидения СССР в ДРА на протяжении более 4 лет был Михаил Лещинский — ведущий телерепортажей непосредственно с мест событий. Своим главным репортажем в жизни он считал 15 февраля 1989 года — окончательный вывод советских войск из Афганистана.

## Советская эстрада на Афганской войне
Приезд артистов на передовую — это достаточно старая традиция, установившаяся ещё со времён Гражданской войны, когда выступали особые фронтовые агитбригады. Афганистан не был исключением, эта светлая традиция сохранилась и через 40 лет. Многие артисты приезжали в Афганистан с концертами по нескольку раз. «Звёздный десант» исполнителей первой величины таких как:
Людмила Зыкина, Иосиф Кобзон, Лев Лещенко, Александр Розенбаум, Валерий Леонтьев, Эдита Пьеха, Анне Вески, Роза Рымбаева, Владимир Винокур, Жанна Бичевская, Тамара Гвердцители, вокально-инструментальные ансамбли «Весёлые ребята», «Сябры», артисты театра и кино Ольга Аросева (актриса театра Сатиры), Ирина Алфёрова (актриса театра и кино) и многие другие. Так, организованными в афганских гарнизонах концертами «артисты вдохновляли бойцов перед боем».
Советская эстрадная певица, Народная артистка СССР (1973), Герой Социалистического Труда (1987), Лауреат Ленинской премии (1970) и художественный руководитель Государственного Академического ансамбля «РОССИЯ» Людмила Зыкина в 1983 году с концертами посещала Афганистан. Концерты советских артистов состоялись не только в столице Афганистана — Кабуле, рискуя жизнью, на вертолётах они облетали самые отдалённые гарнизоны Афганистана: Кандагар, Джелалабад, Асадабад, Гардез и другие, попадали под обстрел отрядов вооружённой оппозиции.

«….Что такое воинская дружба, я поняла, понюхав пороху в Афганистане осенью 1983 года. „Афганский поход“ ничем не отличался от настоящей войны, и, памятуя что солдат без песни не солдат, я согласилась на эти опасные и тяжелые гастроли… Тридцать четыре концерта с ансамблем „Россия“ за две недели под грохот разрывов бомб и свист „эрэсов“ — дальнобойных реактивных снарядов — в Чагчаране, Панджшере, Джелалабаде, Гардезе, Файзабаде, Пагмане … Такое не забывается»— Людмила Зыкина Книга «Течёт Волга»

## «Афганский синдром»

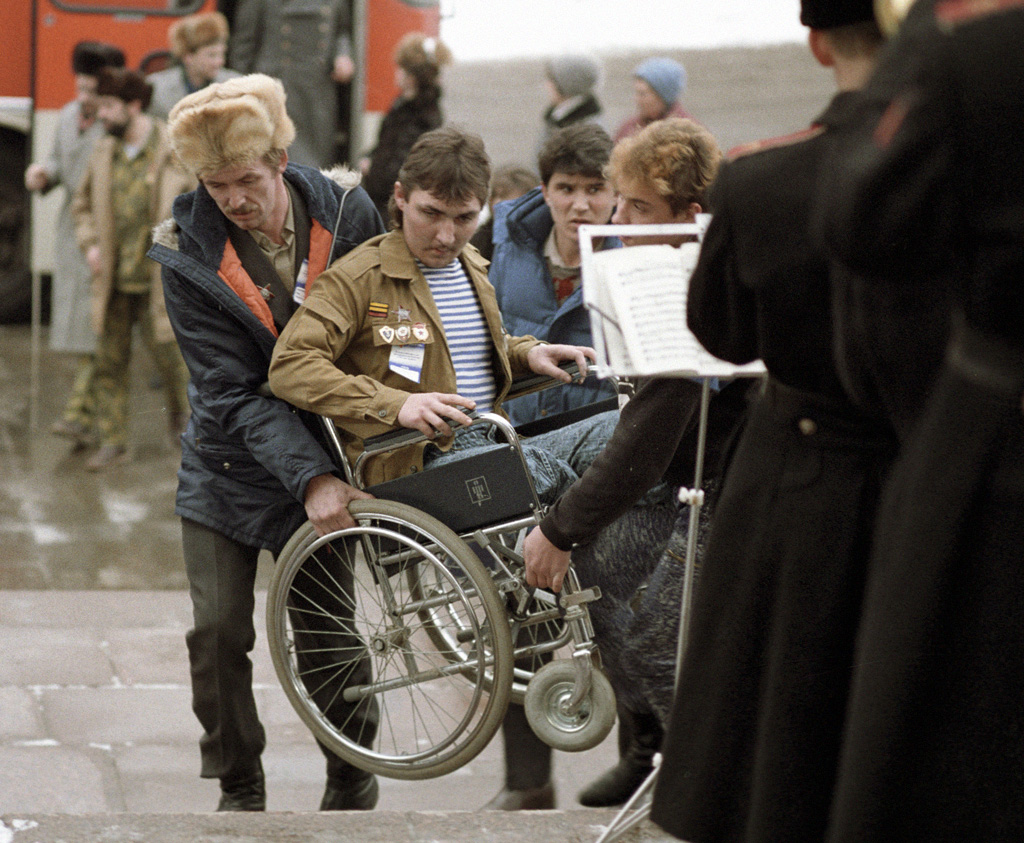
Ветеран афганской войны в инвалидной коляске, 1990 г.

Возвратившись с Афганской войны в СССР — в абсолютно иной мир, с обострённым чувством справедливости и готовностью прийти на помощь нуждающемуся, молодые ветераны, в лучшем случае, обществом не воспринимались. Единственно верная, по понятиям самого воина-афганца, модель отношений между людьми не вписывалась в существующие правила «гражданки». А принять эти правила жизни неуживчивый ветеран с посттравматическим синдромом был не готов и потому нередко бросал вызов обществу.
Всего за период с 25 декабря 1979 года по 15 февраля 1989 года в войсках на территории Афганистана прошло военную службу 620 тыс. военнослужащих, из них в соединениях и частях Советской армии — 525 тыс., в пограничных и других подразделениях КГБ СССР — 90 тыс., во внутренних войсках МВД СССР — 5 тыс. чел. Кроме того, на должностях рабочих и служащих в советских войсках в этот период находилась 21 тыс. чел. Ежегодная списочная численность советских войск в составе ограниченного контингента составляла от 80 до 104 тыс. военнослужащих и 5—7 тыс. рабочих и служащих (вольнонаёмных). Другие источники называют прошедшими через Афганистан около миллиона.
Из-за цензурной политики в начале войны у направлявшихся в Афганистан солдат и младших офицеров не было информации о том, что на самом деле происходит в Афганистане — о боевых действиях, о погибших и раненых. 

Редко кто из отъезжавших в Афганистан четко представлял себе характер предстоящей службы. Желание подвигов, боёв, желание показать себя «настоящим мужчиной» — это было. И пошло бы это очень на пользу, окажись рядом с молодыми ребятами кто-нибудь постарше, — вспоминал командир батальона М. М. Пашкевич. — Тогда бы этот юношеский порыв и энергия компенсировались спокойствием и житейской мудростью. Но солдату 18—20 лет, командиру взвода 21—23, командиру роты 23—25, а командиру батальона хорошо если 30—33 года. Все молоды, все жаждут подвигов и славы. И так получилось, что это замечательное человеческое качество порой приводило к потерям— Сенявская Е. С. «Психология войны в XX веке: исторический опыт России»

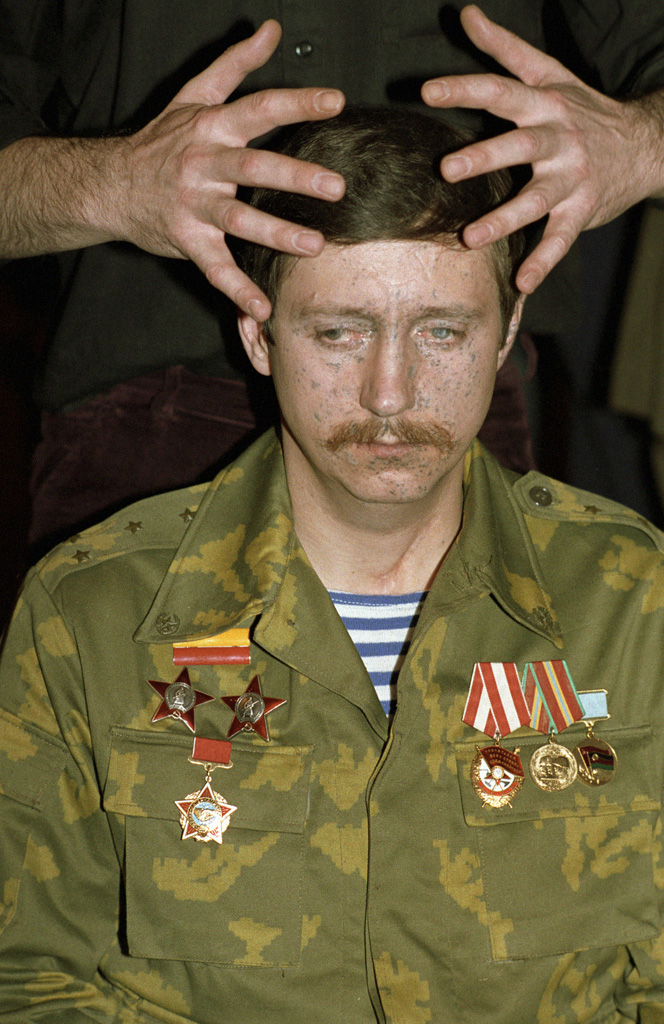
Воин-интернационалист во время лечебного экстрасенсорного сеанса. 1990-й

Солдаты испытывали недоверие к афганскому населению. Опыт советского спецназа показывал, что если отпустить задержанного в ходе операции афганца, то он обычно возвращался с отрядом партизан. Многие спецназовцы считали, что всё население Афганистана в той или иной степени помогало моджахедам. Приводится пример, когда после одного боя, закончившегося поражением спецназа, старики и подростки из ближайшего кишлака прочёсывали местность и добивали раненых спецназовцев мотыгами и лопатами. Местные жители давали ложную информацию советским солдатам, заводили их в засады. Уровень дисциплины в советских частях в Афганистане зачастую был весьма низким. В них процветала «дедовщина». Многие солдаты и офицеры злоупотребляли алкоголем и наркотиками. По свидетельству бывшего офицера спецназа Алексея Чикишева, в отдельных ротах и батареях до 90 % рядового состава курили чарас (разновидность гашиша).
Различные политические силы пытались использовать молодых ветеранов как социально активную категорию населения в своих интересах. Враждующие стороны во всех межнациональных конфликтах вербовали ветеранов в ряды комбатантов. Многие из них вступали в организованные преступные группировки.
Вернувшимся из Афганистана воинам часто приходилось слышать ставшие классическими слова: «Мы вас туда не посылали», в ответ из уст молодых ветеранов звучала фраза: «Я в свой Афган пешком готов уйти, достала ваша притворная, лживая и меркантильная гражданская среда».
Ещё в 1989 году среди «афганцев» было достаточно широко распространено настроение, наиболее ярко выраженное в письме одного из них в «Комсомольскую правду»:

«Знаете, если бы сейчас кинули по Союзу клич: „Добровольцы! Назад, в Афган!“ — я бы ушёл… Чем жить и видеть всё это дерьмо, эти зажравшиеся рожи кабинетных крыс, эту людскую злобу и дикую ненависть ко всему, эти дубовые, никому не нужные лозунги, лучше туда! Там всё проще».

Военный историк Ю. В. Рубцов отмечает, что «тестирование, проведённое в начале 1990-х годов, показало, что как минимум 35—40 % участников войны в Афганистане остро нуждались в помощи профессиональных психологов».

## Память
Памятники воинам-афганцам имеются во многих городах бывшего Советского Союза.

Остров Слёз − Памятник воинам-афганцам, Минск
Памятник воинам-афганцам, Алма-Ата
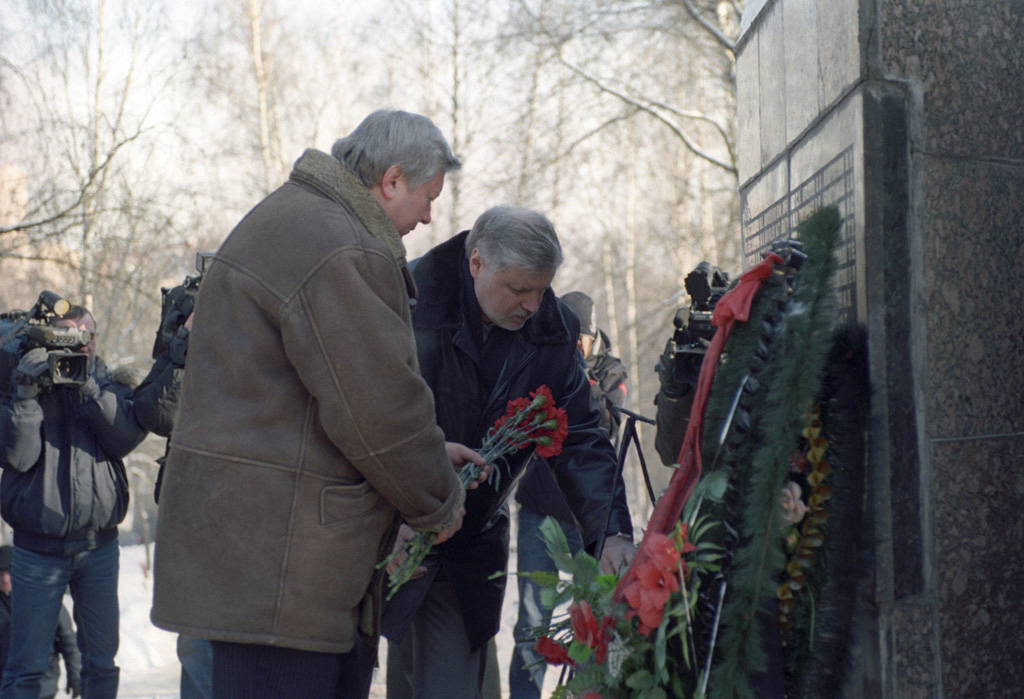
Обелиск погибших воинов-интернационалистов, Красногорск
Памятник Воинам-интернационалистам, Саратов
Памятник погибшим в Афганской войне, Тольятти
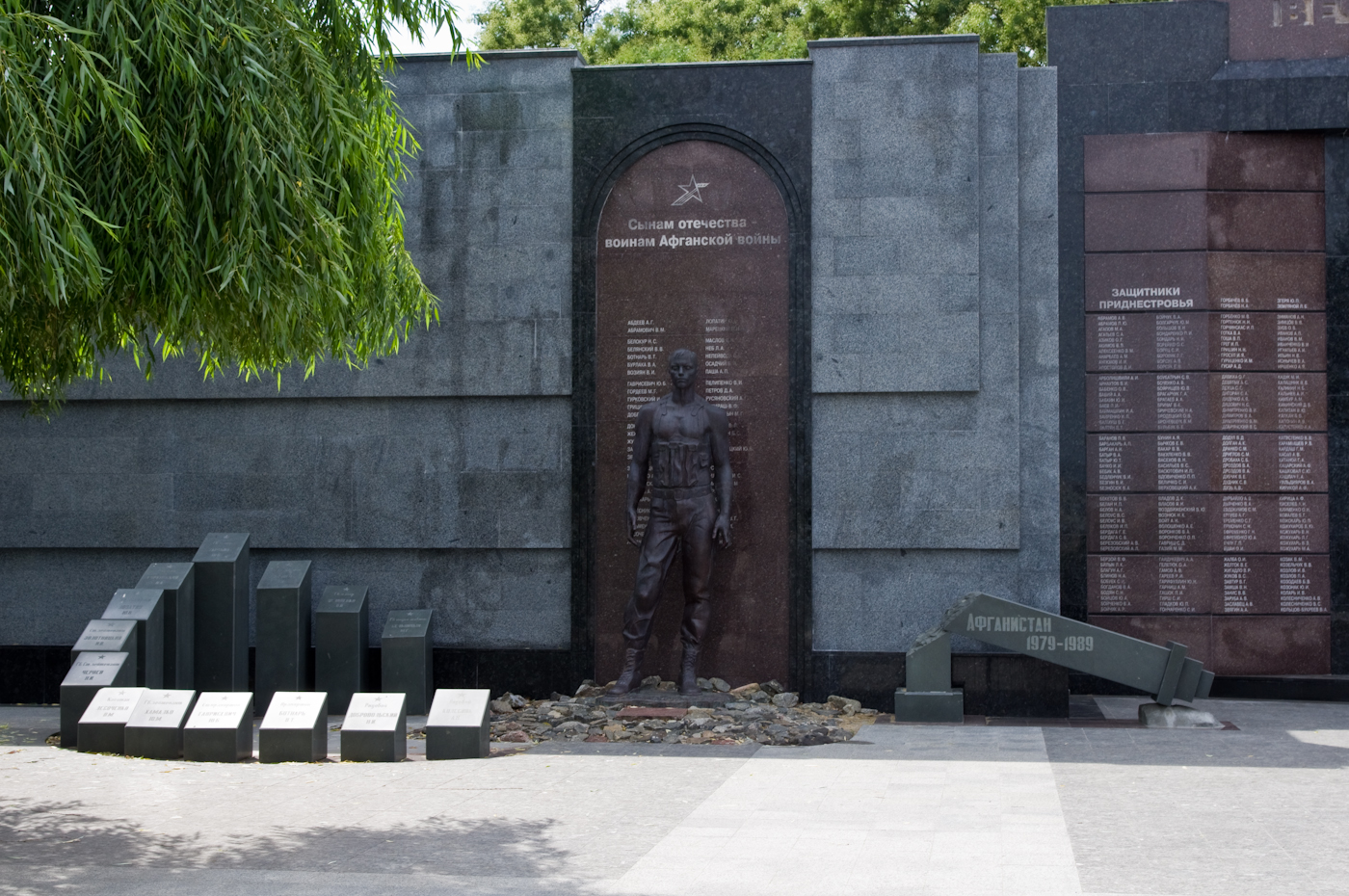
Памятник воинам-афганцам, Тирасполь
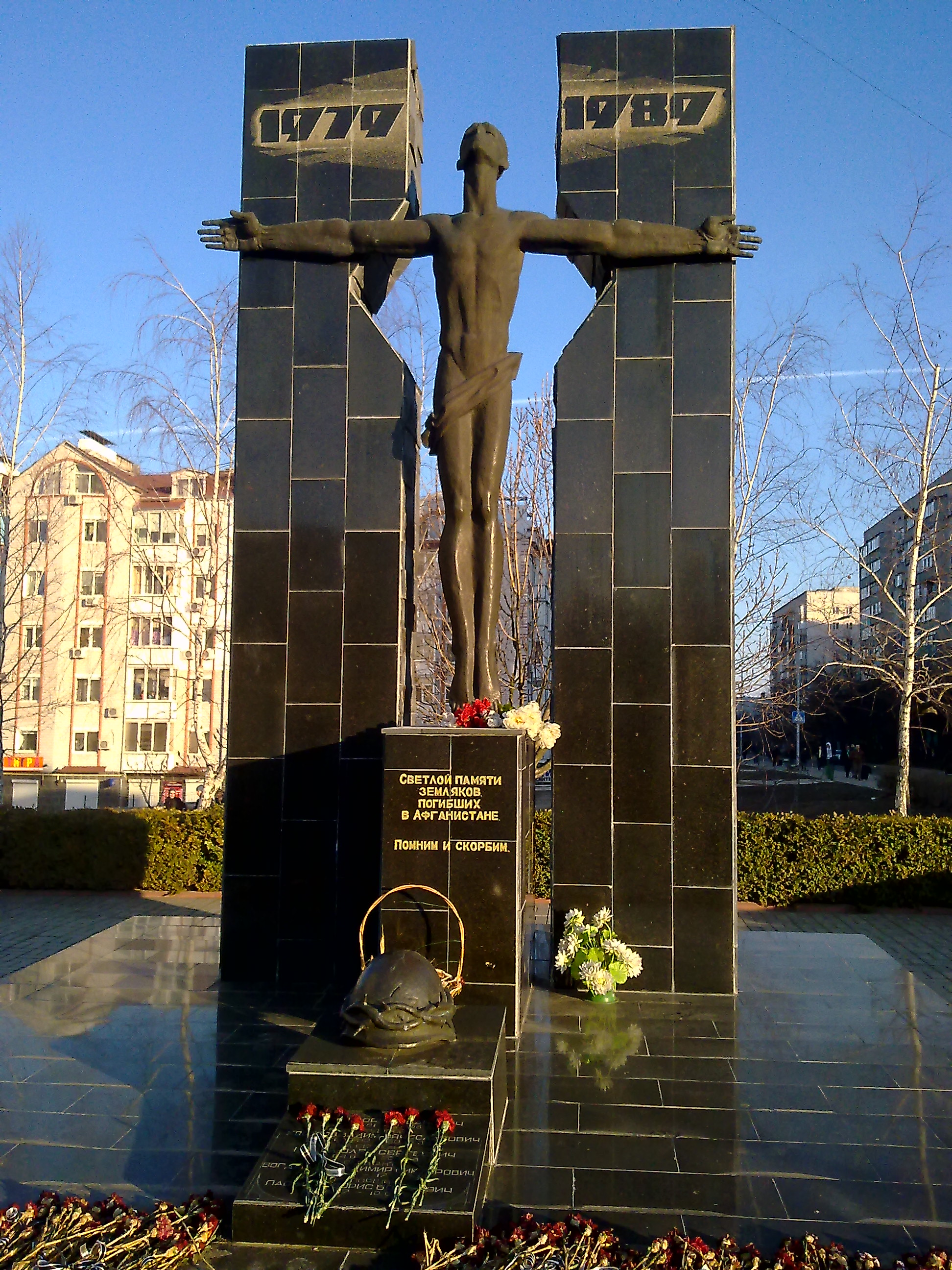
Памятник воинам-афганцам, Черноморск
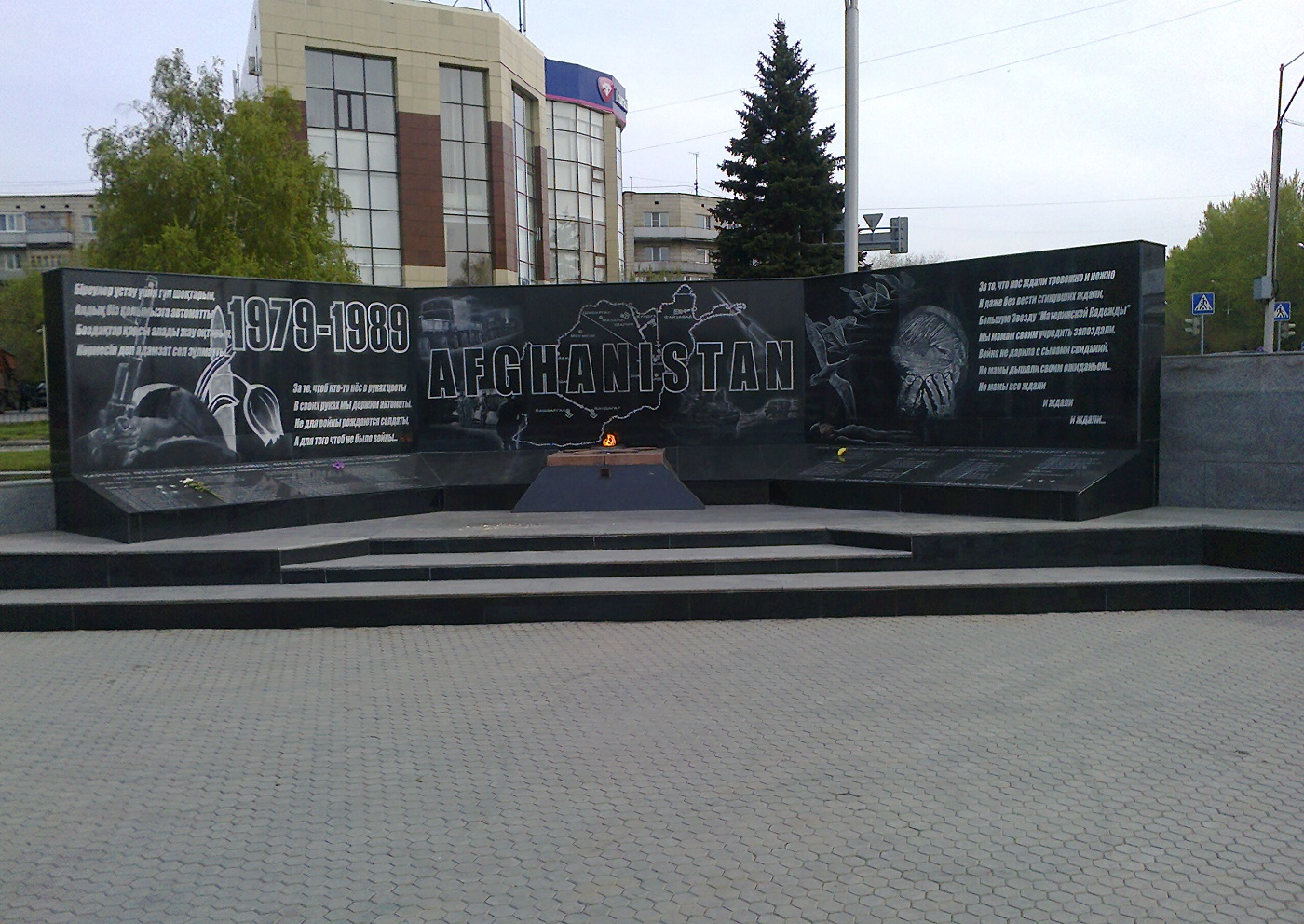
Монумент Памяти воинам-интернационалистам, Усть-Каменогорск
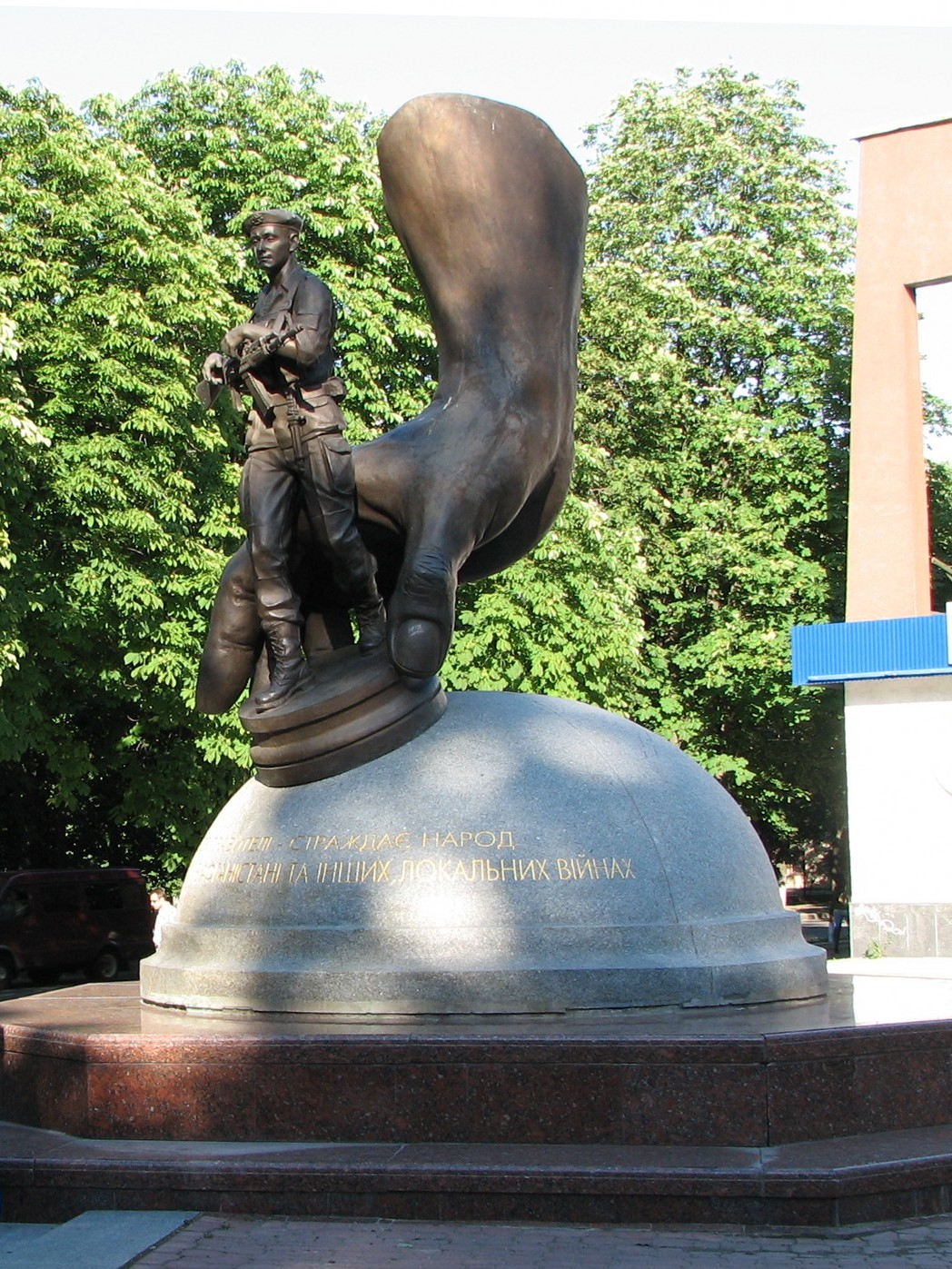
Памятник погибшим в Афганистане и других локальных войнах, Хмельницкий
Памятник на Сичеславской набережной в Днепре
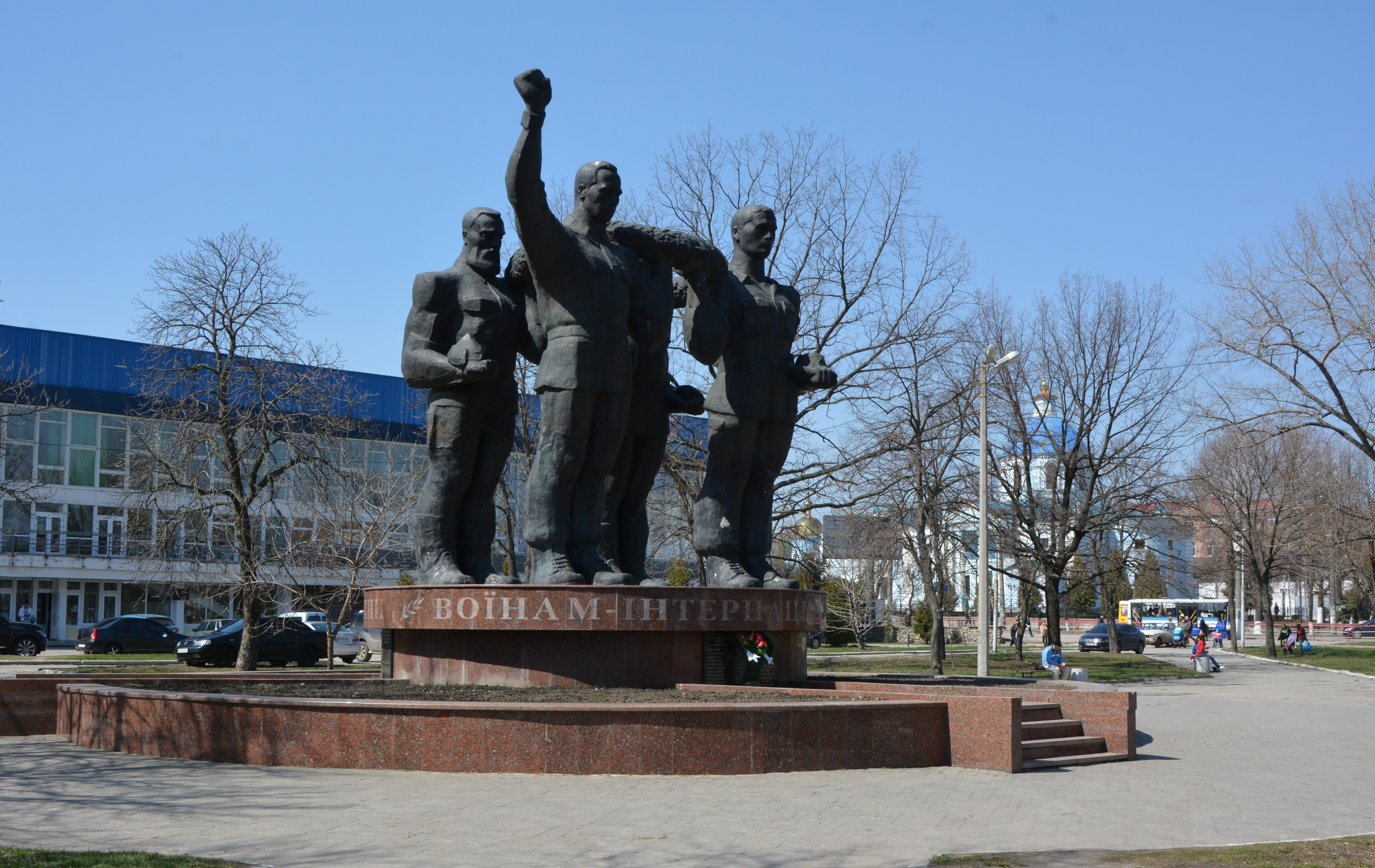
Памятник в Кропивницком

## Песни, рождённые на Афганской войне

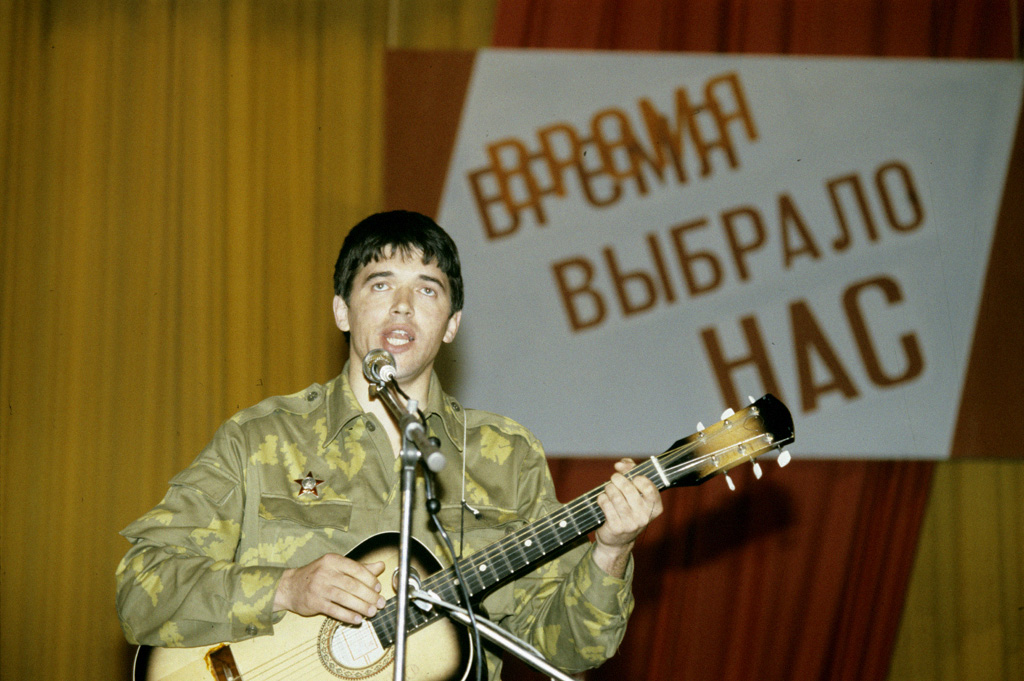
Воин-интернационалист Валерий Петряев исполняет свою песню. Туркменистан, Ашхабад. 1987

Авторами самых популярных песен, рождённых на начальном этапе Афганской войны — в 1980—1983 годы, особо полюбившихся в среде военнослужащих и завоевавших популярность по всему Афганистану, были офицеры отряда особого назначения КГБ «Каскад» Юрий Кирсанов и Игорь Морозов. Названные впоследствии «афганскими», их песни получили широкое хождение среди военнослужащих, переписывались на магнитофонные бобины и мгновенно распространялись по гарнизонам 40-й Армии. А самих авторов — Юрия Кирсанова и Игоря Морозова, вскоре признают родоначальниками «афганского» направления в армейской песне.

Юрий Кирсанов — автор самых известных на весь СССР, а потом и в СНГ, «афганских» песен. Не было с 1981-го по 1989-й в Афганистане ни одной роты или батареи, где бы не пели и не слушали кирсановских песен— Андрей Бондаренко «Красная звезда»

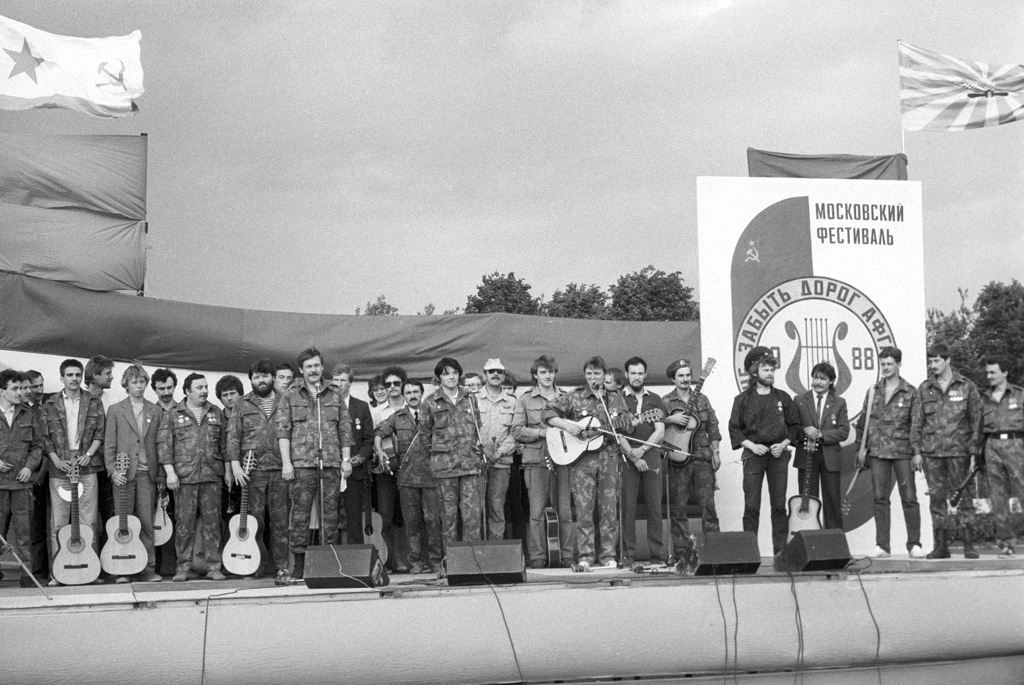
1-й Московский фестиваль авторской песни "Нам не забыть дорог Афганистана". 1988

Песни Юрия Кирсанова: Над горами кружат вертолёты, Этот мир без тебя, Кукушка, Зорька, Бой гремел в окрестностях Кабула, В кармане моей гимнастёрки, Второй батальон, А на войне как на войне, Бой затих у взорванного моста, Песня бортстрелка вертолёта, Не надо нам громких тостов, Здесь над небом чужим, Кабул далёкий, Фотография, В ту ночь, Базы ракетной песня спета и многие другие.

Песни Игоря Морозова: Этот мир без тебя, Батальонная разведка, Когда солнце за скалы зайдёт, Если вам однажды, Прости меня, Лазурит, Эх куда же ты попал каскадёр?, Здесь вам не равнина, Помирать нам рановато, Вспомним мы — товарищ, Два Брата, Прощайте горы! и другие.

По мнению Юрия Кирсанова, эволюция афганской песни за годы войны претерпела изменения:

В «афганской» бардовской песне я наблюдал изменения: чем ближе к концу войны — тем больше горечи— Юрий Кирсанов
Наиболее известными коллективами исполняющими афганские песни в период присутствия Советских войск в Афганистане стали группы Каскад и Голубые береты с песнями Опять тревога; Кукушка; Бой гремел в окрестностях Кабула; Батальонная разведка и другие.

## Удостоенные звания Героя за участие в Афганской войне

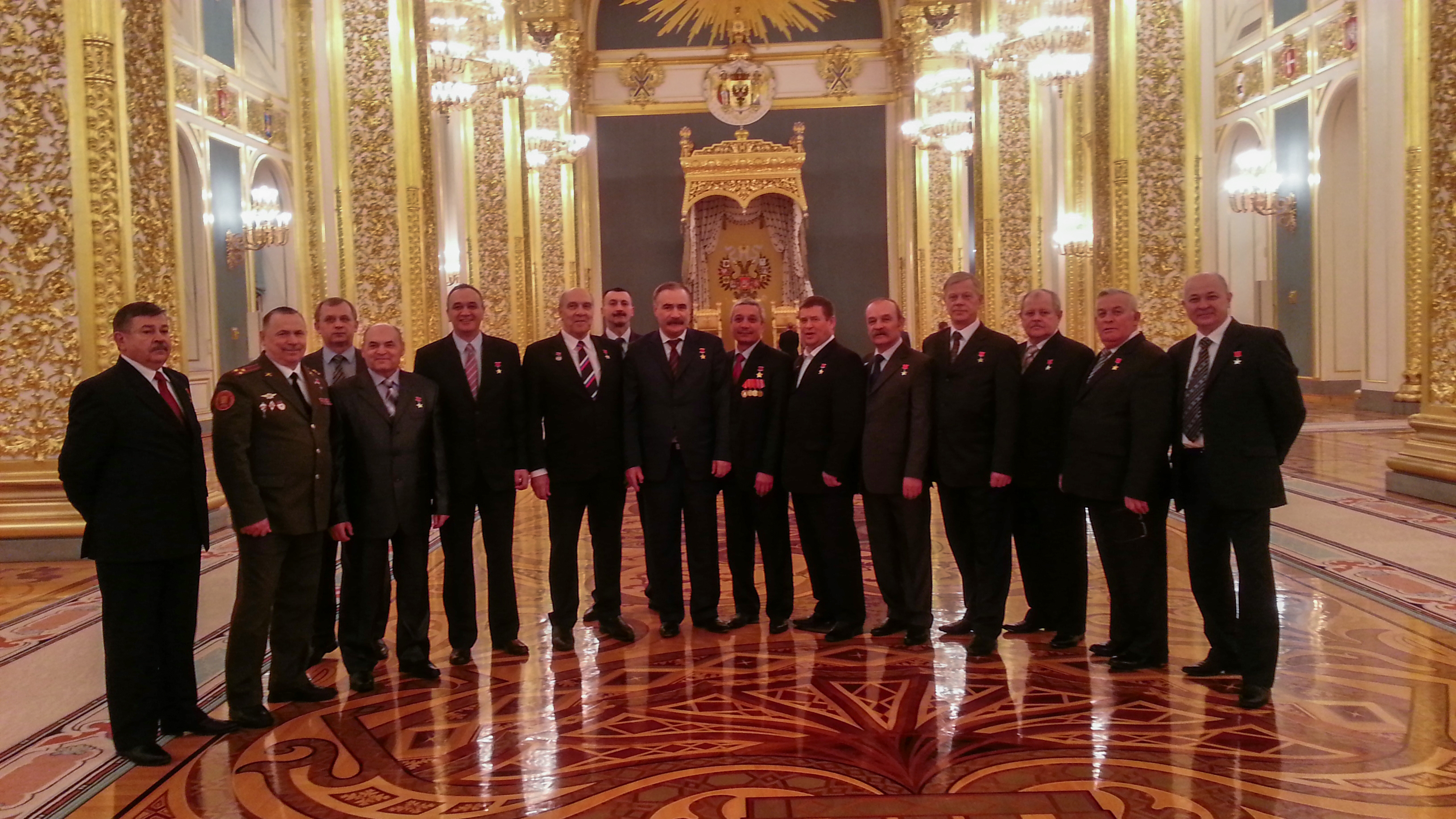
Герои Советского Союза, ветераны-афганцы в Андреевском зале Московского Кремля на торжественном приёме президента Российской Федерации по случаю празднования Дня Героев Отечества 9 декабря 2013 года

Из личного состава Вооружённых сил, КГБ, МВД СССР, входящих в Ограниченный контингент советских войск — за героизм, проявленный при исполнении воинского и служебного долга (при выполнения интернационального долга) в годы Афганской войны, высшего звания Герой Советского Союза было удостоено 86 военнослужащих, восемь (шесть из них «посмертно») были удостоены звания Герой Российской Федерации.

## В произведениях культуры и искусства

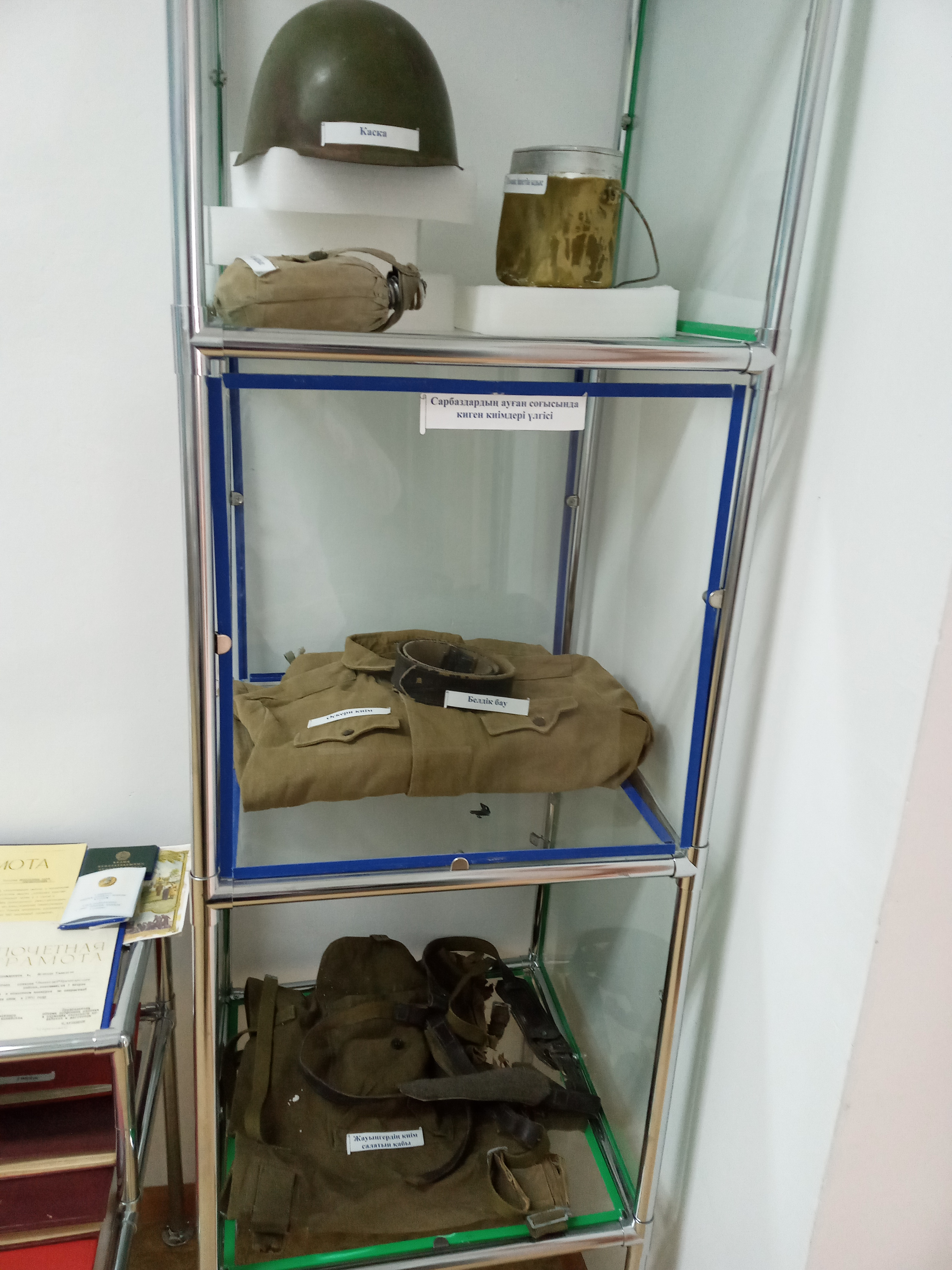
Образцы инвентаря солдат СССР во время войны в музее Куланского агротехнического колледжа

Афганская война и связанные с ней события нашли отражение в монументальном и изобразительном искусстве, поэзии, кинофильмах, литературно-художественных и публицистических произведениях, а также филателии.

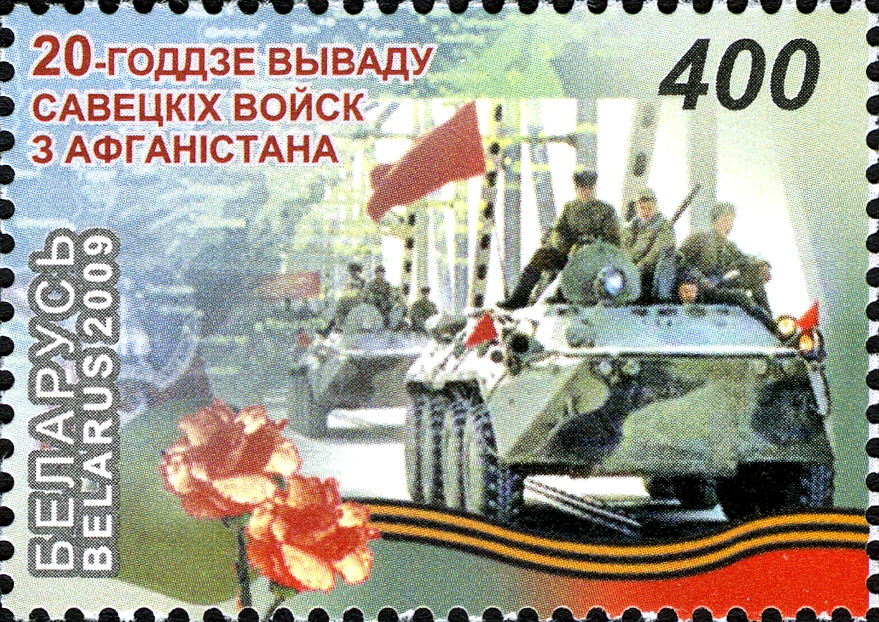
Почтовая марка Беларуси, 2009 год

### В музыке
- Михаил Муромов — «Афганистан»
- Игорь Тальков — «Баллада об афганце»
- Юрий Шевчук — «Не стреляй!»
- Валерий Петряев - «Афган»

### В кинематографе

#### Художественные фильмы
- «Жаркое лето в Кабуле» (1983, ДРА — СССР) — фильм Али Хамраева и Вали Латифи[289];
- «Человек, который брал интервью» (1987, СССР) — фильм Юрия Марухина[290];
- «Рэмбо 3» (1988, США) — фильм Питера Макдональда;
- «Зверь» (также: «Зверь войны») (1988, США) — фильм Кевина Рейнольдса;
- «За всё заплачено» (1988, СССР) — фильм Алексея Салтыкова;
- «Шурави» (1988, СССР) — фильм Сергея Нилова;
- «Сержант» (1988, СССР) — фильм Станислава Гайдука (киноальманах «Мостик»);
- «Груз 300» (1989, СССР) — фильм Георгия Кузнецова[289];
- «Опалённые Кандагаром» (1989, СССР);
- «Афганистан: Последний автобус войны» (1989, Италия, США) — фильм Пьера Луиджи Чириачи;
- «Два шага до тишины» (1991, СССР) — фильм Юрия Тупицкого;
- «Ущелье духов» (1991, СССР, Туркменистан) — фильм Сергея Нилова;
- «Афганский излом» (1991, СССР-Италия) — фильм Владимира Бортко[289];
- «Нога» (1991, СССР) — фильм Никиты Тягунова[289];
- «Караван смерти» (1991, СССР) — фильм Ивана Соловова;
- «Афганец» (1991, СССР, Украина) — фильм Владимира Мазура[289];
- «Тридцатого уничтожить!» (1992, Россия-Сирия) — фильм Виктора Доценко;
- «Америкэн бой» (1992, Россия-Украина) — фильм Бориса Квашнёва;
- «Чёрная акула» (1993, Россия) — фильм Виталия Лукина;
- «Афганец 2» (1994, Украина) — фильм Владимира Мазура;
- «Пешаварский вальс» («Побег из Афганистана») (1994, Россия) — фильм Тимура Бекмамбетов и Геннадия Каюмова[289];
- «Мусульманин» (1995, Россия) — фильм Владимира Хотиненко;
- «Дезертир» («Русский Рэмбо») (1996, Молдова — Болгария — Россия) — фильм Юрия Музыки;
- «Рикошет» (1997, Молдова-Россия) — фильм Игоря Талпы;
- «Две судьбы» (2002, Россия) — 20-серийный фильм Владимира Краснопольского и Валерия Ускова;
- «Господа офицеры» (2004, Россия) — 8-серийный фильм Андрея Кравчука;
- «Сармат» (2004, Россия) — 12-серийный фильм Игоря Талпы;
- «9 рота» (2005, Россия — Украина — Финляндия) — фильм Фёдора Бондарчука[289];
- «Звезда солдата» (2006, Франция, Германия, Афганистан) — фильм Кристофа де Понфилли;
- «Война Чарли Уилсона» (2007, США) — фильм Майка Николса;
- «Афганский призрак» (2008, Россия) — 8-серийный фильм Павла Малькова и Олега Фомина[289];
- «На краю стою» (2008, Россия) — фильм Рауфа Кубаева, Мунида Закирова и Эдуарда Тополя;
- «Охотники за караванами» (2010, Россия-Украина) — 4-серийный фильм Сергея Чекалова[289];
- «Возвращение в „А“» (2011, Казахстан-Россия) — фильм Егора Кончаловского;
- «Крепость Бадабер» (2017, Россия) — 4-серийный фильм Кирилла Белевича;
- «Операция „Мухаббат“» (2018, Россия-Украина) — 12-серийный фильм Олега Фомина;
- «Ненастье» (2018, Россия) — 11-серийный фильм Сергея Урсуляка;
- «Братство» (2019, Россия) — фильм Павла Лунгина;
- «Бессмертные» (2021, Россия) — фильм Тиграна Кеосаяна.
- «Игры» (2024, Россия) — 8-серийный фильм Евгения Стычкина.

#### Документальные фильмы
- «Мы» (1989, СССР, Великобритания) — документальный фильм Юриса Подниекса;
- «Афганский капкан» (1999, Россия) — двухсерийный фильм Евгения Киселёва;
- «Афганская война» (2009, Россия) — фильм Алексея и Татьяны Крол;
- «Письма из Афгана» (2009, Украина) — фильм Константина Ковригина и Елены Платоновой;
- «Афган» (2014, Россия) — фильм Андрея Кондрашова;
- «Афганцы» (2014, Россия) — фильм Алексея Поборцева;
- «Афганистан. Спрятанная война» (2014, Россия) — фильм Михаила Лещинского;
- «Тайна Королёвского батальона» (2014, Украина) — фильм Константина Ковригина и Алексея Лябаха;
- «Афганистан» (2019, Россия) — 4-серийный фильм Игоря Липина.

### В компьютерных играх
- DCS World. В 2024 году была выпущена карта Афганистана[291][нет в источнике]
- Squad Battles: Soviet-Afghan War
- Rambo III
- 9 рота
- Правда о девятой роте
- Линия фронта. Афганистан'82
- Call of Duty: Black Ops II
- Medal of Honor
- Metal Gear Solid V: The Phantom Pain
- Альфа: Антитеррор

### В филателии
- 15 февраля 2014 года ГУП «Марка Приднестровья» выпустила серию марок, которая посвящена 25-летию вывода войск из Афганистана. На почтовом блоке изображён момент прохода по мосту через Амударью колонны советской бронетехники, а также двух марок с изображениями памятника воину-интернационалисту в Тирасполе и монумента «Чёрный тюльпан» в Бендерах. Тираж составил 800 экземпляров[292][293].

### В прикладных искусствах
Ввод советских войск спровоцировал появление особой ковроткаческой традиции, произведения которой именуются военными коврами.

## Официальная оценка войны в современной России
В 2001 году президент РФ Владимир Путин заявил, отвечая на вопрос об Афганской войне: «Собственно, военного-то поражения Советского Союза не было. Он достиг всех целей, которые перед собой ставил. В военном плане».
В 2018 году на встрече президента РФ Путина с Советом законодателей РФ глава комитета Госдумы РФ по обороне, экс-командующий ВДВ РФ генерал-полковник Владимир Шаманов передал главе государства просьбу «от ветеранских организаций» пересмотреть постановление Съезда народных депутатов СССР от 24 декабря 1989 года о «моральном и политическом осуждении» решения советского руководства о вводе войск в Афганистан в 1979 году. В ноябре 2018 года Госдума одобрила проект соответствующего постановления. «Надо однозначно заявить, что Государственная Дума считает необходимым признать не соответствующим принципам исторической справедливости моральное и политическое осуждение решения о вводе советских войск Афганистан в декабре 1979, выраженное в постановлении Съезда народных депутатов Верховного совета СССР в 1989 году», — заявил представлявший законопроект депутат от КПРФ Николай Харитонов.
В том же 2018 году Госдумой РФ был принят закон о подъёме пенсионного возраста. При этом мужчины со стажем 42 года наделены правом на пенсию за два года до нового пенсионного рубежа. Но в «стаж-42» не включили срочную службу, и многие лишились значимой привилегии из-за того, что в молодости не уклонились от призыва. Фактически данным пунктом выполнение гражданского долга советским солдатом, в том числе в Афганистане, было приравнено к тунеядству. ЛДПР в 2019 году внесла поправочный законопроект, принятие которого в июне 2021 года саботировала фракция правящей партии «Единая Россия». В августе 2021 года появилось два аналогичных законопроекта уже от «ЕР», но оба были отвергнуты. В июне 2021 года был также отклонён документ о сохранении прежнего (60 лет) пенсионного возраста ветеранам боевых действий. Только спустя почти четыре года, в ноябре 2022 года, законодательство было откорректировано и время службы по призыву включили в стаж для досрочного выхода на пенсию. Тогда же было решено засчитывать период участия в войне против Украины в страховой стаж в двойном размере — но ветераны Афганской войны подобной льготы не получили. 16 ноября 2022 года в Думу был внесён ещё один законопроект о сохранении старых норм пенсионного возраста для ветеранов боевых действий (см. документ), но и он в итоге не прошёл (опять-таки из-за саботажа единороссами, приведшего к отсутствию кворума, см. результаты голосования).